# Ostseehandel

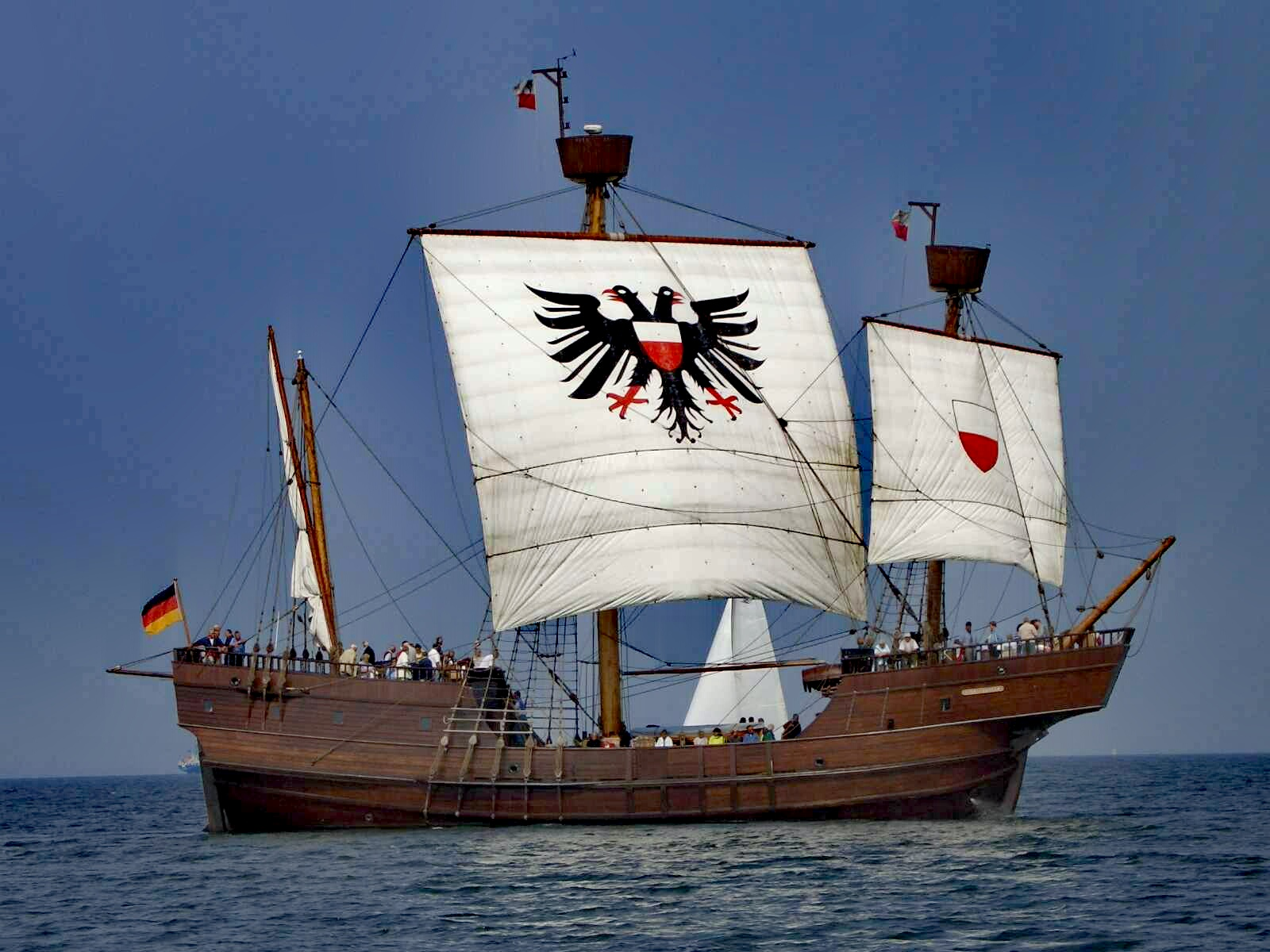
Lisa von Lübeck, Rekonstruktion einer Hansekogge in Kraweelbauweise aus dem 15. Jahrhundert

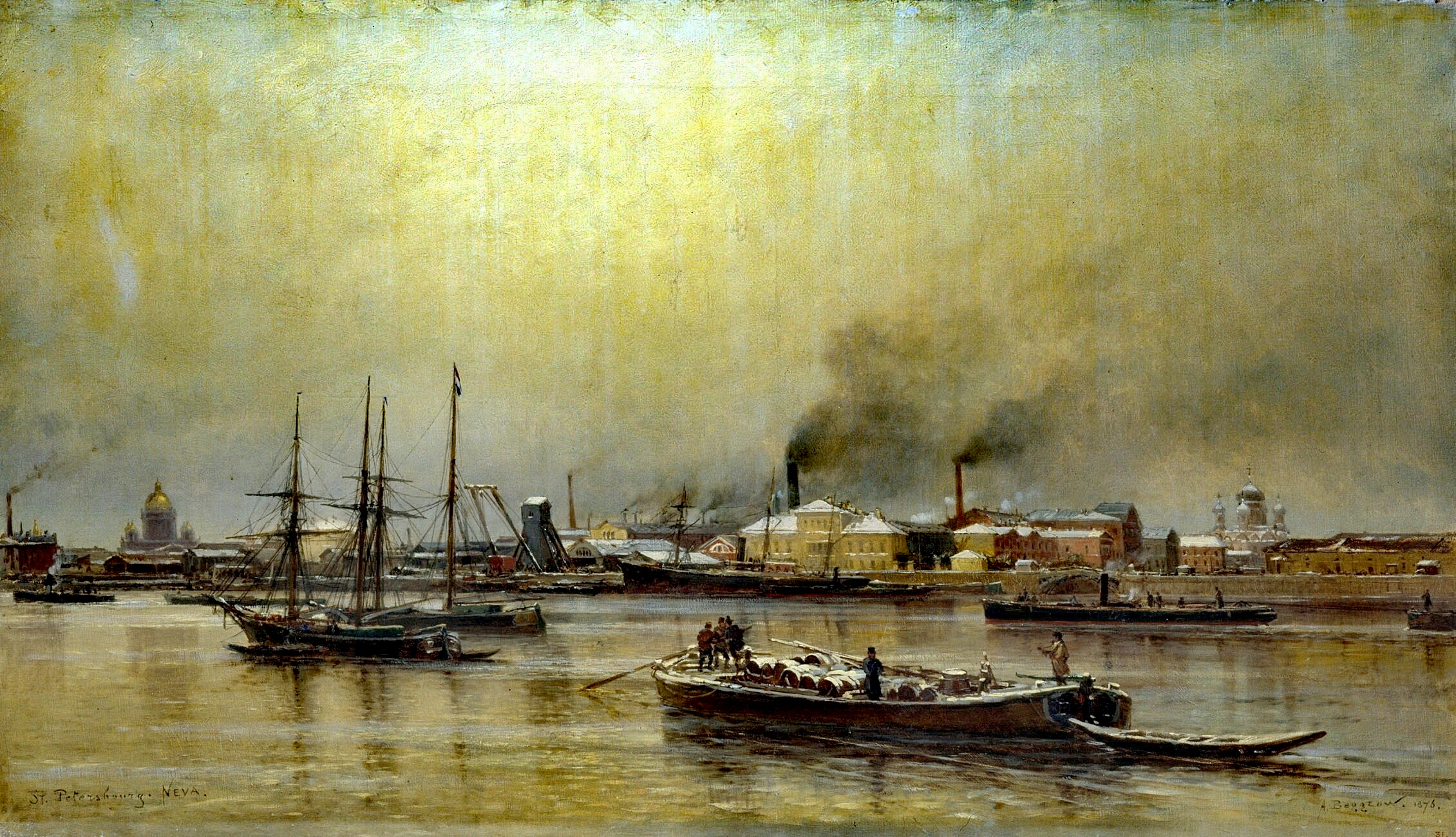
Neuer Admiralitätskanal, auf der Newa, Sankt Petersburg, 1876

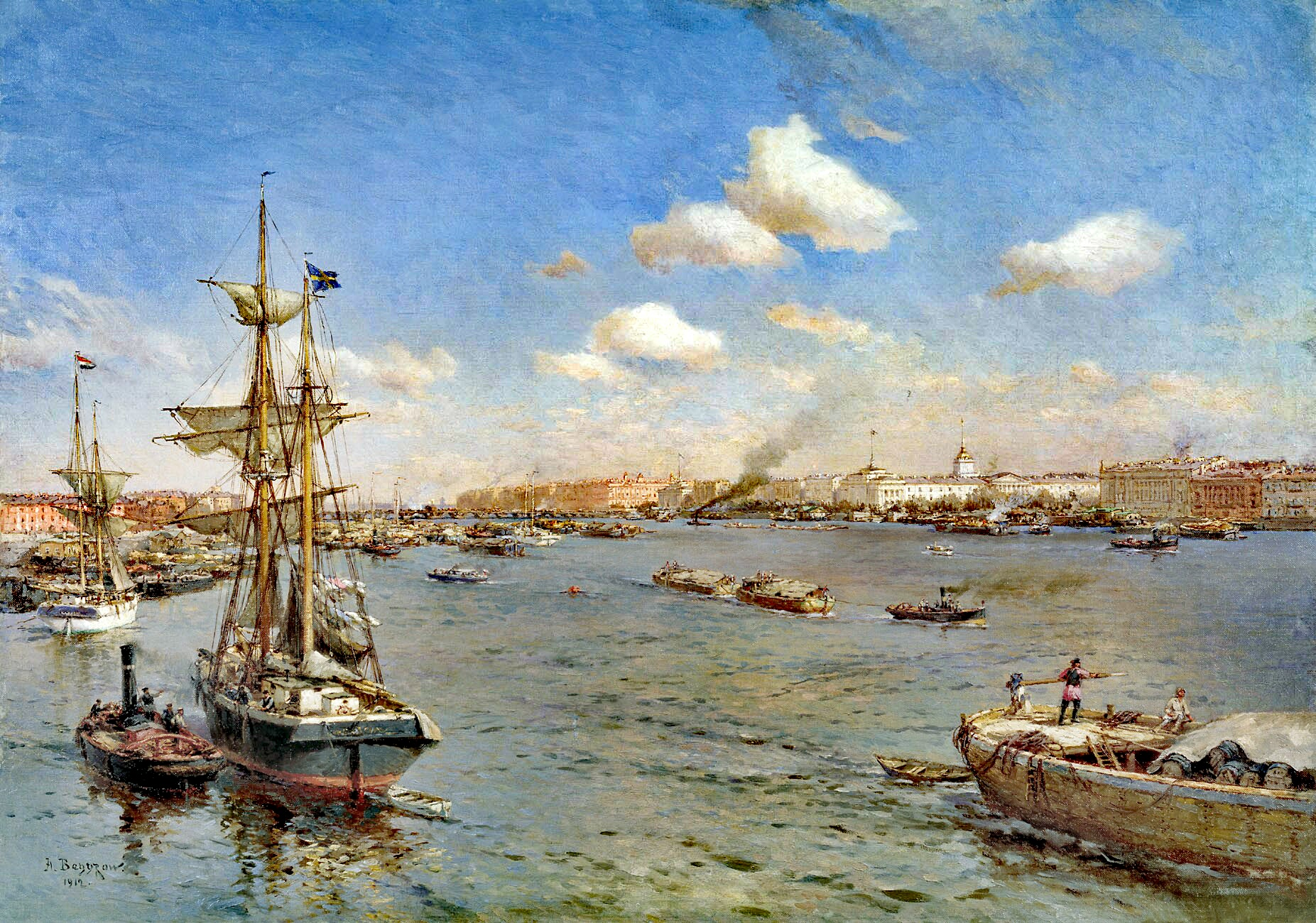
Petersburg Blick auf die Newa, (1912), Russisches Museum, Alexander Beggrow

Der Ostseehandel im Ostseeraum bezeichnet die historischen und aktuellen gewinn- und leistungsorientierten Austauschhandlungen der dort lebenden oder wirkenden Personen und Personengruppen vom Mittelalter bis zur heutigen Zeit.
Der Raum erfuhr erst seit dem Spätmittelalter eine prägnante herrschaftliche Verdichtung und die Entstehung größerer urbaner Zentren. Deswegen wurde der Ostseehandel in der neuzeitlichen Geschichtsforschung lange als peripherer europäischer Ereignishorizont begriffen (im Gegensatz dazu steht der Mittelmeerhandel). Diese vergangene Bewertung wandelt sich aber mit zunehmender Intensivierung der Forschungsaktivitäten. Michael North zufolge war die Ostsee in der Frühen Neuzeit Drehscheibe der Weltwirtschaft. Der frühneuzeitliche Ostseehandel basierte auf dem Austausch von Nahrungsmitteln und Rohstoffen des ressourcenreichen Nord- und Osteuropas gegen Fertigwaren des gewerblich hochentwickelten Nordwesteuropas. Die Ostsee verknüpfte verschiedene Weltregionen miteinander und war Kernraum von ertragreichen Austauschbeziehungen. Diese wurden systematisch in den europäischen Handel verflochten und integriert.

## Betrachtungsebenen

### Gesellschaftlich
Handel im modernen Sinn umfasst neben der Verkehrshandlung, also dem Transport von materiellen Gütern vom Erzeuger über Händler bis zum Abnehmer, viele weitere menschliche Austauschformen. Grundlegend hierfür ist die direkt oder indirekt gerichtete korporative oder individuelle Gewinnerzielungsabsicht. Dazu gehören:
- Immaterielle, aber leistungsorientierte Austauschformen wie interpersonaler oder interorganisationaler Wissenstransfer
- Austausch von immateriellen Verfügungsrechten
- Logistikprozesse im weiteren Sinn, wozu auch Messen, Kongresse sowie Marketing und Vertriebsorganisationen, aber auch die klassischen Märkte gehören
- Infrastruktur und Verkehrsträger
- die Finanzbranche, Börsen, Investitionen und allgemeine Spekulationen
- im weiteren Sinn auch Tourismus und alle Formen von organisierten personellen Standortverlagerungen mit Gewinnerzielungsabsicht, z. B. individueller Grenzhandel (finnischer Spirituosentourismus in Estland, Polenmärkte etc.)
- Regierungshandeln und Forschungsaktivitäten im Querschnitt zu ökonomischen Bezügen

### Geografisch

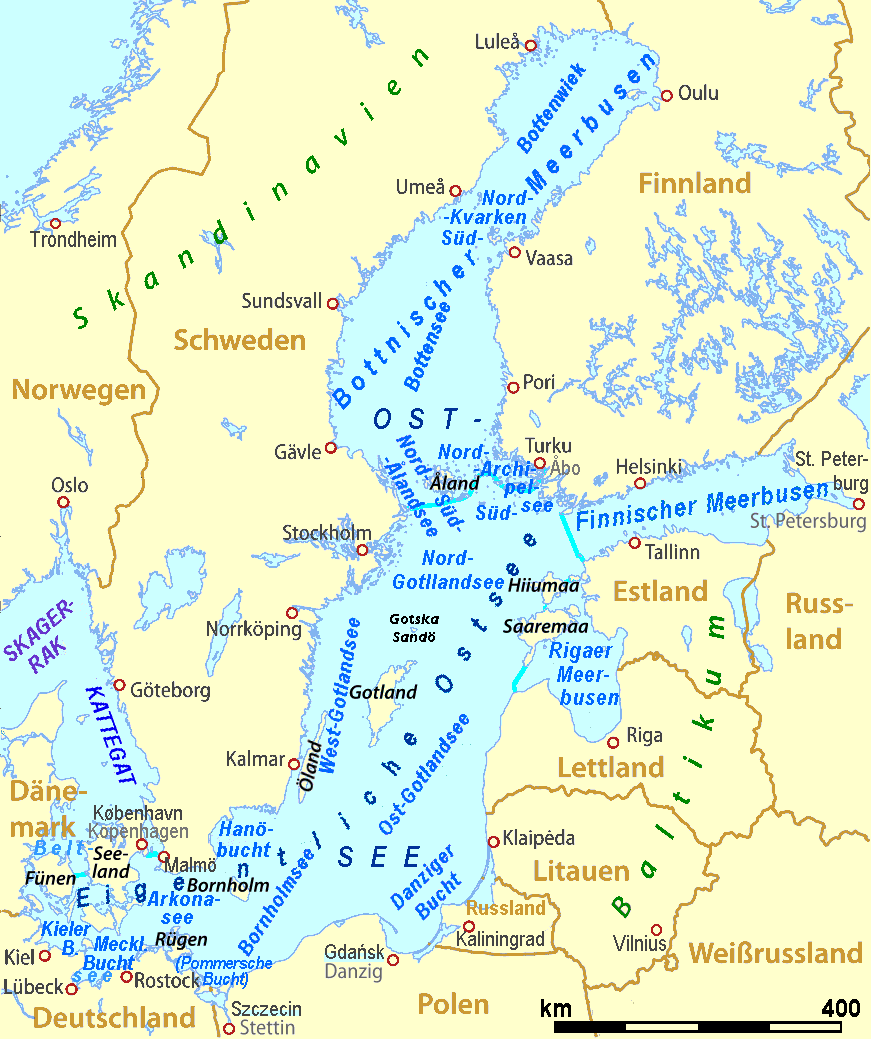
Ostseegliederung

Ökonomische Cluster, Raumplanung, Netzwerkbeziehungen, Kooperationsmodelle, globale Verflechtungen und Akteurskonstellationen sind grundlegende Betrachtungsdimensionen des Handels.
Es gibt und gab einen ostseeexternen Handel, also den Güteraustausch von einem Ort des Ostseeraums zu einem Ort außerhalb des Ostseeraums, und den ostseeinternen Handel. Die Minimaldefinition für Ostseehandel sieht entweder den geografischen Ursprung einer Transaktion oder ein geografisches (Zwischen-)Ziel innerhalb des Ostseeraums vor.
Das Binnenland des Ostseehandels reichte historisch so weit, wie schiffbahre Zubringerflüsse Binnenschifffahrt ermöglichten. Im Süden endete dieser Einfluss erst südlich der Oder. Die Zentren Breslau, Frankfurt an der Oder (Frankfurter Messe), aber auch Warschau, Leipzig (Leipziger Messe, Via Imperii), die Altmark, das Havelland und ebenso die Elbschifffahrt gehören historisch zum Wirtschaftsraum der Ostseeregion.
Künstliche Wasserstraßen haben diesen Einflussraum stetig erweitert.

### Politisch-historisch
Supranationale Verbünde wie die heutige Europäische Union, aber auch die Hanse schufen politische Wirtschaftsräume. Personal- und Realunionen wie Sachsen-Polen oder Polen-Litauen führten zum Aufbau von Wirtschaftsverflechtungen, die jahrhundertelang stabil waren und bis heute nachwirken.

## Herrschaftstransformationen des Ostseeraums und Auswirkungen auf den Ostseehandel

Ostseeraum auf Basis des Flusssystems

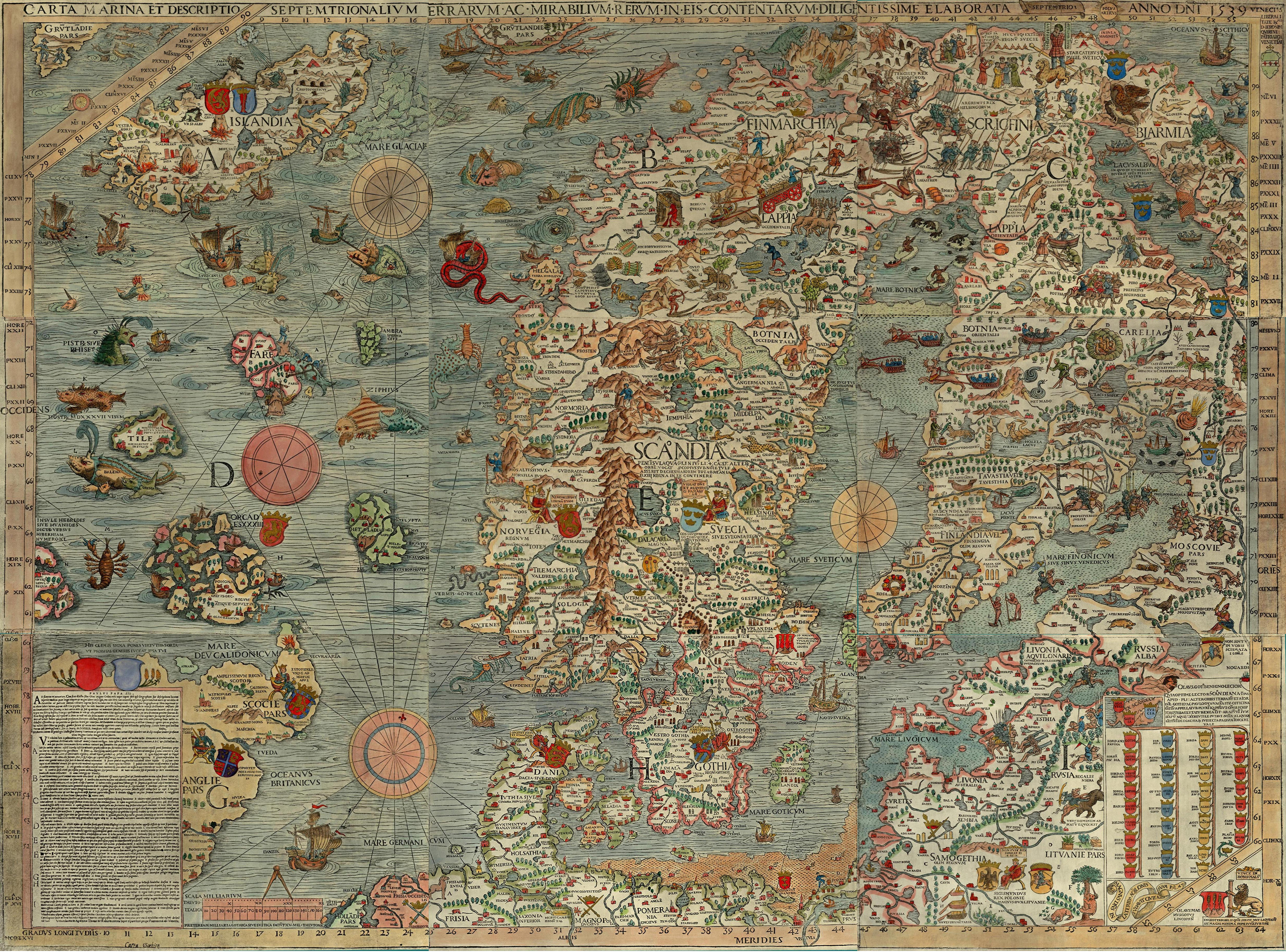
Carta marina der Ostsee, 1539

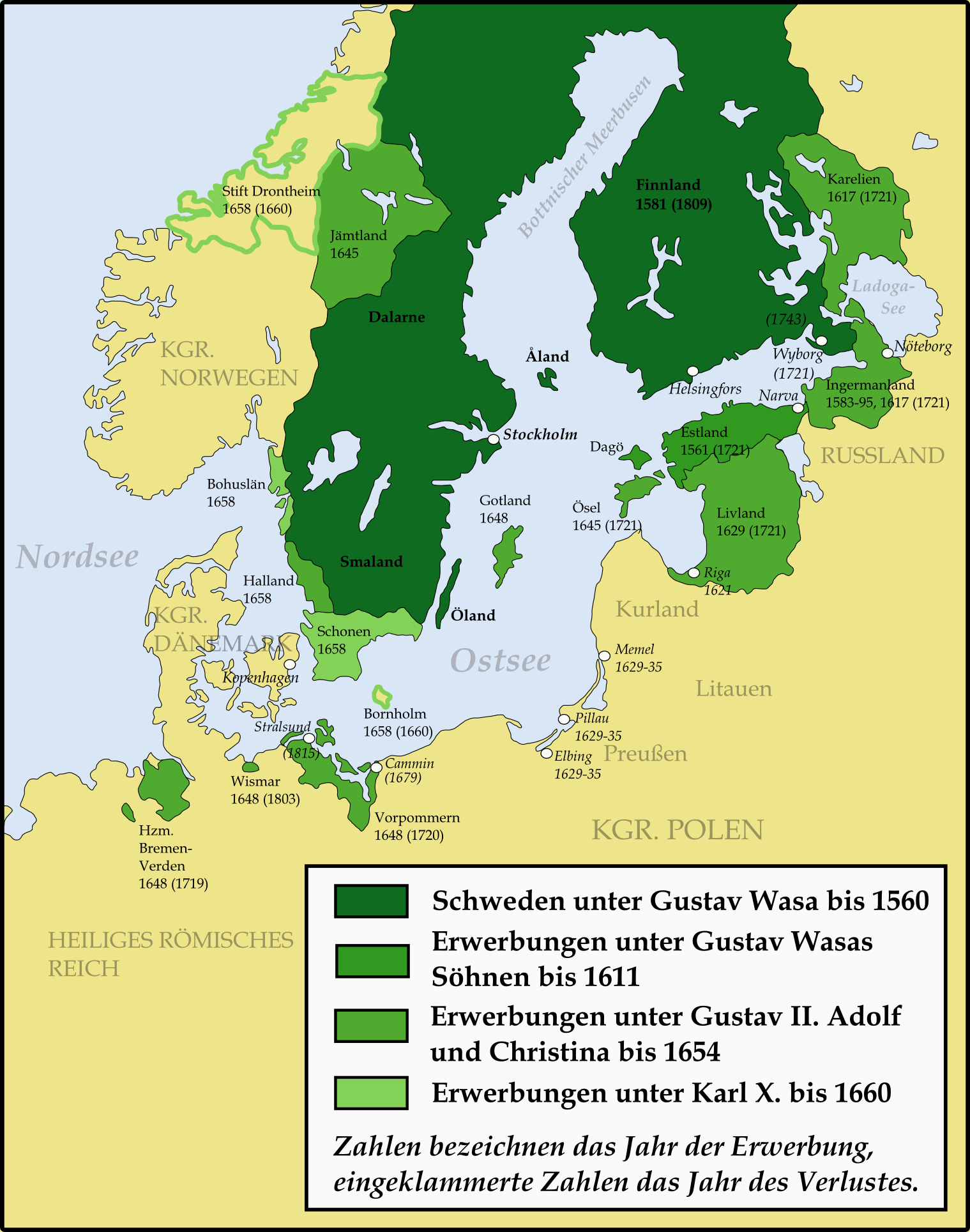
Expansion Schwedens 1560–1660

Der Ostseeraum war und ist eine Zone vielfältiger Austauschbeziehungen. Dort lebten seit Urzeiten verschiedene sprachliche Gemeinschaften – Germanen, Slawen, Balten und Finnen – zusammen, die sich im Mittelalter, zum Teil aber auch erst in der Neuzeit zu Völkern und Staaten entwickelten. Trotz der sehr unterschiedlichen Anrainer, der ungleichen wirtschaftlichen Entwicklung und der verschiedenartigen geologischen und klimatischen Bedingungen bildete die Ostseeregion frühzeitig eine in sich verbundene Geschichtslandschaft. Erst allmählich wurden der Ostseeraum und seine Territorien auch der Schauplatz politischer und kriegerischer Auseinandersetzungen. Kirchliche, ökonomische und kulturelle Vernetzung verdichtete sich aufgrund der verkehrsmäßig leicht zu bewerkstelligenden Kontakte.
Im Zuge der Christianisierung der einst heidnischen alteingesessenen Bevölkerungsgruppen der Prußen, Liven, Letten und weiterer wurden bis 1212 deren Länder von deutschen Kreuzzüglern und Siedlern in Besitz genommen. Dem Deutschen Orden wurden Gebiete zur Bildung eines eigenen weltlichen Staates übertragen. Deutsche Kaufleute gründeten Reval, der Schwertbrüderorden setzte sich gegenüber den Dänen in Estland durch. An der Newa 1240 und auf dem Peipussee 1242 endeten weitergehende deutsche und skandinavische Expansionsversuche. Die Städte Livlands mit der kaufmännischen deutschen Oberschicht und einem aus ihr hervorgehenden Stadtrat an der Spitze gehörten fast alle der Hanse an. Dieser Teil der Ostsee gehörte fortan zum christlichen und westlich geprägten Abendland.
Im Zuge der frühneuzeitlichen hegemonialen Kämpfe, auch als Nordische Kriege bezeichnet, um das Dominium maris baltici war die staatliche Zugehörigkeit einzelner Küstenländer im Laufe der Geschichte häufigen Veränderungen unterworfen. Verschiedene Mächte gewannen jeweils für längere Perioden die Herrschaft über die Ostsee oder zumindest Teile der Küste, so zum Beispiel das Schwedische Reich im 17. Jahrhundert. Diese herrschaftlichen Reiche kontrollierten vor allem den Transit der Meeresengstellen wie den Sund und verfügten damit über wichtige Einnahmen, wobei der Sundzoll die entscheidende Finanzgröße darstellte. Der Getreidehandel war in der frühen Neuzeit bestimmend. Er ging vor allem in die hoch urbanisierten Niederlande und sicherte deren Versorgung ab.
Gleichzeitig war der Ostseeraum Schauplatz eines intensiven Austausches auf allen Ebenen des gesellschaftlichen und kulturellen Lebens. Die Verdichtung der Kommunikation mithilfe von Schifffahrt und Handel sowie die Migration von Personengruppen förderten Transformationsprozesse, die zum Teil herrschaftlich-staatlichen Entwicklungen entgegenliefen. So entstanden supranationale Kulturen, wie die der Wikinger und der Slawen (Kiewer Rus, Republik Nowgorod und weitere) oder der Hanse. Auch die Niederlandisierung im 16./17. Jahrhundert sowie die Sowjetisierung im 20. Jahrhundert prägten den Ostseeraum.
Dänemark, Schweden und Russland errichteten und unterhielten große Kriegsflotten, um ihre maritimen Interessen und territoriale Integrität zu schützen. Der Raum war zugleich zwischen 1500 und 1800 häufiger Schauplatz großer Seeschlachten.
Schweden konnte das Meer und den Handel im 17. Jahrhundert aufgrund seiner Flotte als „Mare Nostrum“ vollständig dominieren. Es verlor diesen Status jedoch nach 1700 an Russland und sank fortan zu einer sekundären Macht ab.
Der Ostseeraum durchlief nach 1800 noch verschiedene Wahrnehmungswandel. Russland intensivierte im 18. Jahrhundert seine Herrschaft in den neu gewonnenen Ostseeprovinzen Ingermanland, Schwedisch-Estland, Livland und Kurland. Mit Sankt Petersburg entstand ein „Fenster zum Westen“, über das fortan die meisten Austausche mit dem europäischen Westen erfolgten. Russland, die neue nordische Großmacht, versuchte fortan geopolitisch ein Nordisches System zu errichten. Es folgte im 19. Jahrhundert eine langanhaltende russisch dominierte Ruhe des Nordens, die bis zum Ersten Weltkrieg anhielt und die den Charakter der Ostsee als eines quasi-russischen Binnenmeeres konservierte. Der nationalsozialistische Historiker Erich Maschke entwarf das Bild eines germanischen Ostseeraums. Die 1940 erfolgte sowjetische Okkupation der baltischen Staaten und deren Einverleibung in die Sowjetunion sowie der Verlust der meisten deutschen Gebiete an der Ostseeküste reduzierten das allgemeine Interesse an dieser Region, das vor allem von Emigranten und Heimatverbänden wachgehalten wurde.
Einschneidend waren die politischen Umbrüche von 1989, die der Region zu einer neuen Bedeutung verhalfen. Finnen und Esten nahmen sich verstärkt wahr. Der wissenschaftliche Austausch zwischen Deutschland und den Ostseeanrainerstaaten belebte sich nachhaltig. Schleswig-Holstein eröffnete 1988 die Debatte um eine Neue Hanse, die in Anlehnung an die Städtehanse des Mittelalters die Kooperation der Ostseeländer auf eine neue Basis stellen sollte. Dem folgten kulturelle Initiativen wie die Kunstausstellungen Ars Baltica und das Musikfestival Jazz Baltica. Ermöglicht wurde dies von den politischen Ereignissen von 1989 und dem Zerfall der Sowjetunion. Damit veränderte sich die Wahrnehmung des Raumes ein weiteres Mal. Städte und Länder, die als weit entfernt, unbekannt und fremd gegolten hatten, wurden in der Nachbarschaft entdeckt und trotz des sichtbaren ökonomischen Verfalls als kulturell ähnlich wahrgenommen. Gleichzeitig entwarfen Politiker den Ostseeraum als Zukunftsregion. Vor allem die skandinavischen Staaten (wo allein Dänemark der EU angehörte) fürchteten, von der Dynamik des europäischen Einigungsprozesses überholt und marginalisiert zu werden. Daher gründeten die Ostseeanrainer auf Initiative der dänischen und deutschen Außenminister Uffe Ellemann-Jensen und Hans-Dietrich Genscher 1992 den Ostseerat, der durch Treffen von Ministerpräsidenten, Außenministern und Parlamentariern die Kooperation auf politischem Gebiet deutlich intensivierte und die Arbeit zahlloser Subkomitees und NGOs inspirierte. Durch die Mitgliedschaft aller Ostseeanrainer sowie Islands im Westen wurde die Ostsee noch einmal – diesmal politisch – neu definiert. Die EU-Osterweiterung seit 2004, durch die jetzt alle Ostseeanrainer mit Ausnahme Russlands der Europäischen Union angehören, und die Verkündung der EU-Strategie für den Ostseeraum 2009 veränderten das Bild des Raumes erneut. Durch die Ostseeraum-Strategie mit den Schwerpunkten Umwelt, Wirtschaft, Sicherheit und Erreichbarkeit soll die Ostseeregion zu einer Modellregion für regionale Kooperation in der EU werden. Dazu gehören Konstruktionen des Ostseeraumes als Missions-, Handels-, Herrschafts- und Kooperations- bzw. Zukunftsregion(en).
Das wiedererwachte politische Interesse hat der Ostseeraumforschung wesentliche Impulse gegeben.

## Auswirkungen des Handels in den Austauschbeziehungen
Ein Medium des kulturellen Austausches war der Handel, ohne den weder die materiellen noch die immateriellen Transfers der interagierenden Kulturen hätten vollzogen werden können. Die Kaufleute überquerten als Erste das Meer, und die Waren, die sie brachten, veränderten die abnehmenden Gesellschaften und Kulturen ebenso, wie sich die Bedeutung der Güter im Austauschprozess wandelte. Auch die Mentalitäten der Kaufleute, ihrer Handelspartner sowie der Abnehmer und Konsumenten beeinflusste der Austausch über das Meer. Handwerker, Künstler und Gelehrte nahmen die neuen Ideen auf, verarbeiteten sie und vermittelten sie weiter, sofern sie sie nicht selbst von einer Ostseeküste an die andere kommuniziert hatten. Küsten und die Hafenstädte lagen nahe genug beieinander, um zu verbinden, und entfernt genug voneinander, um zu trennen. So überquerte die Bevölkerung im Hinterland der Küsten nicht selbst das Meer, war aber von den Folgen des Kontaktes als Produzent und Konsument betroffen. Gleichzeitig legte der wirtschaftliche Austausch die Basis für die Entwicklung von Staaten, die dann wiederum den Handel zu unterwerfen suchten.

## Historische Handelsprodukte

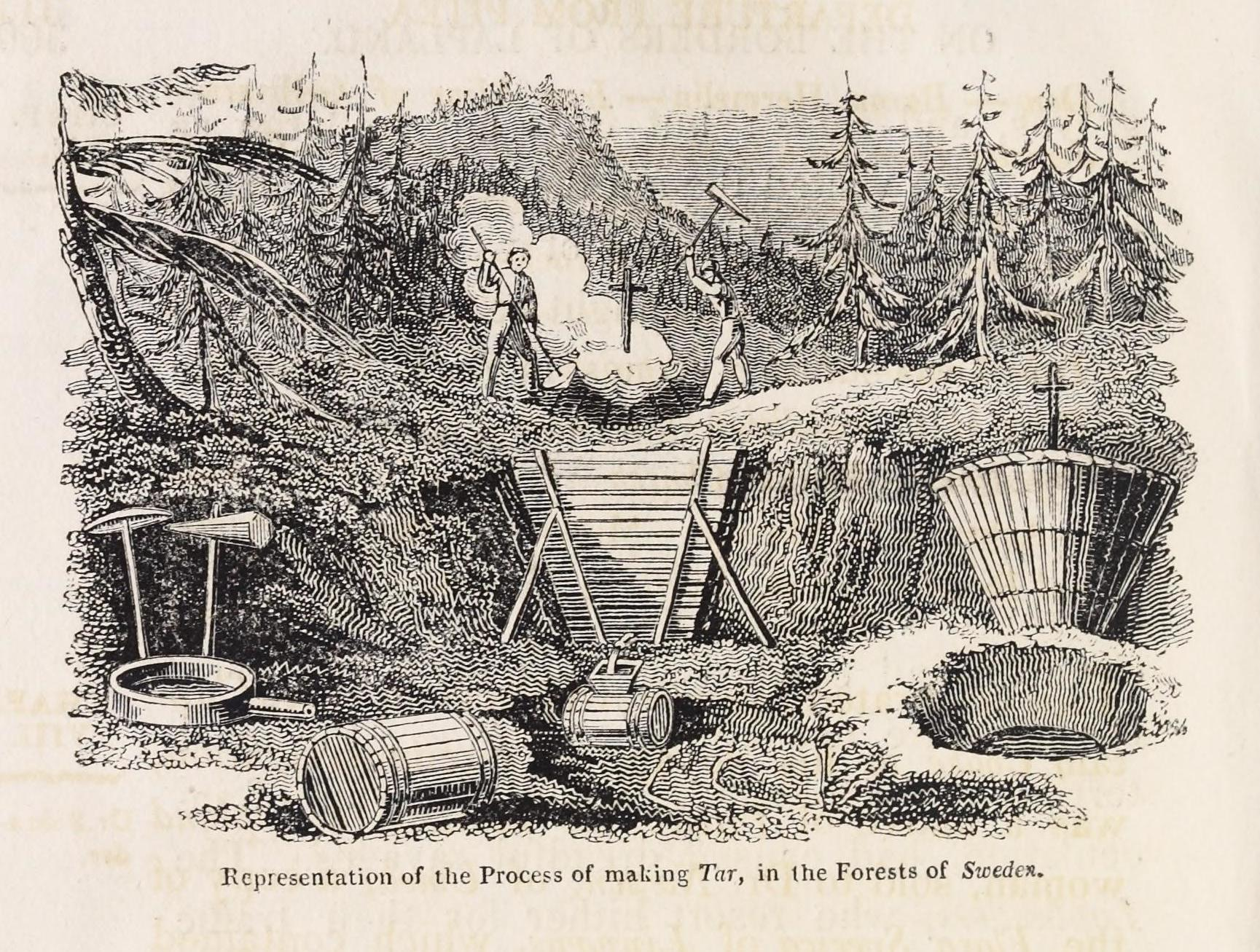
Teergewinnung in den Wäldern Schwedens, vor 1824
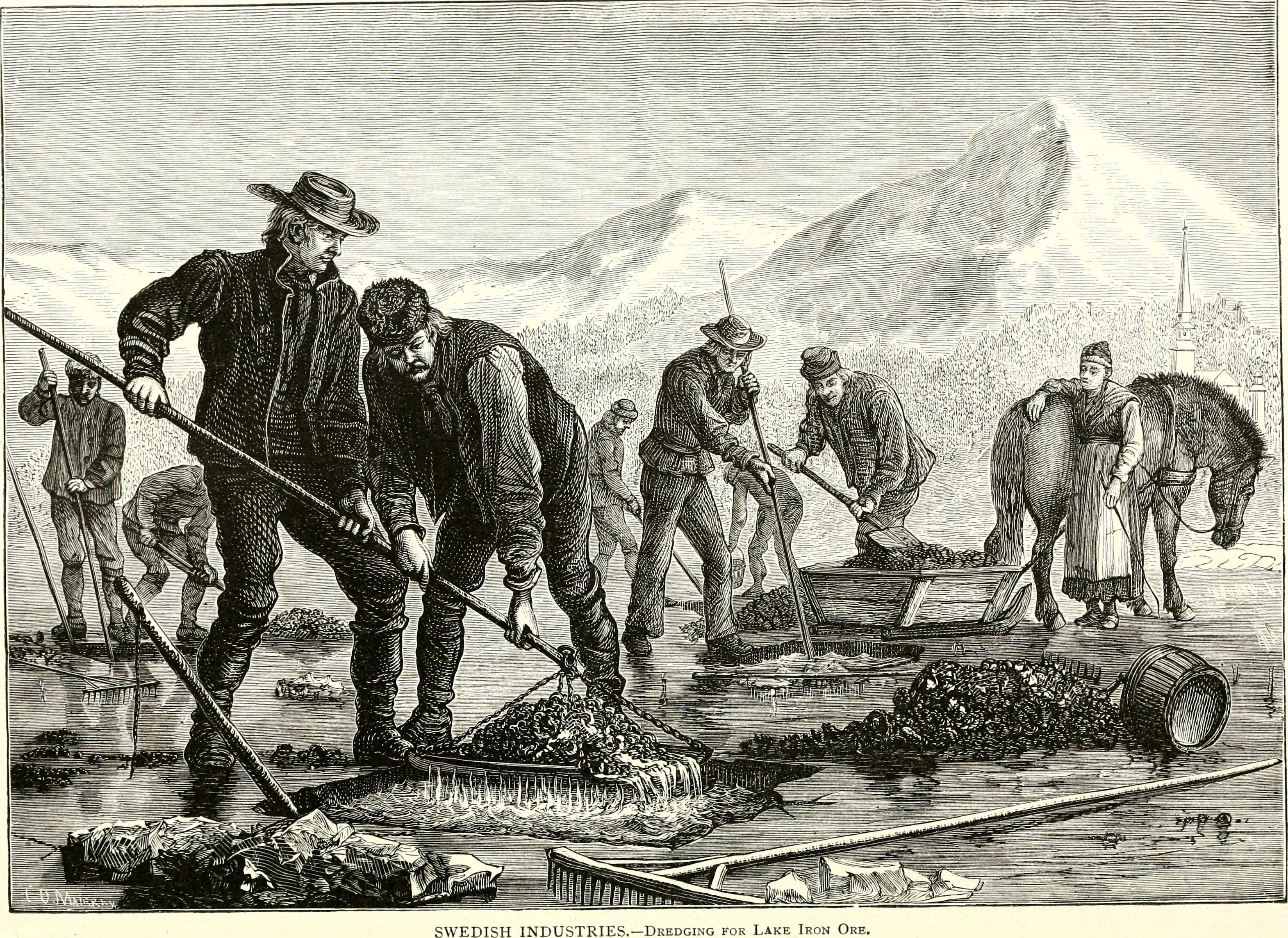
Auswascharbeiten am See zur Gewinnung von Eisenerz, Schweden 1897
Falun-Kupferminen
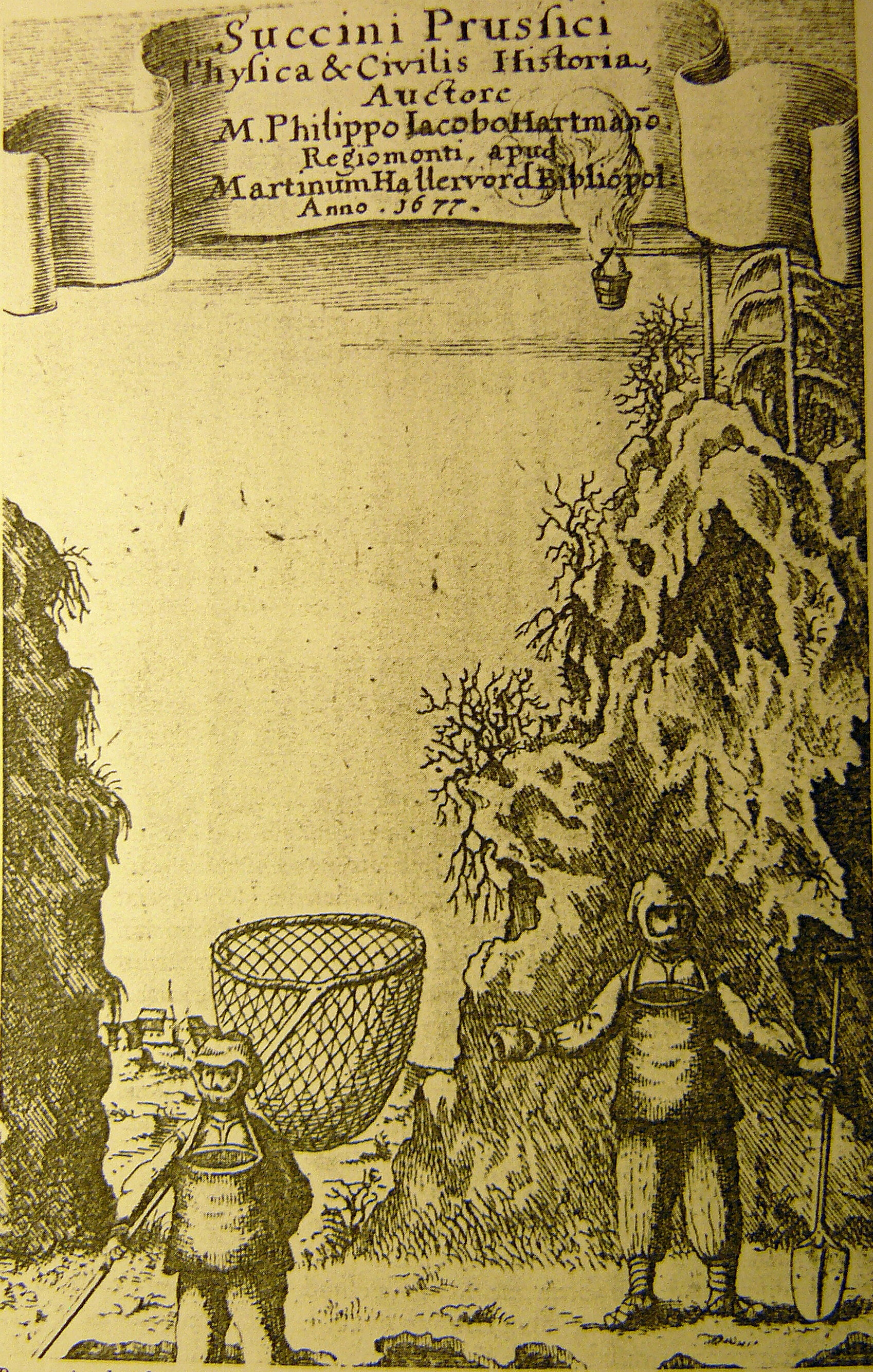
Bernsteinfischer u. Bernsteingräber. Samländische Küste, 1677
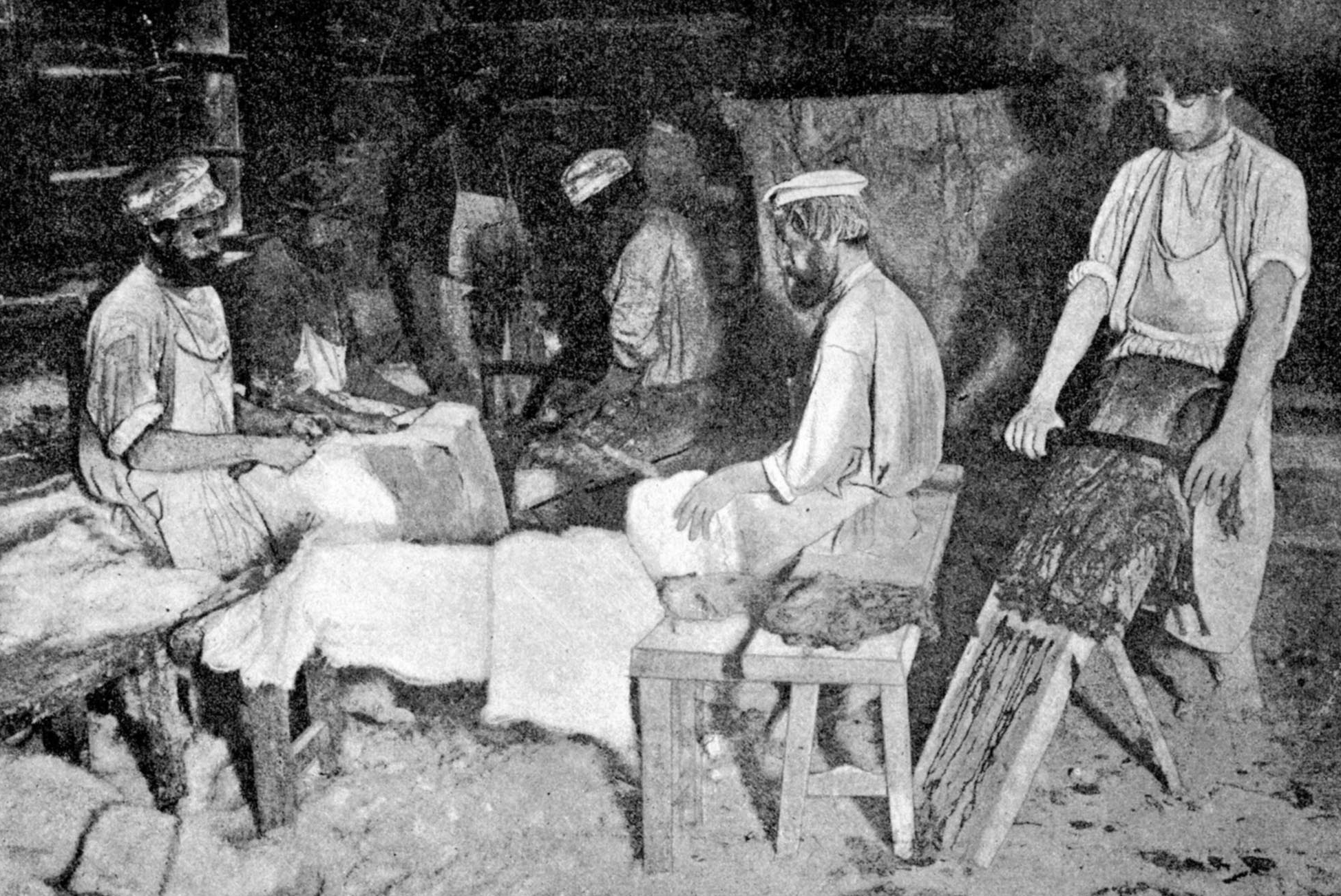
Kürschner bei der Gerbung ihrer Felle (Russland, 1896)
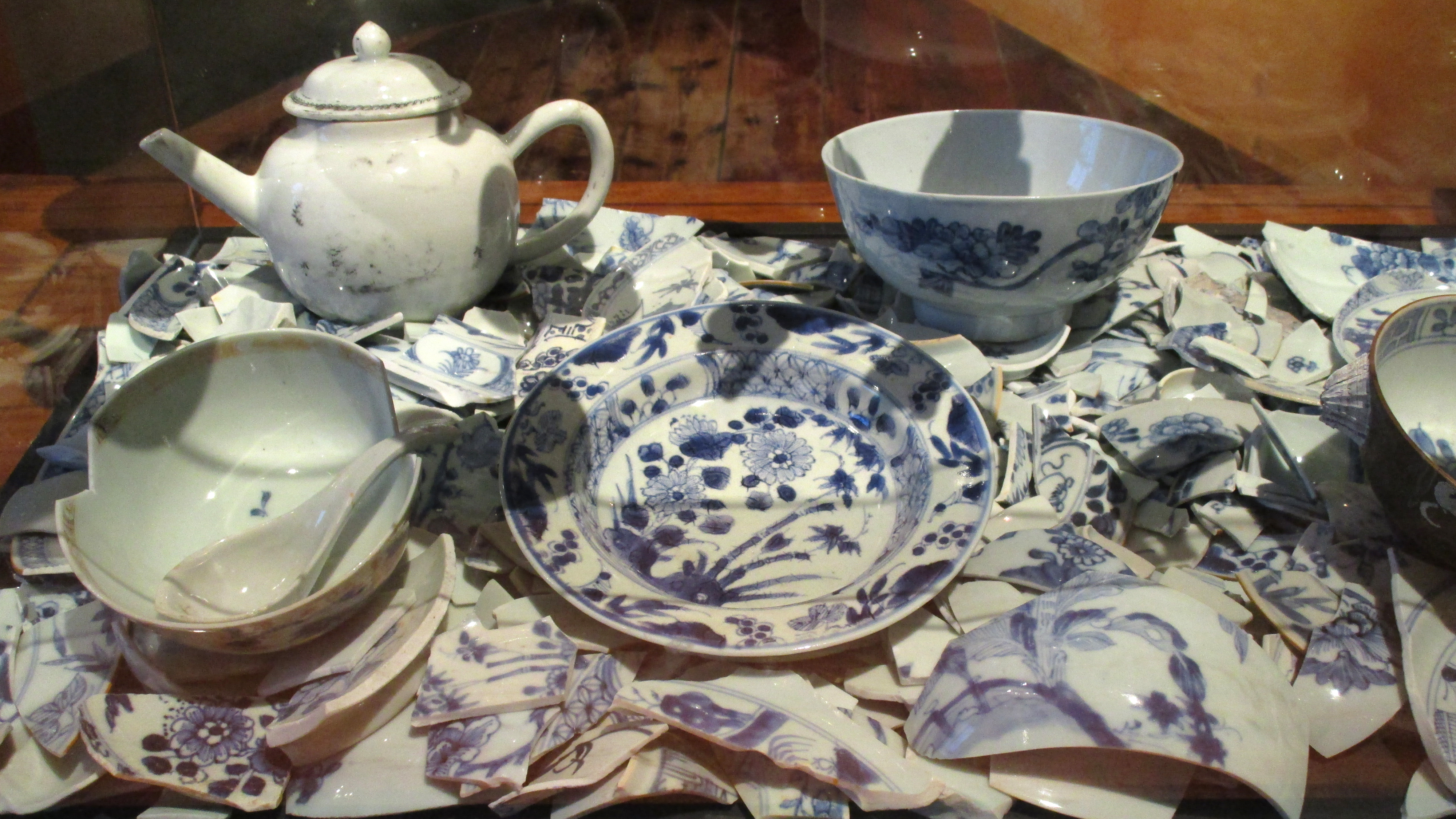
Importiertes chinesisches Porzellan

- Historische Wassersägemühle in Schweden zur Herstellung z. B. von Schiffsplanken

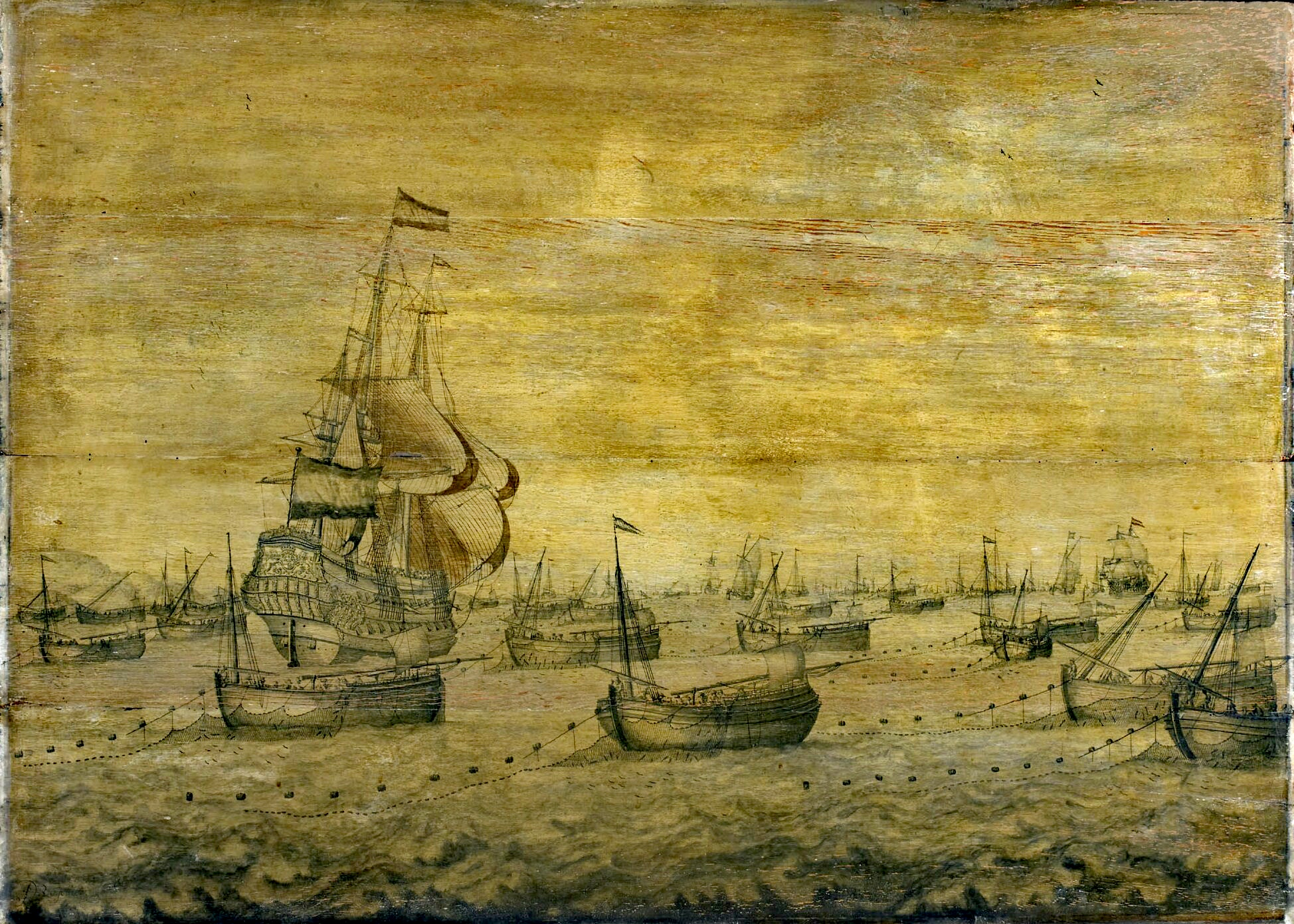
Niederländische Heringsflotte um 1700, mit Kriegsschiff der Niederländischen Marine als Eskorte
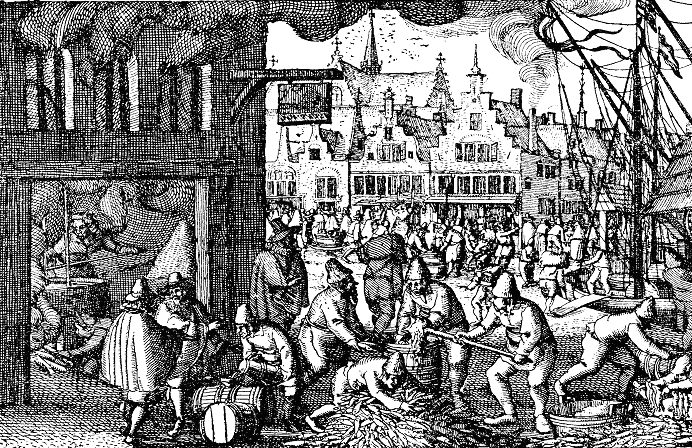
Heringkonservierung in Amsterdam, 17. Jahrhundert
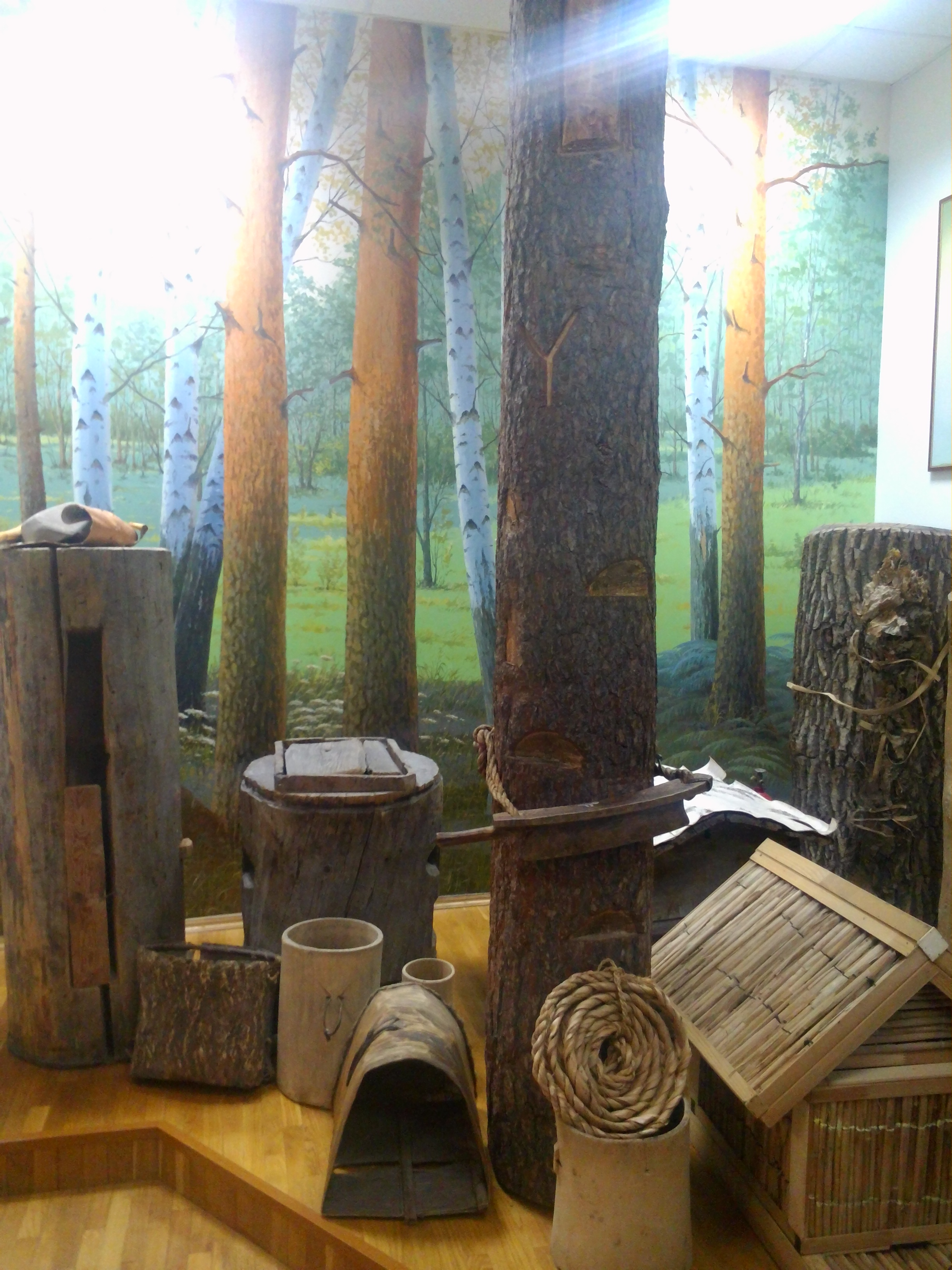
Mittelalterliche Waldhoniggewinnung in Russland
- Bienenwachskerzenherstellung

## Geschichte des Ostseehandels

### Antiker Handel
Bereits seit 500 v. Chr. ist der Bernsteinhandel im Baltikum mit dem Mittelmeerraum belegt. Die Bernsteinroute begann an der preußischen Küste bei den baltischen Prußen, führte die Weichsel hinauf, durch die Mährische Pforte, über den Semmeringpass über die Alpen und schließlich nach Aquileia an der Adria, von wo die Ware bis nach Ägypten verschifft wurde. Der Bernsteinhandel blühte zwischen 100 und 500 nach Christus.

### Handel zur Zeit des Frühen Mittelalters und während der Wikingerzeit

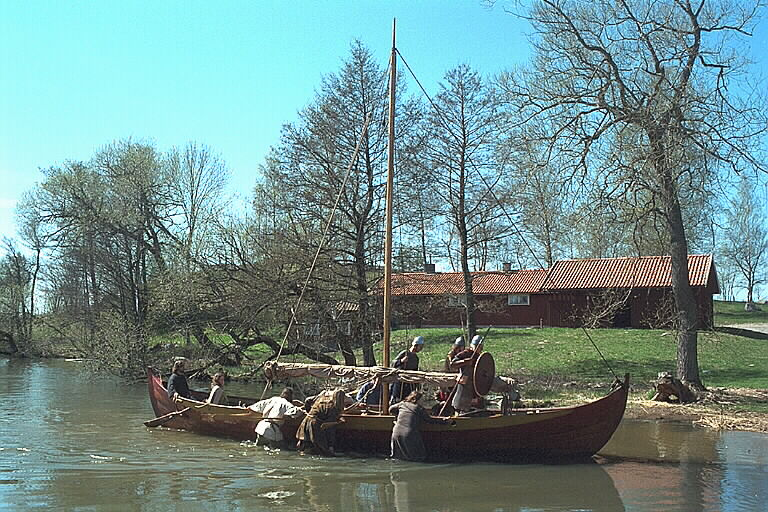
Krieger in Wikingerschiffen landen bei Birka

Berüchtigt wurden die Seeräuber der estnischen Inseln. Auch die Semgaller und die Kuren gingen der Seeräuberei nach. Um 600 begann die Wikingerzeit, die wiederum von Kaufleuten für ihre Plünderzüge angelockt wurden. Münzfunde beweisen Handelskontakte bis nach Arabien.
Für die Wikinger bot um 800 n. Chr. der Ostseeraum noch große Möglichkeiten der Expansion und der Reichtumsakkumulation. Bereits im 8. Jahrhundert stellten Pelze aus dem Osten ein begehrtes Gut auf den westlichen Märkten dar. In der Folgezeit sollten dann die Ressourcen des Ostens systematisch erschlossen werden. Die geschah vor allem durch die Svear, die in den slawischen Quellen Rus’ oder Waräger genannt werden. Über Don, Wolga oder das Kaspische Meer erreichten sie die arabische Welt in der sie große Silbermengen erhandelten oder raubten (Weg von den Warägern zu den Griechen).
Arabische Quellen berichten:

„Sie unternehmen mit Schiffen Streifzüge gegen die Slawen, bis sie dort angekommen, diese gefangen nehmen und nach der Hauptstadt der Chasaren, Bolgar bringen um sie dort zu verkaufen. Sie besitzen keine Saatfelder, sondern nehmen nur das als Nahrung zu sich, was sie aus dem Land der Slawen ausführen. Ihre Erwerbstätigkeit besteht aus dem Handel mit Zobeln, Eichhörnchen und sonstigen Pelzen. Sie verkaufen diese Pelze ihren Kunden und erhalten dafür ein stilles Vermögen in Münzgeld, das sie in ihre Gürtel einbinden.“

Der Handelsraum wurde durch die Anlage von festen Handelsplätzen strukturiert. Diese waren multiethnisch angelegt. Es strukturierten sich folgende Handelszonen:
- das Gebiet der westlichen Ostsee mit Schonen
- die südliche Ostseeküste bis zur Odermündung
- die Region zwischen östlicher Odermündung und Weichselmündung eineschließlich Kurland und der gegenüberliegenden Inseln Gotland und Öland
- das Gebiet zwischen Mittelschweden und dem Finnischen Meerbusen

Diese vier Zonen waren auch untereinander verbunden.
Die Akteure des Handels waren Schiffbauer, Händler, Handwerker, mitunter auch Sklaven als lebende Ware. Auch Friesen, Angelsachsen, Arabische und jüdische Kaufleute beteiligten sich am Ostseehandel. Juden stellten den Kontakt zur arabischen Welt her und verbreiteten dort Kunde über den Ostseeraum.
Zu den größten Handelsplätzen gehörten zu dieser Zeit das von den Wikingern beherrschte Haithabu an der Schlei, gelegen an der Schnittstelle zwischen Ost- und Nordsee, Reric an der Wismarer Bucht, Wolin (Vineta) an der Oderdelta, Truso im Weichseldelta, Birka im Mälarsee, die Insel Gotland und Staraja Ladoga in Russland, die das Scharnier zum Schwarzmeerhandel darstellte. Es gab auch eine Vielzahl kleinerer und temporärer Handelsplätze wie Menzlin an der Peene oder Ralswiek auf Rügen. Auch dort war die Bevölkerung multiethnisch durchmischt zwischen Wikingern und Slawen.
Von weiteren Handelsplätzen der Wikinger berichtete der angelsächsische Reisende Wulfstan von Haithabu. So existierten im Prußenland Truso. Weitere Wikingerhandelssiedlungen, sogenannte Kaupang, das für „Kaufhafen“ steht, waren Sciringes heal, Birka in Schweden oder Staraja Ladoga in Russland. Die Reisen von Wulfstan und Ottar beweisen der Nachwelt, das die Handelsrouten der Ostsee bereits zu dieser Zeit englischen und anderen Händlern offen standen und der Raum insgesamt bereits eine stark frequentierte Handelsregion bildete.
Haithabu wies einen Hafen mit Landungsbrücken und Stege auf. Auf diesen fand der Handel statt.
Die Reichweite des Handels war groß. Tuche aus Friesland, Keramik, Glas, Waffen aus dem Rheinland, Mühlsteine aus der Eiffel, Quecksilber und Zinn aus der Iberischen Halbinsel oder England. Aus Skandinavien wurden Speckstein, Wetzschiefer und Eisen angeliefert, während Bernstein von der östlichen Ostsee kam.
Eine ebenso gewichtige Rolle im Ostseehandel nahm der Handelsplatz Birka im Mälarsee ein. Ein königlicher Amtsträger sorgte unter den einheimischen Handwerkern und ausländischen Kaufleuten für Ordnung. Der Ort war aber auch Überfällen von dänischen Wikingern ausgesetzt. Seine wichtige Mittlerrolle im Ost-Westhandel übernahm um das Jahr 1000 die Insel Gotland, deren Bauernkaufleute sich nicht dauerhaft in Russland niederließen, wie die Svear, sondern nur saisonal handelten und immer wieder auf ihre Insel zurückkehrten. Hier wurde der Großteil des im Ostseeraums befindlichen Silberumlaufs gehortet. Die Geldstücke stammten in zunehmendem Maße aus Westeuropa, insbesondere aus deutschen Münzstätten (vgl. Wikingerzeitliche Münzfunde im Ostseeraum). Der Übergang von regulärem Handel und Piraterie war fließend, Sklavenhandel verbreitet. Reguläre Handelsgüter waren Getreide, Pferde, Honig, Wachs, Pelze und Bernstein neben den bereits genannten Waren aus dem Westen Europas wie Waffen, Tuche oder Mühlsteine. Hinzu kamen auch die örtliche und regionale gewerbliche Produktion wie Kämme und Salz. Anhand der Auswertung der Münzfunde in der Region wird eine positive Handelsbilanz des Ostseeraums im Vergleich zum Nordseeraum vermutet. Seit dem ausgehenden 10. Jahrhundert versiegen langsam die Münzzuflüsse arabischen Silbers. Die Silberbewegungen kehrten sich um und bedingt durch intensiver werdende Handelskontakte mit England flossen englische Pennys in größerer Zahl in den Ostseeraum.
Der Wikingerhandel hatte im 11. Jahrhundert schon seinen Höhepunkt überschritten. Einerseits schritt die Staatenbildung mit der Formierung von starken Herrschergeschlechtern voran, andererseits verlandeten viele ursprüngliche Häfen oder versanken gar. Nach 200 Jahren brach das Handelsnetz der Wikinger zusammen. Es entstanden dafür neue Handelsorte wie Danzig, Polotsk an der Düna, Reval, Dorpat, Lund, Helsingborg, Roskilde, Uppsala, Söderköping und weitere.

### Ausgangslage vor Erstarken der deutschen Hanse
Visby auf Gotland wurde größtes Handelszentrum des Ostseeraums. Kurz vor 900 war die Stadt an der Westküste Gotlands gegründet worden, blieb aber lange außerhalb des Zentrums des gotländischen Handels. Die gotländischen Fernhändler lebten stattdessen über die ganze Insel verteilt auf ihren Höfen; obwohl sie vielfach eigene Schiffe besaßen, blieben sie daneben Bauern. Ab 1160 bildete Visby eine eigene Republik. Zu der Zeit trafen sich auf Gotland Dänen, einheimische Schweden und Russen, um zu Handeln. Es bestanden dort Handelsbeziehungen nach Nowgorod, dem Handelszentrum des Ostens und bis in den islamischen Raum hinein.
Während der Ostseeraum noch weithin unterentwickelt war, bildete Nowgorod einen Stadtstaat mit großer wirtschaftlicher Kraft. Das Gebiet Nowgorods erstreckte sich zwischen Livland und dem Großfürstentum Moskau sowie dem ganzen zum Flusssystem des Wolchow und des Lowater Landes gehörenden Gebietes, zuzüglich der weiten Landschaften am Weißen Meer und am nördlichen Eismeer bis Sibirien hinein. Diese Gebiete brachten Nowgorod den Reichtum an den begehrten Pelzen. Im Dreieck zwischen Nowgorod, Gotland und Lübeck flossen die Warenströme: Seide und Brokat aus dem Orient, Wein aus Deutschland und Frankreich, Pelze aus Russland, Salz aus Lübeck, Dorsch und Robbenfleisch von Gotland.
Im Süden des Ostseeraums hatte sich inzwischen das Heilige Römische Reich als machtvolles Staatswesen etabliert. Basierend auf einem starken Bevölkerungswachstum und Landknappheit begann dessen feudale Führungsschicht zunehmend, unter maßgeblicher Führung des Herzogtums Sachsen territorial in die noch unerschlossenen angrenzenden östlichen und nördlichen Gebiete zu expandieren. Ab dem 12. Jahrhundert wurde der Ostseeraum im Rahmen der Ostsiedlung zunehmend für den deutschen Handel erschlossen.
Bis zur Neugründung Lübecks 1157 war Schleswig Umschlagplatz des deutschen und nichtdeutschen Ostseehandels. Es hatte einen großen Teil der früheren Handelsbeziehungen von dem am anderen Ufer der Schlei liegenden Haithabu, des um die Mitte des 11. Jahrhunderts zerstörten bedeutendsten Handelsortes der Wikinger übernommen. 1095 erfolgte der Ausbau und die Rekonstruktion des Schleswiger Hafens, was einen anhaltenden Seehandel belegt. Hier erfolgte die Überwindung der jütisch-holsteinischen Landenge, deren Weg zu einem Teil auch zu Land überwunden werden musste (Eider-Treene-Schlei-Weg). Als Vermittler des Handels zwischen Nord- und Ostsee blühte das vom dänischen Königtum geförderte Schleswig in der ersten Hälfte des 12. Jahrhunderts zum wichtigsten Handelsort im westlichen Teil des Ostseeraums auf. Es hatte zudem schon seit der frühen Wikingerzeit den Rheinlandhandel und Ostseehandel, von Schleswig ausgehend, verbunden.
Es ist schwer, die Intensität und Reichweite des von und über Schleswig eigenständig geführten Ostseehandels der ortsansässigen und fremden dänischen, friesischen, rheinischen und westfälischen Kaufleute zu fassen. Mag sein, dass er in der ersten Hälfte und Mitte des 12. Jahrhunderts einen vorwiegend passiven Charakter hatte und sich vornehmlich mit dem Warenaustausch mit den anreisenden Skandinaviern, insbesondere Gotländern, aber auch Westslawen, den Händlern aus dem Baltikum und Russen im Handelsort selbst beschränkte. Außerdem existierten im südwestlichen Teil des Ostseeraums zur gleichen Zeit auch andere Orte des Handels wie zum Beispiel das abotritische Alt-Lübeck.

### Zeitalter des Hansehandels: 1150–1550

#### Aufstieg der Hanse im Ostseeraum (1150–1250)
Um das Jahr 1000 begann die Neuorientierung skandinavischer Kaufleute vom blockierten Osten und Südosten nach dem Westen. Dort hatte sich das zivilisatorische Niveau insgesamt deutlich gehoben und es entstand ein zusätzlicher Bedarf an Lebensmitteln, Rohstoffen und Luxuswaren, der die Einbeziehung des Ostseeraums in das west- und mitteleuropäische Handelsnetzwerk notwendig machte. Deutsche Kaufleute (sächsische, rheinische und westfälische) drangen inzwischen vermehrt in den Ostseehandel ein, gaben diesem eine neue Richtung und neue Organisationsformen. Bis dahin war der deutsche Kulturraum von der Ostsee abgeschnitten und lag westlich davon, getrennt durch elbslawische Stammesföderationen, die dem Vordringen der Deutschen mit dem großen Slawenaufstand zunächst Einhalt geboten hatten, aber deren kultureller Höhepunkt zu diesem Zeitpunkt schon lange zurücklag.
Lübeck, der alte Hauptort der Abodriten, eines elbslawischen Stammesverbands, lag strategisch günstig an der Ostsee und bot hervorragende Voraussetzungen, um sich zu einem bedeutenden und in der Folge zum führenden Fernhandelszentrum im Ostseeraum zu entwickeln. Lübeck stützte sich jedoch nicht nur auf die Wirtschaft und die Menschen eines entwickelten Hinterlandes, sondern auch auf einen im Ostseehandel erfahrenen Kaufmannsstand, der wohl zum Teil von Schleswig und Alt-Lübeck in die aufstrebende Stadt zwischen Wakenitz und Trave übergesiedelt war. Zudem waren viele Kaufleute aus Westfalen nach Lübeck eingewandert, die über ein gutes Handelsnetz im Süden für den Absatz von Produkten verfügten.
Durch die Neugründung Lübecks 1159 gelang es Heinrich dem Löwen 1161 mit dem Artlenburger Privileg, eine Verständigung zwischen Gotländern und lübischen Fernhandelskaufleuten herbeizuführen. Beide Gruppen bildeten nun eine gemeinsame Handelsvereinigung, die Gotländische Genossenschaft, eine Frühform der Hanse, deren Mitglieder Fernhandelskaufleute waren.
Die deutschen Kaufleute bauten keine neuen eigenen Handelsrouten auf, sondern drängten in die bestehenden der Gotländer, Flamen und anderer. Durch ihre Anzahl und ihren Eigenanteil am Handel vergrößerten sie aber dessen Intensität und verdichteten die Beziehungen weiter.
Gotland blieb der eigentliche Mittelpunkt dieser Genossenschaft, und im Laufe der Zeit ließen sich zahlreiche deutsche Kaufleute hier nieder. In Visby entstand eine einflussreiche deutsche Gemeinde, deren politische Vertretung gemeinsam mit den gotländischen Fernhändlern den Stadtrat stellte. Sie wurden dabei so erfolgreich, dass sie die meisten Konkurrenten verdrängen konnten. Zum Monopol reichte es noch nicht; aber in einigen Regionen kamen sie dem bereits nahe.

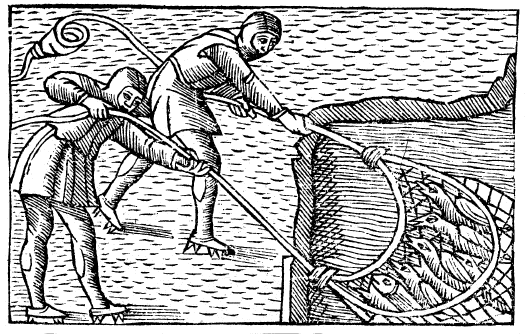
Olaus Magnus: Fischfang (1555)

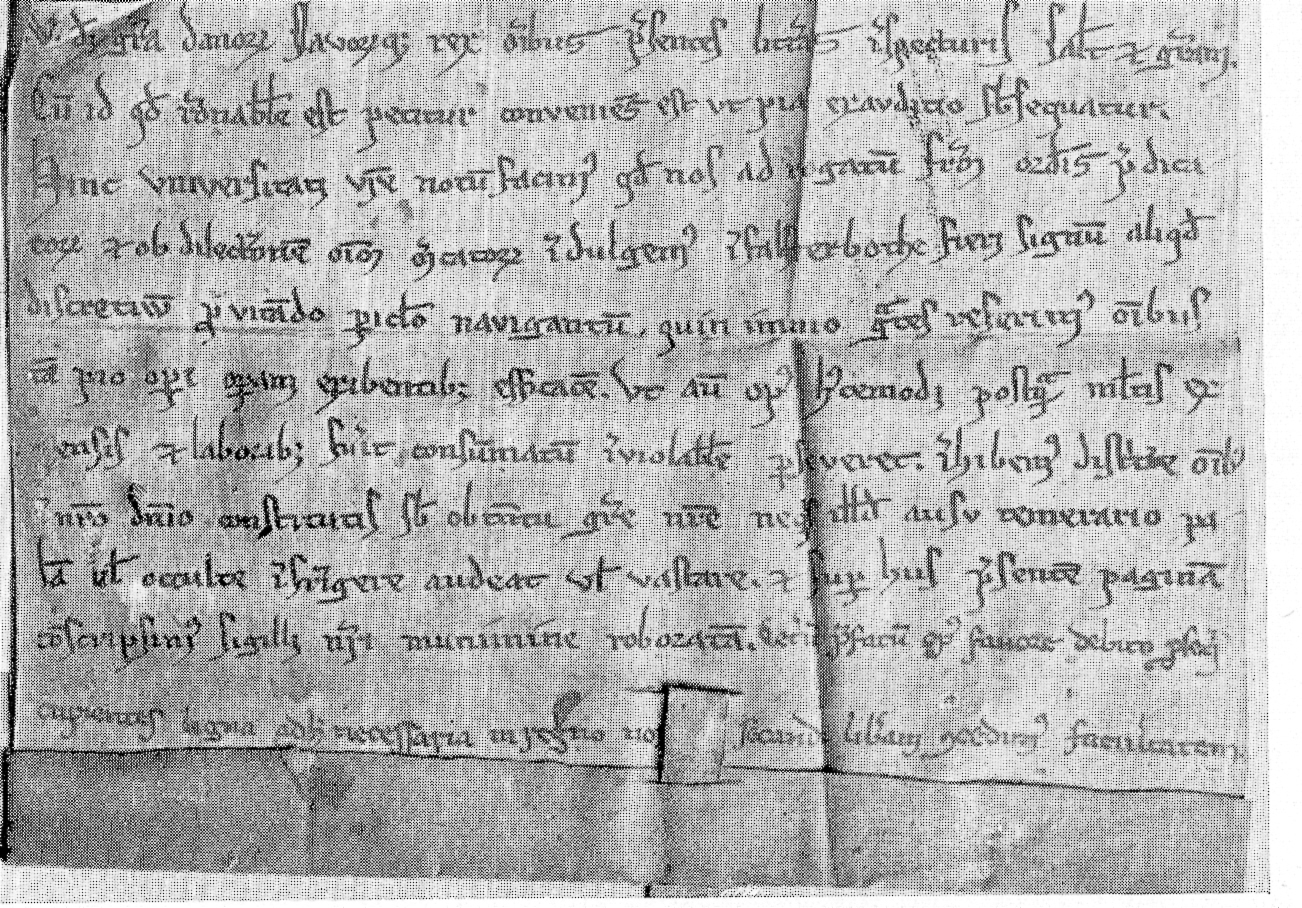
Privileg von Waldemar II. an Lübeck zur Unterhaltung eines Seezeichens auf Falsterbo (um 1220)

Die Hanse agierte wie eine Gilde, die eine strenge interne Solidarität verlangte und mit wirtschaftlicher Rücksichtslosigkeit gegenüber Nichtmitgliedern agieren konnte. Wegen der allgemeinen Unsicherheit bildeten Händler damals zum Eigenschutz zu Lande Handelskarawanen und zu Wasser Konvois. Zunächst ging es nur um die gemeinsame Sicherung des Heringtransports vom damals dänischen Schonen zum norddeutschen Festland. Der Heringshandel wurde von den Schonenfahrern betrieben. Hering war die wichtigste Fastenspeise für Gläubige bei 140 Fastentagen im Jahr und garantierte einen kontinuierlichen Absatz. Im Herbst jeden Jahres gingen die Bewohner Schonens und der dänischen Inseln dort dem Fang von Heringen nach und salzten diese für den Winter ein. Die Lübecker konnten dort Salz ver- und Hering einkaufen, aber auch andere Produkte wie Tuche oder Metallwaren veräußern. Auch kamen immer mehr Kaufleute aus dem Nordseeraum an den Sund, die mit den Kaufleuten von der Ostsee handelten. Am Ende des 12. Jahrhunderts entwickelten sich daraus die Schonischen Messen. Sie wurden über Jahrhunderte der bedeutendste Platz im Ost-West-Handel Nordeuropas. Die Akzeptanz des Umlandweges, aber auch des in der ersten Hälfte des 13. Jahrhunderts neu entstandenen Landtransitweges von Hamburg und Lübeck bis zu den Messen Schonens stellten den alten Handelsweg von Nowgorod über Schleswig in den Westen in Frage. Auf den Schonischen Messen, vor allem in Skanör med Falsterbo, Malmö, Landskrona und in Dragør auf der Insel Amager vor Kopenhagen, entwickelte sich ein einzigartiges Handelssystem. Dänische, niederländische und deutsche Städte erwarben an diesen Orten eigene Gebiete, sogenannte Witten. Zur Messezeit konnten sie dort ohne Behinderung Handel treiben und Heringe salzen. Die Witten bildeten dabei in sich geschlossene Quasi-Städte. Ebenso international wie der Handel war auch die Fischerei zur Zeit der Schonischen Messen. Neben den heimischen, dänischen Fischern kamen zur Messezeit viele hundert deutsche und niederländische Fischer an den Sund. Ein französischer Reisender schätzte im 14. Jahrhundert eine fünfstellige Zahl an Booten.
Der Handelsort Visby stellte für die Hanse zunächst einen Schlüssel zum Osthandel dar. Die deutschen Fernhändler aus Lübeck liefen gemeinsam aus Lübeck nach Gotland aus und schlossen sich dort in Hansen (im 12. Jahrhundert Bedeutung für Konvoi) den gotländischen Handelsfahrten nach Nowgorod an. Dabei erwiesen sich die hochbordigen 200-Tonnen-Koggen der Deutschen den bis dahin in der Nord- und Ostsee üblichen Booten skandinavischen Typs mit meist nur 20 bis 30 Tonnen Nutzlast (vgl. Wikingerschiffbau) als überlegen. Dort fanden sie anfangs als Gäste in der gotländischen Niederlassung, dem Gotenhof, Unterkunft, bis sie einige Jahre später mit dem Bau ihrer eigenen Niederlassung, dem Peterhof, begannen. Der erste Handelsvertrag der deutschen und gotländischen Kaufleute datiert auf das Jahr 1190. Fürst Jaroslaw schloss diesen Vertrag gemeinsam mit den Deutschen und Gotländern, nachdem es Zusammenstöße zwischen Nowgoroder Kaufleuten und der Gotländischen Genossenschaft gab. Der Vertrag sicherte den deutschen und gotländischen Kaufleuten Schutz ihrer Person sowie ihrer Waren zu, unter der Voraussetzung der Gegenseitigkeit für die russischen Kaufleute.
Bis dahin war es in Europa üblich, dass die Kaufleute an der einzelstädtischen Organisationsform festhielten und untereinander keine Körperschaften bildeten. Die Hansekaufleute überwanden diese einzelstädtische Handelsorganisationsform und schufen damit ein immer weiter verzweigtes zwischenstädtisches Netzwerk.
Die Hansekaufleute segelten fortan nicht mehr nur nach Gotland und dann nach Nowgorod, sondern versuchten über alle Seehandelsplätze und Flussmündungen ins innere Russlands vorzudringen. Die niederdeutschen Kaufleute suchten Anschluss an Konstantinopel, das sie über den Oberlauf der Düna bei Witebsk und von dort über einen kurzen Landweg nach Smolensk am Dnjepr, der seit der Wikingerzeit vielbefahrenen Wasserstraße nach Kiew, zu erreichen suchten. Sie dehnten schließlich ihren Handel neben Schonen und Gotland auch auf das übrige Skandinavien aus.
Die bis dahin üblichen Fahrtengemeinschaften fanden seit dem späteren 13. Jahrhundert durch die zunehmende Befriedung der Seefahrtswege ein Ende. Dazu beigetragen hatten die Bemühungen Lübecks, aber auch Hamburgs, die zwischenstädtische Abkommen zuerst im Westen und später im Osten des Ostseegebiets geschlossen hatten und damit den Individualhandel ermöglichten. Dieser wurde fortan in festen Kontorgemeinschaften zentral organisiert. Das frühe hansische Handelssystem verdichtete sich immer mehr und bildete schließlich einen zusammenhängenden Produktions- und Handelsraum.
Das Verhältnis zu Dänemark, das mehrfach in Kriege umschlug, blieb für die Hanse wichtig. Seit 1200 setzte eine nachhaltige Befriedung der Ostsee von Seeräubern durch den dänischen König Waldemar II. ein (Pax Valdemariana). Dieser war auch von 1201 bis 1225 Stadtherr Lübecks. In der Schlacht bei Bornhöved 1227 wurde Waldemar II. von norddeutschen Fürsten und von Lübeck, welches zu dieser Zeit schon die größte und aktivste Stadt Nordeuropas war, besiegt. Lübeck sicherte sich dadurch mit dem Lübecker Reichsfreiheitsbrief die Reichsfreiheit vom Kaiser. Danach brach die dänische Vormachtstellung im Ostseeraum zusammen. Dieses war der Beginn des Aufstiegs des deutschen Ostseehandels unter der Hanse.
In Lübeck wurden neue Methoden der Buchführung, des Kreditgeschäfts und des Kommissionshandels eingeführt. Die Stadt wurde zum führenden Umschlagplatz der Ostsee und Auswandererhafen für das Baltikum. Der Hafenumschlag war damals größer als der von Hamburg; für 1368 liefen 423 Schiffe ein und 871 verließen den Hafen. Diese beförderten 250.000 Tonnen Ladung.

#### Zusammenarbeit der Hanse mit dem Deutschen Orden (1190–1410)

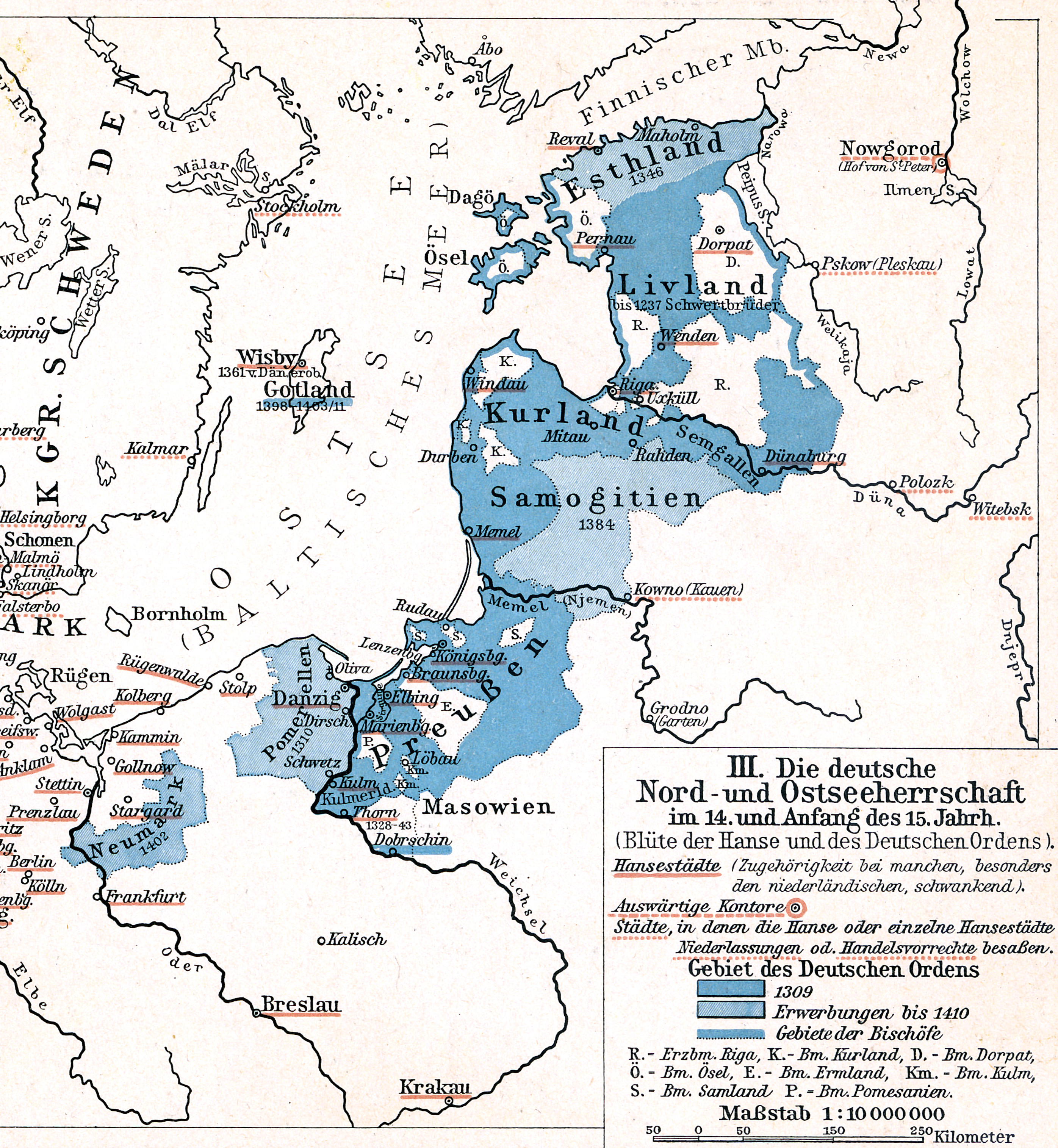
Der Deutschordensstaat, Preußen, die Fürstbistümer und die übrigen Staaten in Livland (1410)

Der deutsche Ostseehandel im 13. Jahrhundert profitierte stark davon, dass nach dem Tod Friedrichs I. und dem Ende des dritten Kreuzzugs, die Kreuzzugsbewegung in Europa wieder erstarkte und sich von nun an den heidnischen Ländern im Ostseeraum zuwandte. Die Katholische Kirche versuchte im Wendenkreuzzug zum Ende des 12. Jahrhunderts, das Gebiet östlich der Elbe bis ins Baltikum zu missionieren.
Seit den Anfängen der Hanse gab es eine enge Bindung zum Deutschen Orden. 1190 reisten Kaufleute aus Bremen und Lübeck ins Heilige Land und nahmen dort an der Belagerung von Akkon teil. Sie stifteten dort ein Feldlazarett, das bald von einer Brüdergemeinschaft betrieben wurde, aus denen 1198 in den Deutschen Orden umgewandelt wurde. Die Bindungen nach Norddeutschland blieben auch im Folgenden erhalten. Der Orden betrieb bald Aufgaben der Grenzsicherung der lateinischen Christenheit. Seit 1225 betätigte sich dieser auch im Prußenland. Nach blutigen Kämpfen entstand so 1237 das Ordensland, das sich bis nach Lettland erweiterte. Begleitet wurde dieser Expansionsprozess von Städtegründungen und Besiedelung. Es folgte die Stadtwerdung alter slawischer Handelspunkte an der südlichen Ostseeküste und gänzliche Neugründungen von Städten wie 1201 Riga, Rostock 1218, Wismar 1228, Stralsund 1234, Stettin 1237, Danzig 1238 und Greifswald 1250 sowie die Stadtrechtsverleihung Königsbergs 1255. Die Besiedelung verstärkte sich auch vom Binnenland her, bis schließlich das gesamte Hinterland Mecklenburgs bis an die Memel zum Raum der Produktion für Waren des hansischen Handels wurde. In die Rechtssicherheit verheißenden und auch Luxuswaren aufnehmenden Städte brachten Fernkaufleute Kapital. Die Fernkaufleute der neuen Städte des Ostseeraums transportierten ihre Waren selbst in die westlichen Hauptabsatzgebiete.

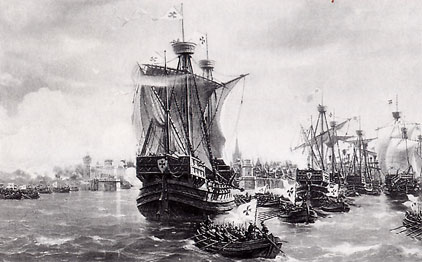
Historistische Darstellung der Kriegsflotte des Deutschen Ordens

Insgesamt 600.000 Personen aus dem Westen siedelten sich in den kolonialisierten Gebieten an. Überall wurden die Stadtverfassungen Lübecks und von Magdeburg übernommen. Lübecker und Magdeburger Recht wurde im östlichen Ostseeraum bestimmend. Der östliche Ostseeraum erhielt seit 1150 einen starken Zivilisationsschub und Technologietransfer. Deutsche Kolonisten und Slawen verschmolzen in den Folgegenerationen miteinander. Mit der Gründung Rigas durch den deutschen Orden unter der Schirmherrschaft des damaligen Bremer Domherren Albert im Sommer 1201 etablierte sich, auch durch Finanzhilfe aus Lübeck, ein zweiter deutscher Fernhandelshafen im Ostseeraum. Lübecks Interesse an einem starken Riga lagen auf der Hand: Riga diente den Lübecker Händlern als direkter Handelspartner, aber auch als Handelsstützpunkt, der die Entfernung nach Nowgorod halbierte und den Landweg in die Republik Nowgorod erst erschwinglich machte. Die deutsche Expansionsphase hielt etwa 100 Jahre, bis 1240 an. Mit Beginn des Handelsaustausches der Universitas (Hanseatische Organisationsform) der Gotland ansteuernden deutschen Kaufleute, vor allem mit Nowgorod und Polozk, kam es zu Handelsniederlassungen an den Küsten, meist verbunden mit der Errichtung von Kaufmannskirchen.
Der Deutsche Ordensstaat erreichte von 1350 bis 1400 seinen Machthöhepunkt und zählte rund eine Million Einwohner. Er verfügte mit Danzig und Königsberg und vier weiteren Orten über bedeutende Handelsplätze der Hanse. Großhandel betrieben die Ordensritter vor allem mit Holz, Bernstein und Getreide. Die Schlacht bei Grunwald 1410 leitete das Ende dieses Staatswesens ein.

#### Russlandhandel während der Mongolenherrschaft (1240–1380)

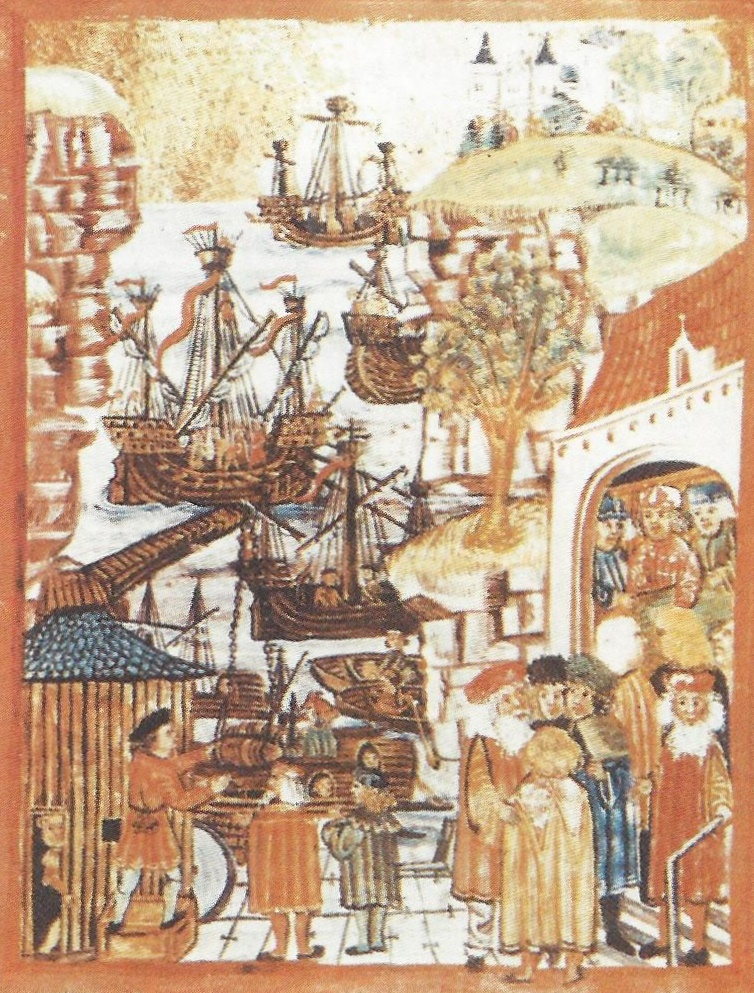
Peterhof, Ziel der Nowgorodfahrer

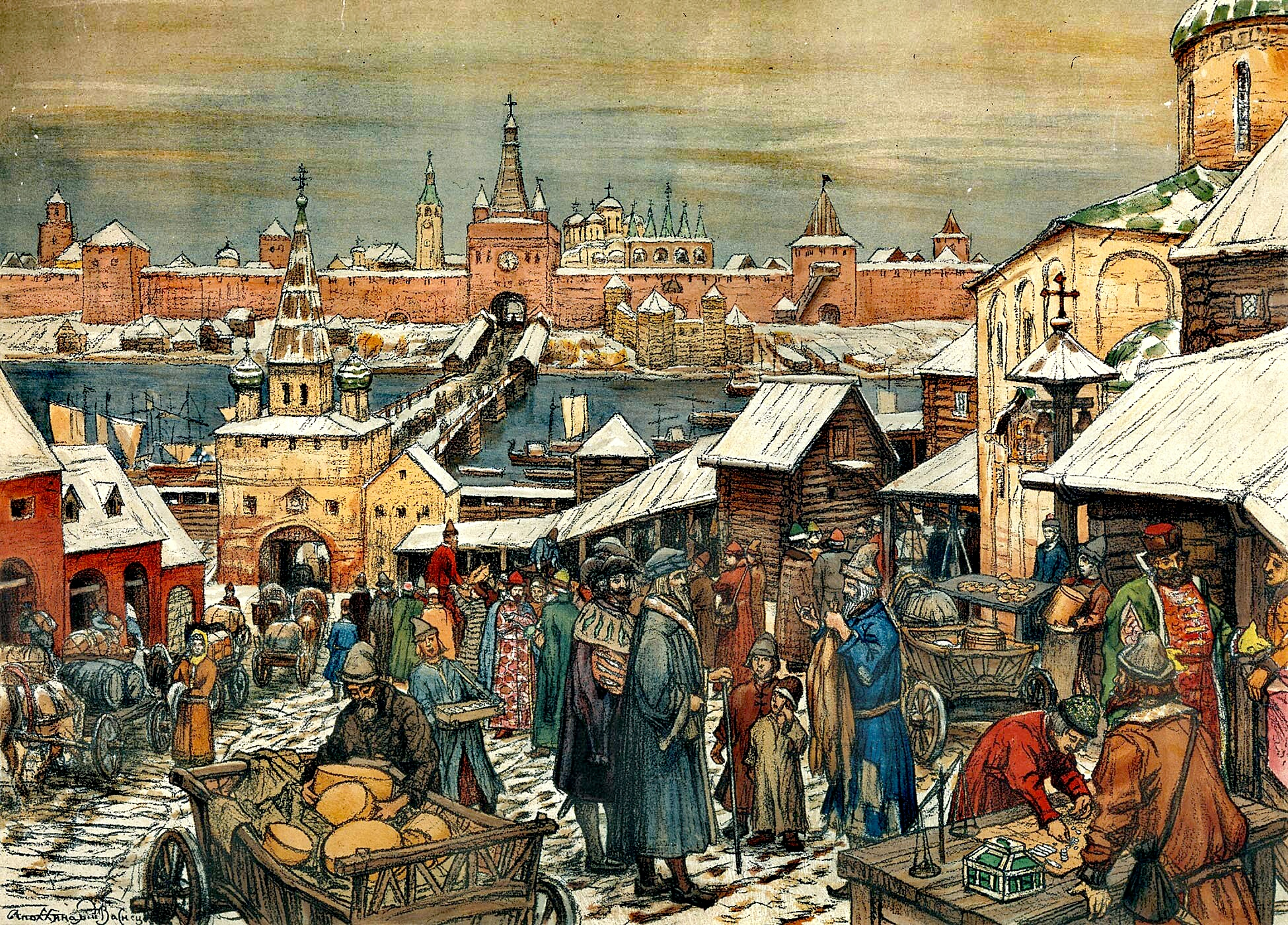
Nowgoroder Marktplatz, im Hintergrund der Nowgoroder Kreml (historisierende Darstellung)

Infolge der Mongolischen Invasion der Rus wurde Nowgorod, das russische Handelszentrum an der Ostsee gegenüber den mongolischen Invasoren tributpflichtig, wahrte aber sonst seine innere Autonomie und wurde nicht durch die Mongolen zerstört. Es trat zwar eine dunkle Zeit für den russischen Kulturraum an, der zivilisatorische Einschnitte bedeutete aber auch, dass Osteuropa unter der Herrschaft der Goldenen Horde für den internationalen Handel Brückenland blieb. Die Nowgoroder waren auf den Ostseehandel, der nun von der Hanse dominiert wurde, angewiesen, weil Russland im Ostseehandel das Silber verdienen musste (und konnte), das als Tribut nach Sarai, in die Hauptstadt der Goldenen Horde abzuliefern war. Neben Silber importierte Nowgorod von seinen Ostseehandelspartnern Kupfer, Zinn, Blei, Eisen und weitere Metallprodukte, Textilien, Farbstoffe, Bernstein, Glas, Bier und Wein. Um diese Importe zu bezahlen, exportierten Nowgoroder Kaufleute Honig, Wachs, Zobel und Luxusfelle, die sie zuvor von bis zum Ob ansässigen finnischen Stämmen erworben hatten. Nowgorod schloss Handelsverträge mit Wladimir-Susdal, dem führenden Handelszentrum Zentralrusslands. Nowgorod bemühte sich, seine Vorrangstellung im russischen Handel gegenüber den anderen russischen Kapitalen zu behalten und die Warenströme mit Zentralrussland zu kontrollieren. Für die Stadt war es nicht leicht, diese Vermittlerposition zwischen Europa und der Rus zu erhalten. Seit der Zeit des Fürsten Andrei Bogoljubski bemühten sich die Teilfürstentümer Wladimir und Susdal, einen selbständigen Handel zu betreiben und in Nowgorod selbst war eine politische Partei bestrebt, den Nowgoroder Handel unter Kontrolle der zentralrussischen Fürstentümer zu bringen.
Die Warenströme gingen von der Ostsee über Nowgorod weiter über Susdal nach Sarai. Dort gingen dann partiell Waren in den Handelsstrom der Seidenstraße bis zum Pelzmarkt in China. Russisch-nowgorodische Händler kehrten aus Sarai nach Nowgorod mit glasierter Keramik, Glaswaren, Seide und weitere chinesische Waren zurück.
Durch die Etablierung der deutschen Herrschaft im Baltikum und die Städtegründungen Anfang des 13. Jahrhunderts entstanden die Voraussetzungen für einen weiteren ostwärtigen Handelsweg. Ostwärts führende Land- und Wasserwege entstanden, entwickelten sich zu Handelsrouten und wurden gesichert. Deutsche und livländische Kaufleute aus Reval, Dorpat und Riga erschienen wegen der geografischen Nähe vor allem in Pskow. Anders als im benachbarten Nowgorod kam es in Pskow nicht zur Gründung eines hanseatischen Kontors, da die Nähe zu den livländischen Städten einen längeren Aufenthalt der Hansekaufleute nicht notwendig machte. Neben Nowgorod widerstand auch Pskow der Zerstörung durch die Tataren. Die Stadt wurde ebenso zu einem wichtigen russischen Fernhandelszentrum, was es vor allem seiner günstigen Lage am Zusammenfluss von Pskowa und der Welikaja zu verdanken hatte. Zwar blieb Pskow vom Handelsvolumen hinter Nowgorod zurück, doch gehörte die Stadt zu den beudetendsten russischen Handelsstützpunkten und stieg nach Schließung des Peterhofes in Nowgorod 1494 und der folgenden Zerstörung Nowgorods durch das aggressiv expandierende Großfürstentum Moskau zum wichtigsten Zentrum des russischen Westhandels auf. Nachdem Moskau 1510 auch die Republik Pskow inkorporierte, verlagerte sich der Handel mehr in die livländischen Städte. Dennoch kam es im 16. Jahrhundert zur Errichtung deutscher Handelsniederlassungen in Pskow. 1603 erhielten Lübecker Kaufleute vom russischen Zaren Boris Godunow ein Handelsprivileg, das ihnen eigene Handelshöfe in Nowgorod und Pskov erlaubte.

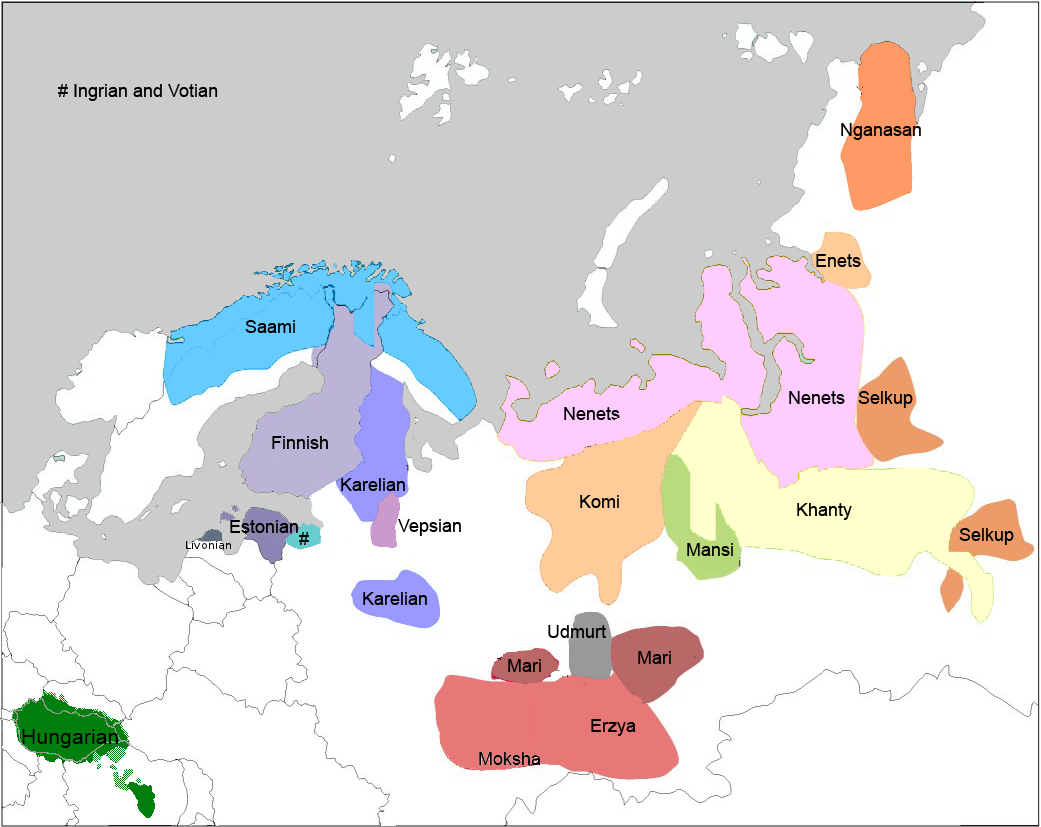
Der nord-östliche Ostseehandel im Mittelalter bezog finno-ugrische und samojedische Völker bis zum Ob in Sibirien mit ein (Einflusszone der Republik Nowgorod, entspricht heutigem Nordwestrussland)

Ebenso wie nach Pskow gelangte man durch Livland auch zu weiteren ostslawischen Handelsstädten: nach Polazk und Vitebsk, beide an der Düna gelegen, sowie von der Düna aus durch ihren Nebenfluss Kasplja und über eine Landstrecke nach Smolensk am Dnjepr. Die Städte Polazk, Vitebsk und Smolensk wurden zu weiteren Zielen der Hansekaufleute im Dünagebiet. Diese schlossen 1229 einen Handelsvertrag mit dem Fürst von Smolensk. Die drei Städte zwangen die deutschen Kaufleute über das Stapelrecht, innerhalb ihrer Mauern zu bleiben. Die Hansekaufleute errichteten in der Folge Faktoreien. Handelte es sich bei Smolensk um eine Stadt mit großrussischer Einwohnerschaft, so waren Polazk und Vitebsk dagegen belarussische Städte. Die deutsche Niederlassung in Smolensk erlebte aber keinen mit dem von Nowgorod vergleichbaren Aufschwung.

#### Blütezeit der Hanse (1350–1430)

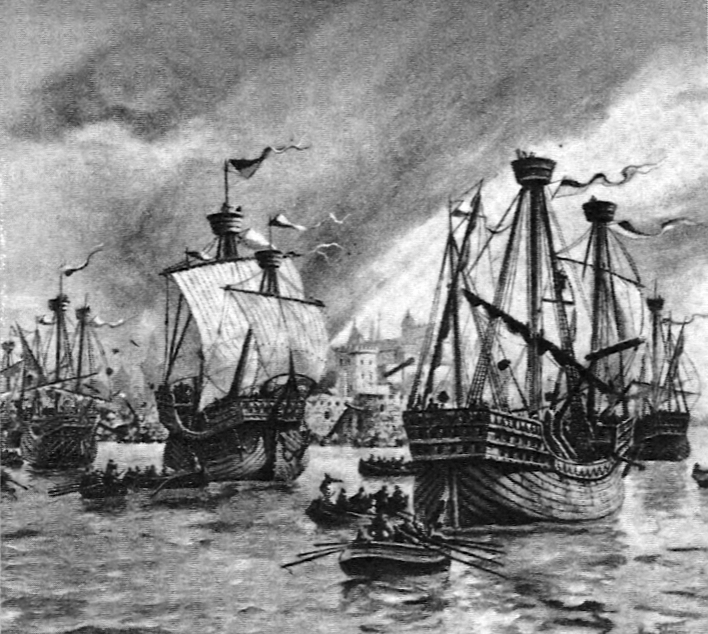
Eroberung Kopenhagens durch die Hanse 1368

Visby war zwar zunächst die Drehscheibe im Ostseehandel geblieben, geriet aber zunehmend gegenüber Lübeck ins Hintertreffen. Visbys Abstieg beschleunigte sich nach 1300. Es war fortan von der Willkür fremder Mächte abhängig, wurde erobert und besetzt, von Seeräubern ausgeplündert, von den alten Partnern zerstört und niedergebrannt. In der Schlacht von Visby 1361 vernichtete der dänische König Waldemar Atterdag vor Visby das gotländische Bauernheer. Anschließend eroberte und plünderte er die Insel. Visby und mit ihm ganz Gotland verlor die bisherige Vormachtstellung im Ostseehandel. Das Hauptsitz der Hanse wurde schließlich von Visby nach Lübeck verlegt.
Der Friede von Stralsund 1370, der den Zweiten Waldemarkrieg siegreich für die Hanse beendete, markierte den Höhepunkt der Macht des hansischen Städtebunds im Ostseeraum. Es folgte ihre Blütezeit. Die für die Hanse günstige politische Situation wurde von ihr in handfeste kommerzielle Vorteile und Monopolstellungen umgemünzt. Die Hanse verfügte nun über ein Handelsmonopol und unterhielt ständige Vertretungen und Kontore in wichtigen Ostseehäfen. Bedeutende Handelsbeziehungen der Hanse existierten mit dem Peterhof auch zur Republik Nowgorod. Der nördlich-maritime Ost-Westhandel wurde ebenso von der Hanse dominiert und reichte von Nowgorod im Osten bis Brügge und London im Westen. Außerdem hatte sie einen großen kulturellen Einfluss auf die Entwicklung vieler Regionen, in denen sie Handel betrieb. So wurde deutsche Architektur, Malerei und Bildhauerei verbreitet. Aber auch die Verbreitung von handwerklichen Wissen und der Schriftsprache sind mit der Hanse eng verbunden.
Die Hanse war auch geografisch immer weiter angewachsen. Lübeck ist bereits 1241 einen Bund mit Hamburg eingegangen. Beide Städte dominierten an der Elbe und der Deutschen Bucht. Der Bund hatte sich 1259 erweitert, nachdem Wismar und Rostock beitraten. 1358 umfasste die Hanse schließlich 200 Städte. Damit war dieser Städtebund mit Abstand der Mächtigste in Europa geworden. Die Hanse entwickelte sich weiter zu einem Kampfbund, der erforderlichenfalls auch den Krieg mit militärischen Mitteln nicht scheute und über ein Bundesheer und eine Bundesflotte verfügte. Bei Handelskriegen wurden in Form der Verhansung Warenboykotte eines Hafens oder eines Landes ausgesprochen. Beschlüsse dazu wurden auf Hansetagen gefasst. Die Hansepolitik beinhaltete folgende wiederkehrende Handlungsmuster zur Wahrung und Sicherung der gemeinsamen Interessen im Fernhandel und der Schifffahrt:
- Gewährleistung von Handelsvorteilen durch:

- Stapelrecht für eigene Waren an fremden Plätzen
- Stapelzwang für fremde Kaufleute in den hanseatischen Häfen

- Einrichtung gemeinsamer Niederlassungen
- Bestellung von Schiedsgerichten in Handelssachen[37]

Ansichten Hansischer Stadtplätze
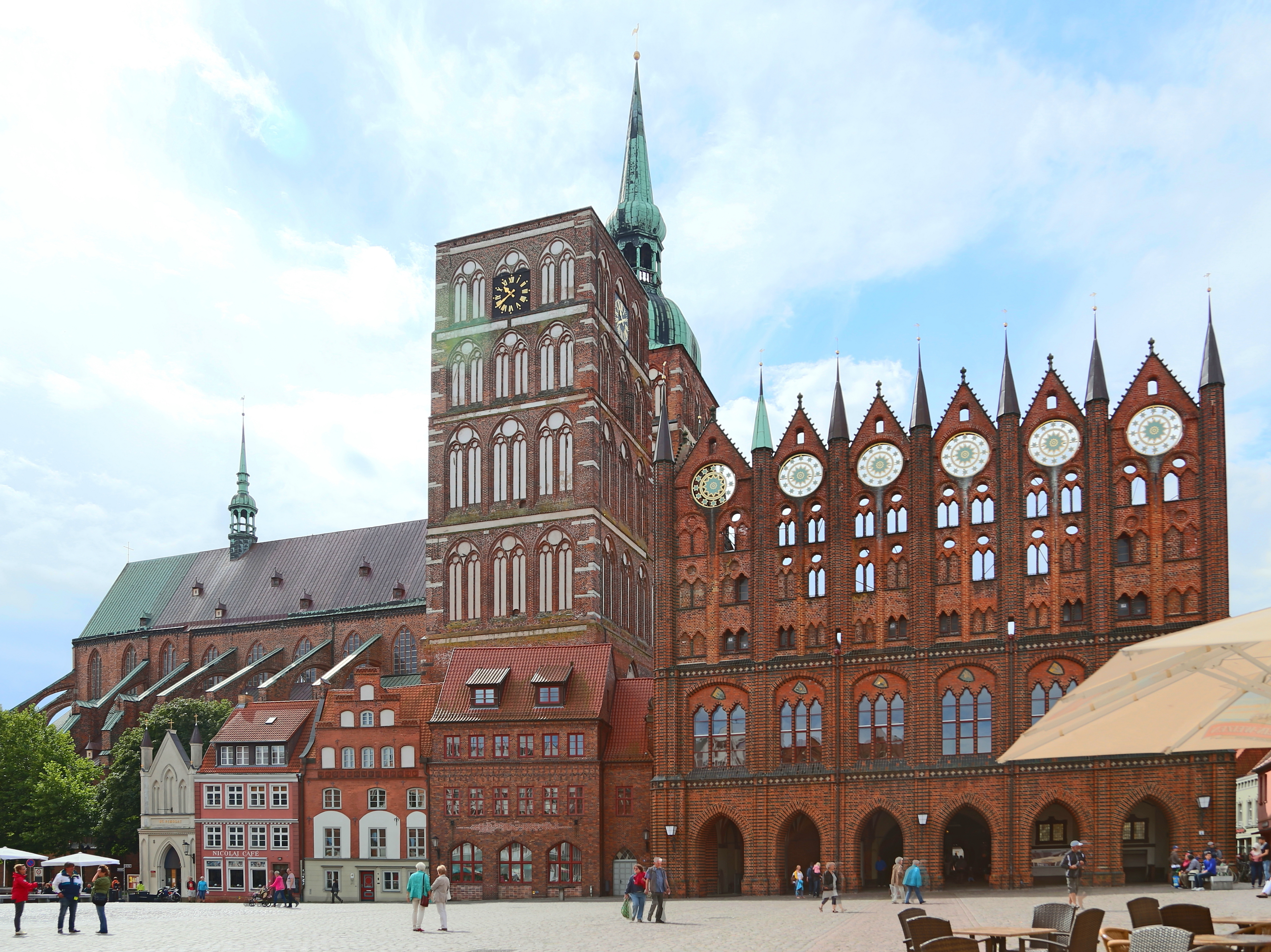
Alter Markt Stralsund. Blickrichtung gen Süden zum Rathaus und Nikolai-Kirche.
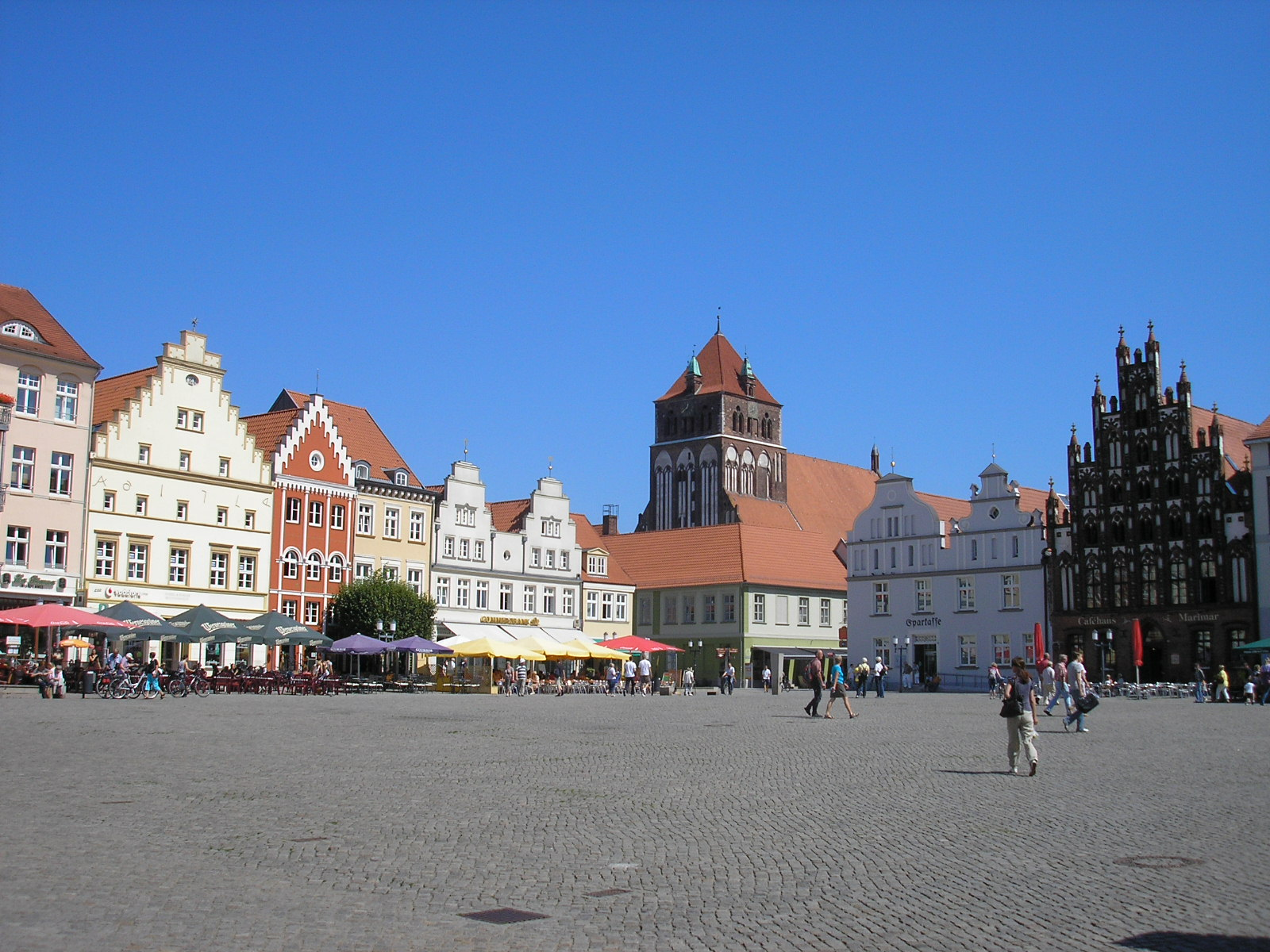
Marktplatz in Greifswald, 2009
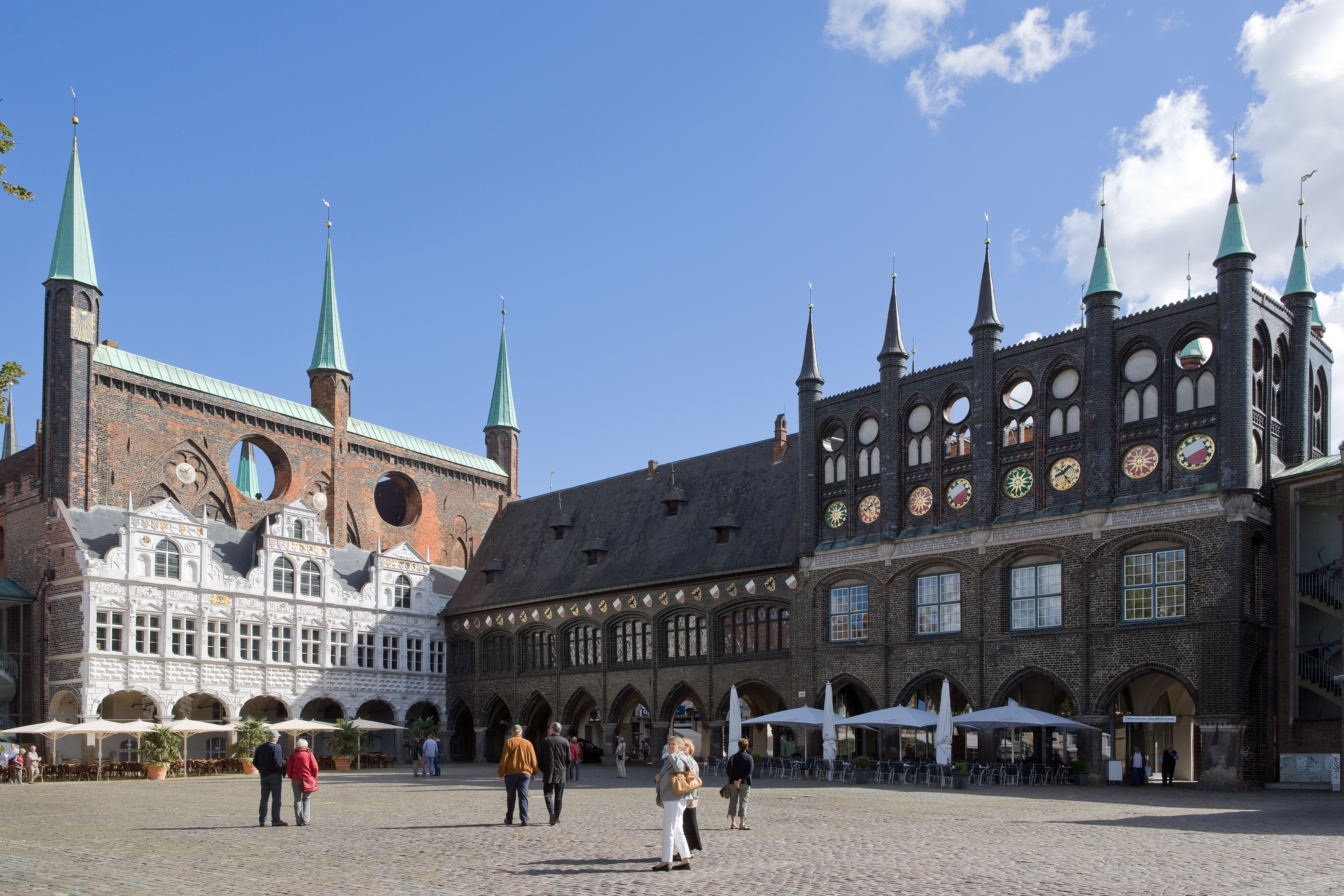
Rathaus Lübeck
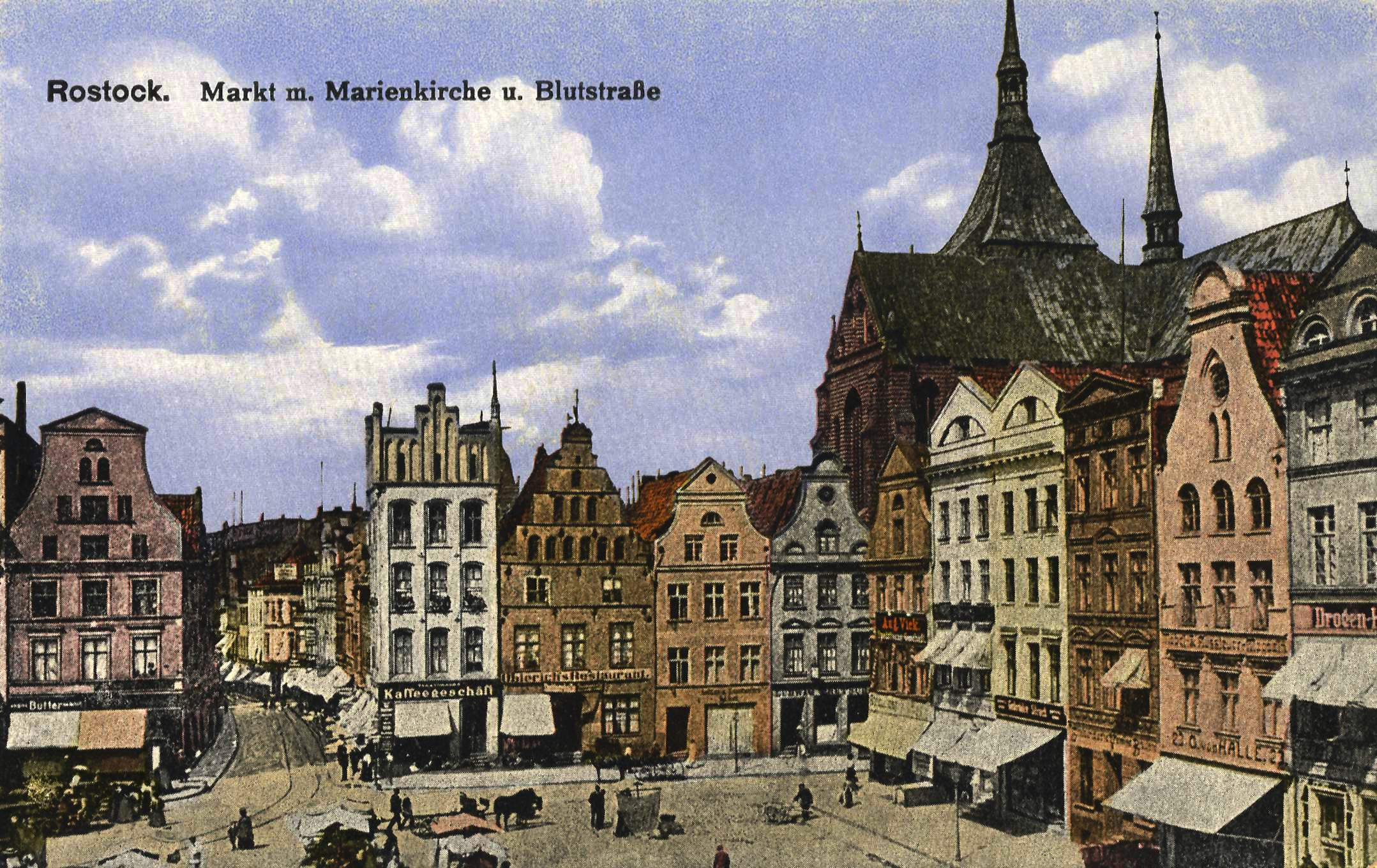
Rostock Neuer Markt Blutstrasse Marienkirche Nordseite 1900
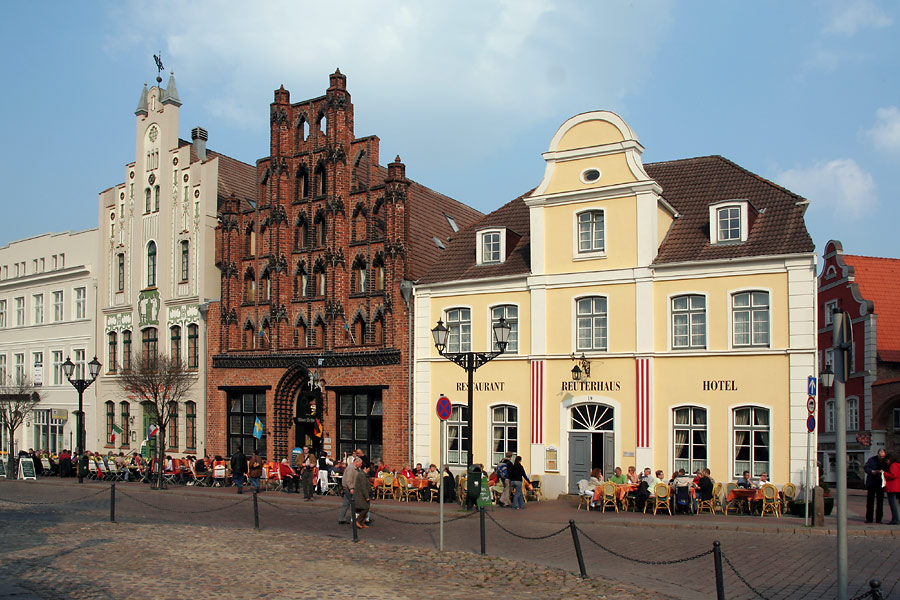
Wismar, Marktplatz

| Stadt           | Einwohner 1400 | Einwohner 1600 |
| --------------- | -------------- | -------------- |
| Weliki Nowgorod | 25.000–30.000  | <5.000         |
| Danzig          | 20.000         | 50.000         |
| Lübeck          | 17.200         | 30.000         |
| Rostock         | 13.935         | 14.800         |
| Stralsund       | 13.000         | 12.500         |
| Thorn           | 12.000         | 10.000–12.000  |
| Elbing          | 10.000         | 15.000         |
| Königsberg      | 10.000         |                |
| Stettin         | 09.000         | <10.000        |
| Wismar          | 08.000         |                |
| Riga            | 08.000         |                |
| Greifswald      | 07.000         |                |
| Kopenhagen      | 06.000         | 20.000         |
| Reval           | 05.000–8.000   |                |
| Stockholm       | 05.000–6.500   | 10.000         |

Zu den bedeutendsten Ostseehandelsmetropolen im Spätmittelalter und der Frühen Neuzeit gehörten Danzig, Königsberg, Riga, Stockholm, Rostock, Lübeck, Greifswald, Stettin, Kopenhagen, Reval, Nowgorod, später ab dem 18. Jahrhundert Sankt Petersburg. Auch Hinterlandstädte mit Flussverbindungen gehörten zum Wirtschaftssystem des Ostseehandels. Bedeutende Zubringerwasserstraßen waren und sind die Oder und die Weichsel.
Der Handelsplatz Lübeck war der wichtigste Handelsknotenpunkt im Nord- und Ostseehandel im Mittelalter. Folgende regionale Handelszentren entwickelten spezialisierte Handelsproduktschwerpunkte:
- Visby: Pech und Teer,
- Reval: Wachs und Flachs,
- Rostock: Malz,
- Danzig: Gerste und Weizen,
- Stettin: Fisch.

Insbesondere der Bierhandel hatte für die Hanse eine hohe Bedeutung. Im Jahre 1368 wurden allein aus Lübeck 1673 Tonnen Bier nach Schonen verschifft, 104 Tonnen nach Gotland und 24 Tonnen nach Kahrmar. Bezogen auf den Heringshandel wird die Gesamtzahl der Einfuhr von Heringsfässern in die Hansestädte zu Ende des 14. Jahrhunderts auf jährlich 150.000 Fässer geschätzt, wovon die Hälfte nach Lübeck ging.

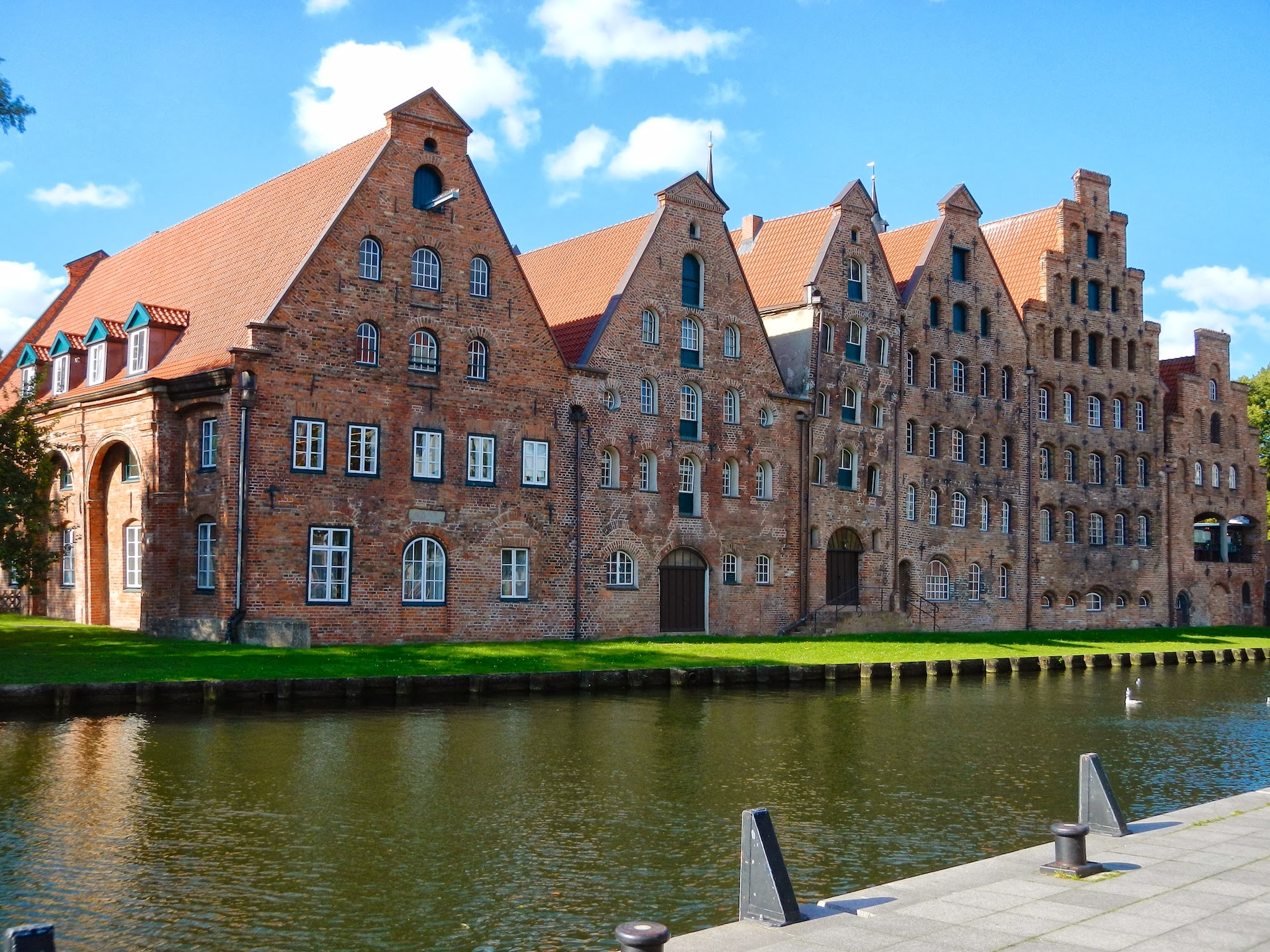
Die Salzspeicher von Lübeck

Der Pelzhandel galt als Grundlage des hansischen Wohlstands, unterlag jedoch Absatz- und Preisrisiken. Aus England und Schottland gingen Schaffelle in den Ostseeraum. Osteuropäisches Wachs von Wildbienen war für Zwecke der Liturgie unentbehrlich und fand bei mittleren Gewinnraten von 10 bis 15 Prozent kontinuierlichen Absatz. Seit dem 13. Jahrhundert besaßen die Hansen für Pelze und Wachs ein Handelsmonopol und konnten es am längsten für Wachs behaupten. Salz fehlte fast völlig im Ostseeraum, da der geringe Salzgehalt der Ostsee keine Salzgewinnung aus Meerwasser zuließ und Steinsalz nur in geringen Mengen in den Salinen von Kolberg gefördert werden konnte. Der Bedarf an Salz für Konservierungszwecke war jedoch sehr groß. Bis Mitte des 14. Jahrhunderts wurde Osteuropa fast ausschließlich durch Lübeck mit Salz versorgt. Lüneburger Salz war Hauptausfuhrprodukt Lübecks und begründete den städtischen Reichtum Lübecks. Seit dem 13. Jahrhundert wurden Roggen, Gerste und Weizen aus den Gebieten der mittleren Elbe nach den Niederlanden transportiert. Die stetig steigende Nachfrage nach Getreide führte dazu, dass ab dem 15. Jahrhundert auch Preußen und Polen begannen, Getreide im großen Stil in den Westen zu exportieren.
Die Hanse hatte mit ihren Wirtschaftssperren und in den Kriegen zwar Erfolg; sie konnte sich teilweise glänzend und auch auf längere Zeit behaupten. Den Zeitenlauf konnte dies aber nicht aufhalten. Wesentliche Schwäche der Hanse war, dass sie Waren als Zwischenhändler vermittelte, deren Herstellung außerhalb ihrer politischen Kontrolle lag. Überall erwuchsen der Hanse daraus Konkurrenz an den Rändern des Hanseraums, wie zum Beispiel süddeutsche Unternehmerkaufleute, die in Stettin und Danzig Fuß fassten. In der Folgezeit wurden Holländer, englische Merchant Adventurer und Süddeutsche mit Nürnberg an der Spitze zu gefährlichen Konkurrenten der Hanse und forderten die Hansische Vorherrschaft im Handel heraus.

#### Etablierung des preußischen Handels im 15. Jahrhundert

Ausbreitung der Hanse um das Jahr 1400

Im endenden Spätmittelalter und zu Beginn der Renaissance war Europa ungleich entwickelt. West- und Südeuropa befand sich politisch, ökonomisch, technisch und kulturell vergleichsweise auf hohem Niveau. Gleichzeitig waren sie arm an Rohstoffen. Das Bevölkerungswachstum des 16. Jahrhunderts erschwerte die Versorgung der Menschen dort, weil nicht genügend hochwertiges Ackerland zur Verfügung stand. Nord- und Osteuropa hingegen waren in fast jeder Hinsicht unterentwickelt, verfügten dafür aber über Rohstoffe und große Acker- und Weideflächen. Der Ausgleich zwischen den beiden Wirtschaftszonen geschah im Spätmittelalter vor allem in Süd-Ost-Richtung. Den Handel im Ostseeraum, das heißt mit Rohstoffen, Fisch und Getreide, beherrschte weiterhin die Hanse.
Der Ostseeraum war mit der Deutschen Ostexpansion bis 1400 vor allem südlich der Südküste besiedelt worden. Zunächst entwickelte sich an der Lübecker Bucht bis zur Oder ein Siedlungsschwerpunkt, aus dem in der Folgezeit insgesamt sechs bedeutende Ostseehäfen erwuchsen. Etwas zeitverzögert entstand östlich der Weichselmündung bis zur Memel ein zweiter bedeutender Siedlungsschwerpunkt, der ebenso von Deutschen Siedlern urbanisiert wurde. Dieses zweitgrößte urbane Gebiet des Ostseeraums entwickelte vier bedeutende Handelsorte. Darüber hinaus gab es im Ostseeraum um 1400 nur noch den alten russischen Handelsort Weliki Nowgorod, das allerdings ein Monozentrum umgeben von nahezu menschleeren riesigen Gebieten blieb. Das Siedlungsnetz der sonstigen kleineren Zentren wie Riga und Reval im Baltikum blieb genau so weitmaschig und lose wie an der westlichen Ostseeküste Kopenhagen oder Stockholm, die ihrerseits zudem im Größenbezug deutlich hinter den südlichen Ostseemetropolen zurückstanden.
Der Ostseehandel, das war um 1400 aufgrund des Menschenmangels im Norden der Ostsee vor allem der Handel der beiden für sich stehenden südlichen Ostseegebiete Mecklenburg mit seiner näheren Umgebung und West- und Ostpreußen. Der eigentliche preußische Handel suchte in dieser Zeit sich zunehmend zu etablieren und einen eigenen Schwerpunkt im internationalen Geschehen zu entwickeln. Ihre geografische Lage förderte deren Interesse für den schwedisch-finnischen Markt. Zwischen den preußischen Händlern und den Schweden herrschte daher Einverständnis. Nach Danzig gingen fortan ein großer Teil der schwedischen Eisenexporte, die wiederum über den Sund in den Westen transportiert wurden – vorbei am Lübecker Zwischenhandel, also ohne Entladung und Stapeln der Ware in Lübeck. Dies schadete den älteren Handelszentren von Lübeck bis Stettin.
Die Krise des Fernhandels verschonte Danzig und Königsberg, während Kulm, Thorn und Elbing Rückschläge erlitten. Danzig gewann an Anziehungskraft und zog im 15. Jahrhundert Ansiedler aus anderen Ländern an. Der Zugang zum litauischen Hinterland hatte für die wirtschaftliche Entwicklung der an der Pregel liegenden Städte Königsberg und Kneiphof eine positive Wirkung. Die Handelstätigkeit der Danziger Kaufleute im 15. Jahrhundert zeichnete sich durch große Flexibilität und das Streben aus, einen Einfluss auf die neuen Absatzgebiete und einen Zugang zu neuen Rohstoffgebieten zu gewinnen. Lübeck und Danzig vertraten im 15. Jahrhundert völlig verschiedene politische und wirtschaftliche Interessen. Die politische Gruppierung der Hanse begann sich aufzulösen je mehr sich die Städte in Preußen von der Vormundschaft Lübecks lösten.

#### Auswirkungen der Frühbürgerlichen Revolutionen und Refeudalisierung
Am Ende des 14. Jahrhunderts begann im gesamten Ostseeraum eine Phase langanhaltender wirtschaftlicher Depression, die Auswirkungen auf die meisten Anrainerstädte hatte. Diese Entwicklung war Teil der langfristigen europäischen Konjunkturentwicklung, in die der Ostseeraum seit dem 13. Jahrhundert eingebunden war. Der erneute Anstieg der wirtschaftlichen Konjunktur im Ostseeraum setzte nach 1525 ein, nachdem in Westeuropa Bevölkerungswachstum, steigende Urbanisierung, Gewerbewachstum vor allem in den Niederlanden eine steigende Nachfrage erzeugt hatten. Es entstand eine paneuropäische Arbeitsteilung zur Befriedigung der verschiedenen Güterbedürfnisse. Die Ostsee lieferte vor allem Getreide in die westlichen Märkte. Dieser Entwicklungsverlauf stand am Anfang eines folgenden Refeudalisierungsprozesses besonders des südlichen und östlichen Ostseeraums, der bis zur Bauernbefreiung im 19. Jahrhundert anhielt.
Die adeligen Grundbesitzer (Junker) östlich der Elbe, einschließlich Polen, Litauen, Baltikum und weiter ostwärts, wollten von den gestiegenen Getreidepreisen profitieren und sorgten für die Reduzierung der Produktionskosten, indem sie in Zusammenarbeit mit den Landesherren der einst freien Bauernschaft mehr und mehr deren Grundrechte entzogen, bis sie fast gänzlich zu rechtlosen Leibeigenen herabgesunken waren. Auch innerhalb des Adelsstands kam es zu ruinösen Konzentrationsprozessen in der Agrarwirtschaft. Die Kontrolle der Getreideproduktion wurde auf wenige führende Adelsgeschlechter je Provinz konzentriert. Deren Produktion ging über den Binnenschiffverkehr in die Seestädte (Hamburg, Stettin, Danzig, Königsberg, Riga, Reval, Narva), wo sie dann veräußert wurden.
Während in Westeuropa in den Regionen, in denen die Frühbürgerlichen Revolutionen Erfolge zeigten, sich schließlich der Frühkapitalismus durchsetzen konnte und die Produktivkräfte sich entwickelten, wurde in den peripheren östlichen Gebieten der Ostsee, in denen sich der Bürgerstand in den dortigen Frühbürgerlichen Revolutionen nicht durchsetzen konnte (Deutscher Bauernkrieg, Hussitenbewegung) vom Adel einschließlich der Landesherren in Zusammenarbeit geschwächt und schließlich marginalisiert auf Kosten der Stagnation der bereits eingeleiteten gesellschaftlichen Differenzierung. Dies führte dort zu einer Lähmungstendenz der Ökonomie, der städtischen und der staatlichen Entwicklung. Besonders sichtbar wurde dies in Polen-Litauen, dessen staatstragende Adelsschicht immer mehr degenerierte und eine schädliche Wirkung auf das Gemeinwesen entfaltete. Die Scheidegrenze dieser beiden entgegengesetzten Entwicklungslinien wird an der Elbe gezogen. Ostelbien stand für die Gutsherrschaft und Unfreiheit, das Gebiet westlich davon für bürgerliche Freiheit und Grundrechte.

#### Aufstieg des niederländischen Handels (1350–1400)
Doch das Hansemonopol wurde seit dem Spätmittelalter von der aufstrebenden Handelsnation Holland und Seeland zunehmend erfolgreich untergraben. Diese Region Europas war nicht von den allgemeinen demographisch-wirtschaftlichen Krisenerscheinungen des Kontinents im 14. Jahrhundert betroffen. Dort im Zwischengebiet zwischen Meer und Land führten die landschaftlich bedingten Grenzen zu Konzentrationsprozessen und zur Etablierung von arbeitsintensiven Verarbeitungsindustrien, die vor allem auf den Export ausgerichtet waren. Es mangelte daher an Getreideerzeugnissen zur Versorgung der eigenen Bevölkerung. Dieses Gut lag wiederum in großen Überschüssen im südlichen Ostseeraum (Zentrum Danzig und Stettin) vor. Die Getreideversorgung durch auswärtige Märkte, vor allem in der Ostsee, wurde zu einem essentiellen Bestandteil des holländischen Wirtschaftsmodells.
Weil der kontinuierliche Getreideimport mit einem Güterangebot bezahlt werden musste, boten die Niederländer im Austausch gegen Getreide eigene Produkte an. So gewannen sie allmählich Marktanteile für Bier, Tuch und Nordseehering. Diese Produkte waren Nachahmungen oder Varianten der flämischen und hansischen Markenartikel, aber dafür preiswerter als ihre Vorbilder. Daneben waren es vor allem Schiffe und Frachtdienstleistungen, die den Holländern den Zugang zum Ostseeraum öffneten. Dort war Schiffsraum knapp. Die Holländer hatten aber eine starke Schiffbauindustrie etabliert und verfügten über große Fischereiflotten, mit denen sie im Nordatlantik nördlich von Schottland die dort reichlich vorhandenen Heringsbestände einholten. In dem Maß wie der Getreideexport von der Ostsee in die Gewerberegionen des Westens zunahmen, stieg auch der Bedarf an holländischem Schiffsraum. Dadurch entstand eine zunehmende Konkurrenzsituation mit den hansischen Städten, darunter Wismar, Lübeck, Rostock, Greifswald und Stralsund. Diese sahen ihre Positionen im Zwischenhandel und im Warentransport auf der Ost-West-Route bedroht. Den Hansestädten gelang es aber weder mit friedlichen noch mit kriegerischen Mitteln, den holländischen Zugang zur Ostsee zu begrenzen. Die preußischen Städte Königsberg, Danzig, Thorn und Elbing waren dagegen stark auf die holländischen Schiffstransporte angewiesen.
1490-1492 liefen in Danzig jährlich 562 Schiffe ein und 720 Schiffe aus. Im Vergleich zu 1368 (400 ein- und 634 auslaufende Schiffe) bedeutete dies einen Anstieg des Warenhandels um rund 24 Prozent.
Das holländische Handelsnetzwerk verstärkte sich immer weiter, vor allem auch durch die Brabanter Messen in Antwerpen und Bergen op Zoom, wodurch die holländischen Kaufleute ihr Spektrum an Handelsprodukten immer stärker erweitern konnten. Für den Schiffbau Hollands wurden die Importe von Teer und Pech aus dem östlichen Baltikum grundlegend bedeutend.
Die Kernelemente des holländischen Handels waren schon vor 1368 – als Holland an der Seite der Hanse Krieg gegen Dänemark führte und dadurch seine Position auch in Schonen ausbauen konnte – etabliert. Die Beteiligung der Holländer am Krieg gegen Dänemark von 1367–70 führte zum Erwerb von Festungen an der Küste Schonens. Hier erlernten sie wahrscheinlich die Technik, den Hering auszunehmen, einzupökeln und in Holzfässern zu je tausend Stück einzulagern. Die Hanse betrachtete diese Aktivität als eine Bedrohung ihres Monopols der Schonenmessen und verbot 1384 den Holländern, Hering vor der Küste Schonens zu fangen. Doch importierten Seeländer noch 1399 Schonenhering nach Great Yarmouth. Die Schonenmessen wurden von den Holländern benutzt, um mit dem preußischen Ordensstaat und Livland Tuch gegen Roggen zu tauschen. Bereits 1384 traf die Hanse Maßnahmen gegen die Einfuhr des holländischen Tuchs und des holländischen Herings in die Ostsee. 1377 und 1385 wurde erwähnt, dass die Holländer und Seeländer regelmäßig in die Hansestädte importierten, und 1401 und 1402 war vom Import Leidener Tuchs nach Russland und Danzig die Rede. Dabei wurde auch englisches Tuch von einem Amsterdamer Schiffer transportiert. 1413 wurde ein holländischer Händler in Reval erwähnt, der trotz des Handelsverbots Getreide ausgeführt hatte. 1416 gab es Beschwerden auf dem Hansetag gegen holländische Getreideeinkäufe. Ein Jahr später äußerte ein deutscher Kaufmann in Brügge eine Beschwerde gegen den direkten Handel zwischen Holland und Livland und wünschte, dass dieser verboten werde. In Livland traten die Holländer fortan unmittelbar mit den Produzenten in Verbindung. Trotz protektionistischer Maßnahmen befuhren immer mehr niederländische Schiffe die Ostsee und durchdrangen diese expansionistisch und aggressiv.

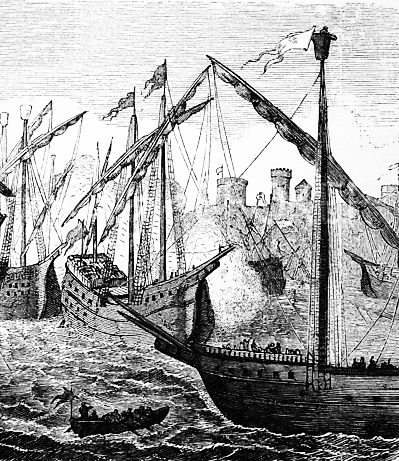
Dänemarks Hauptstadt Kopenhagen wurde 1428 zweimal von Hanseschiffen angegriffen (Holzstich, 1870).

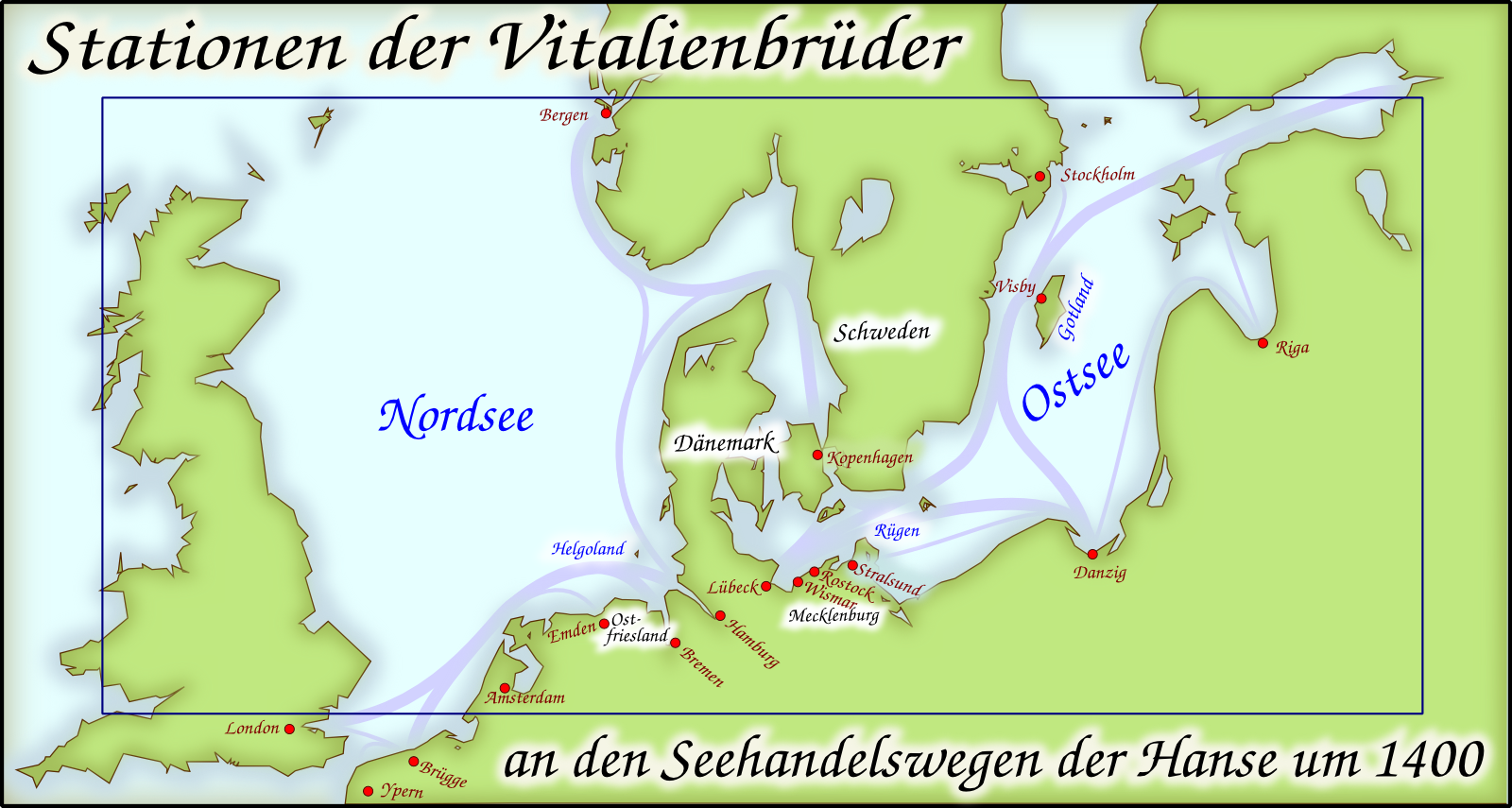
Historische Schauplätze der Vitalienbrüder um 1400

Neben Hering und Tuchen exportierten die Holländer auch Bier in die Ostsee im Gegenzug für den Import von Getreide. Es war aber oft schwierig, Hinfracht in gleicher Menge zu finden. So betrug der Anteil holländischer Schiffe, die in östlicher Richtung durch den Sund mit Ballast fuhren, ein Drittel. Als weitere Handelsalternative bot sich Salz an. Entlang der Maas, in der Gegend von Dordrecht, gab es Salzpfannen und in Seeland weitere 150. Das Salz von den atlantischen Küsten, von Bourgneuf bis Setubal, wurde immer preisgünstiger und konnte gegen das Lüneburger Salz konkurrieren. In Reval kostete eine Last Roggen etwa so viel wie zwei Last Salz in normalen Jahren und so viel wie vier Last Salz bei Getreideknappheit. Da sich die Holländer weiter auf den schnellen und preiswerten Transport von Getreide, Holz, Heringen und Salz konzentrierten, verdrängten diese die Hanse zunehmend erfolgreich aus dem Westhandel. In den Ostseeraum gelangten die Heringe der Nordsee, das Salz der Biskaya, Wein aus Frankreich im Gegenzug zu schwedischem Eisen und Kupfer; in erster Linie wurden aber Getreide, Holz und Waldwaren eingetauscht.

#### Aufkommen englischer Kaufleute in der Ostsee, Einführung des Sundzolls, Vitalienbrüder (1370–1430)
Neben den Niederländern drängten zunehmend, aber stets hinter den Niederländern liegend, englische Kaufleute als sogenannte Umlandfahrer in die Ostsee. Englische Kauffahrter kamen in nennenswertem Umfang seit dem letzten Drittel des 14. Jahrhunderts in das Deutschordensland und bildeten fortan eigene Handelskolonien in Danzig, Königsberg, Elbing und Memel. Die Folge waren handelspolitische Verwicklungen und Auseinandersetzungen zwischen der Hanse und England, dem Orden und England, Danzig und England und vor allem auch zwischen Danzig und den in der Stadt Handel treibenden englischen Kaufleuten – Auseinandersetzungen, die sich fast ohne Unterbrechungen über einen Zeitraum von 150 und mehr Jahren erstreckten. Die Engländer bemühten sich in Danzig um Genehmigung zur Niederlassung und zu korporativem Zusammenschluss, um Teilnahme am Geschäft, um Bürgerrecht und Befugnis zum Groß- und Kleinhandel, während Danzig darum kämpfte, alle Fremden vom selbständigen Warenein- und -verkauf in der Stadt völlig auszuschließen. Dabei bedienten sich beide Seiten aller möglichen Mittel, darunter auch Repressalien gegen die Hansekaufleute in London und Wegnahme hansischer Güter und Schiffe durch Seeüberfälle. So ergab sich ein Verhältnis, das fast nie völlig friedlich war und als ein Mittelding zwischen Kampf und Duldung charakterisiert werden kann. Handelskriege, z. B. von 1379 bis 1388, 1392 bis 1409, 1430 bis 1437, 1447 bis 1474, und Handelsverträge, wie die zu Marienburg 1388 und 1405, zu London 1403, 1409 und 1437 oder zu Utrecht 1451 und 1474, lösten einander ab. Alles das konnte jedoch die englischen Handelsgäste nicht dazu zwingen, ihre Niederlassung in Danzig aufzugeben. Um 1422 lebten 55 englische Kaufleute, zum Teil mit ihren Familien, in der Stadt. Sie unterhielten dort eine Faktorei, deren Mitglieder in einer von der englischen Regierung bestätigten Korporation unter Leitung eines Ältermannes sich gegenseitig in ihren Handelsunternehmungen unterstützten.
Umgekehrt betrieben die Deutschordensstaatler seit den 1290er Jahren Aktivhandel in England. Das aufstrebende englische Handelsbürgertum bemühte sich immer mehr, die Vorrechte der Hanse im Ostseehandel zu brechen. Dies führte zum Hansisch-Englischen Krieg von 1469 bis 1474. Der abrupte Rückgang des bedeutenden englischen Wollhandels durch die hanseatischen Kaufleute verursachte großen wirtschaftliche Schaden und war einer der Hauptgründe für das plötzliche Ende des Krieges.
Die Einführung des Sundzolls im Jahr 1429 (erst 1857 abgeschafft) durch Dänemark für nichtdänische passierende Schiffe führte zum Krieg mit der Hanse. Die Kanonen von Schloss Kronborg an der engsten Stelle des Öresunds setzten die Abgabe durch. Die niederländische Sundfahrt betrug 1547 1105 und 1557 1270 Schiffspassagen. Zwar blieben die Massengüter Getreide und Holz wie auch das Salz des Westens auf den Schiffsweg über den Sund angewiesen; doch der 1398 fertiggestellte Stecknitzkanal sowie der wichtigste Landweg der Hanse, der Überlandweg von Lübeck über Oldesloe nach Hamburg, die Nordsee-Ostsee-Straße, boten Alternativen.
Um 1400 störten die Vitalienbrüder mit Klaus Störtebeker als einem der Anführer den Handelsverkehr in der Ostsee. Sie führten für die Schweden Kaperfahrten durch und versorgten das fünf Jahre lang belagerte Stockholm als Blockadebrecher mit Gütern. Bei ihnen handelte es sich um eine auf den Seekrieg spezialisierte Söldnervereinigung, die zur Piratenbande entartet war. Sie wurden durch eine Flotte des Deutschen Ordens von ihrem Stützpunkt in Gotland und dann auch von der Hanse aus der restlichen Ostsee in die Nordsee vertrieben.

#### Abstieg der Hanse (1430–1550)

Der Danziger Hansekaufmann Giese 1532 im Londoner Stalhof, Gemälde von Hans Holbein dem Jüngeren

Die Hanse konnte auf die Expansionsbestrebungen der Holländer und Engländer nur noch reagieren und verlor ihr Momentum (Anziehungskraft) dauerhaft. Ihre einstige Flexibilität, die die Hanse im Spätmittelalter auszeichnete, ging verloren und sie agierte immer statischer auf Veränderungen. Die Hansestädte versuchten 1423, holländische und englische Güter aus der Ostsee zu verbannen. Hansischen Schiffern und Mannschaften wurde 1428 verboten, holländische oder englische Güter nach Preußen zu bringen; die Holländer selbst durften auch keine preußischen Waren transportieren. Der Bau von Schiffen sowie deren Verkauf an Holländer, Flamen und Lombarden wurde den Hansen 1434 und 1435 untersagt. Die vielen Konflikte anlässlich von Verhaftungen zeigten jedoch eine starke holländische Präsenz und die protektionistischen Maßnahmen hatten keinen Erfolg. So wurde 1434 in Livland verboten, die Güter weiter zu bringen als bis zum Kai und Dolmetscher oder Makler zur Hilfe zu nehmen. Diese Gegenmaßnahmen blieben aber ohne Wirkung, da die Hanse innerhalb ihres Verbunds keinen Konsens mehr herstellen konnte. Die Handelsinteressen der eigenen Mitglieder wichen zu stark voneinander ab. Der Bewegungsspielraum bei Ausgleichsversuchen zwischen den Mitgliedern nahm ab, da seit dem 15. Jahrhundert im Ostseeraum viele Kräfte wirkten und permanente Veränderungen im Gange waren.
So unterstützten der Hochmeister des Deutschen Ordens und die Stadt Danzig ihre holländischen Handelspartner, die zusätzlich bereit waren, einen Schilling Steuer auf Importe und zwei Pfennig auf Exporte zu zahlen. 1436 durchbrach der Herzog von Pommern das Fahrverbot in Richtung Holland. 1475/76 wurde bereits ein Viertel des Danziger Schiffsverkehrs von niederländischen Schiffen bestritten, der Rest im Wesentlichen von der Hanse. Die Niederländer bauten ihre Anteile aber stetig aus.
Die Hanse konnte nicht mehr die gleiche Abschottungsrate der Ostsee wie zu früheren Zeiten erzielen. Als Folge dieser Schwächung stieg dafür die Integration der Ostseeanrainer in den Welthandel an. Die Städte des Deutschen Ordens waren an einer direkten Seeverbindung mit Westeuropa interessiert und forcierten zum Schaden des Lübecker Zwischenhandelsmarktes und Travestapels den Seeweg durch den Sund. Der preußische Seehandel, konzentriert über Danzig, führte nach Flandern und England. Im 15. Jahrhundert wurden Beziehungen zu Holland, Schottland, Lissabon und zur Bucht von Bourgneuf (Baienfahrt) aufgenommen. Thorner Kaufleute stießen über Krakau nach Lemberg vor und trafen dort bis 1400 mit genuesischen und venezianischen Kaufleuten zusammen, die über ihre Niederlassungen am Schwarzen Meer dorthin gelangt waren. Für die Schiffsroute Brügge–Lübeck–Reval wurde seit dem 15. Jahrhundert die südlich vom Hansebereich verlaufende Landverbindung der Via Regia von Frankfurt am Main – Nürnberg – Leipzig – Breslau – Posen gefährlich. Sie hielt süddeutsche, italienische, mitteleuropäische und russische Waren vom Seeweg ab.
Die Hanse wurde zunehmend durch das Erstarken der Landesherrschaft der Fürsten geschwächt, die viele Städte ihrer Handlungsfreiheit beraubten. Hinzu kam der wachsende technologische Rückstand gegenüber Niederländern und Engländern, die über bessere und kostengünstigere Schiffe verfügten. Auch wanderten die Heringsschwärme aus bis heute nicht bekannten Ursachen von der Ost- in die Nordsee. Dadurch büßte die Hanse eine ihrer wichtigsten ökonomischen Grundlagen ein. Auch einen technologischen Vorsprung konnten die Niederländer erreichen, der letztlich die Vorherrschaft der Hanse im Ostseehandel beendete.
Die Hanse wurde schwächer und durchlebte innere Zerfallserscheinungen. Durch ökonomische Eigenentwicklungen der sich herausbildenden zentralisierten Nationalstaaten Skandinaviens, verbunden mit einer wachsenden politischen Selbständigkeit, verstärkten sich die Krisenerscheinungen des Hansischen Handelssystems. Die Folge war, dass sich innerhalb des traditionellen hansischen Wirtschaftsraums entscheidende Veränderungen im Handelsverkehr vollzogen. Mehr und mehr gewannen die Länder an Bedeutung, zwischen denen die Hanse bisher vermittelt hatte. Aufgrund dieser Entwicklungstendenzen war die Hanse immer weniger in der Lage, das traditionelle Handelsmonopol, auf welchem ihre Existenzgrundlage beruhte, zu behaupten. Vielmehr trugen diese Veränderungen dazu bei, auch ihre außenpolitische Machtposition in zunehmendem Maße zu erschüttern. Die sich herausbildenden zentralisierten und nationalen Monarchien in Nord- und Westeuropa waren nicht mehr bereit, den hansischen Kaufleuten ihre alten Privilegien, mit denen sie jahrhundertelang den Handel dieser Staaten beherrscht hatten, weiterhin zu bestätigen. Der Kampf um die Sanktionierung der Privilegien bestimmte in der zweiten Hälfte des 16. Jahrhunderts Inhalt und Ziel der handelspolitischen Beziehungen zu diesen Ländern. Überall gerieten die feudalen Institutionen ins Wanken. In den Niederlanden und England begannen sich nationale Märkte herauszubilden und eine eigene Kaufmannschaft zu entwickeln. Deren einheimische Kaufleute vertraten die Auffassung, dass Privilegien für ausländische Kaufleute schädlich für den heimischen Handel seien. Diese Wirtschaftsakteure standen unter dem Schutz der landesfürstlichen Zentralgewalt.
Auch in den skandinavischen Ländern zeichnete sich eine ähnliche Tendenz ab. Die isolierten skandinavischen Hinterländer wandelten sich zu modernen europäischen Nationalstaaten. Es taten sich vermehrt nationale Gegensätze auf, die den Handel überlagerten. Der um die Mitte des 16. Jahrhunderts einsetzende Wettbewerb Dänemarks und Schwedens um die Vorherrschaft in der Ostsee stellte von nun an den Schwerpunkt in der Außenpolitik beider Länder dar.
Innerhalb des Heiligen Römischen Reiches gab es keine solche Tendenz. Die wenigen Versuche des habsburgischen Kaisers, bei internationalen Streitigkeiten Partei für die Hanse zu ergreifen, verpufften wirkungslos.
Auch das Großfürstentum Moskau unter Iwan III. konnte nach dem jahrhundertelangen Einbruch durch den Mongoleneinfall die Sammlung der russischen Erde stark voranbringen, die Republik Nowgorod erobern und 1494 den Peterhof in Nowgorod schließen. Dadurch wurde der südliche Landhandelsweg von Moskau und Kiew nach Leipzig über die Via Regia deutlich gestärkt. Hinzu kam, dass der Deutsche Orden, der der Hanse stets Rückhalt geboten hatte, mit dem Zweiten Frieden von Thorn auf die Stufe eines polnischen Lehens zurückfiel und damit als regionale Macht ausschied.
Am 25. September 1604 lehnte König Jakob I. von England die Vorschläge zur Wiederherstellung der Privilegien der Hansestädte ab. Dies bedeutete das Ende der hansischen Privilegien in England, nach mehr als drei Jahrhunderten. Für die Hanse war der Verlust der Privilegien der Herrscher und der ihnen nahestehenden Großen in den Königreichen fatal. In der Folge wurde den Hansestädten durch die auswärtigen Landesherren die ihnen bis dahin zugestandene Selbständigkeit in handelswirtschaftlichen Fragen aberkannt. Sie waren keine vollwertigen Handelspartner mehr. Das führte zur Schließung des Kontors in London und ähnlichen Ereignissen an anderen Orten und schließlich zur stillen Auflösung der Hanse.

### Zeitalter der Nordischen Kriege um das Dominium maris Baltici 1550 – 1720

#### Kampf um die Kontrolle des Ostseehandels

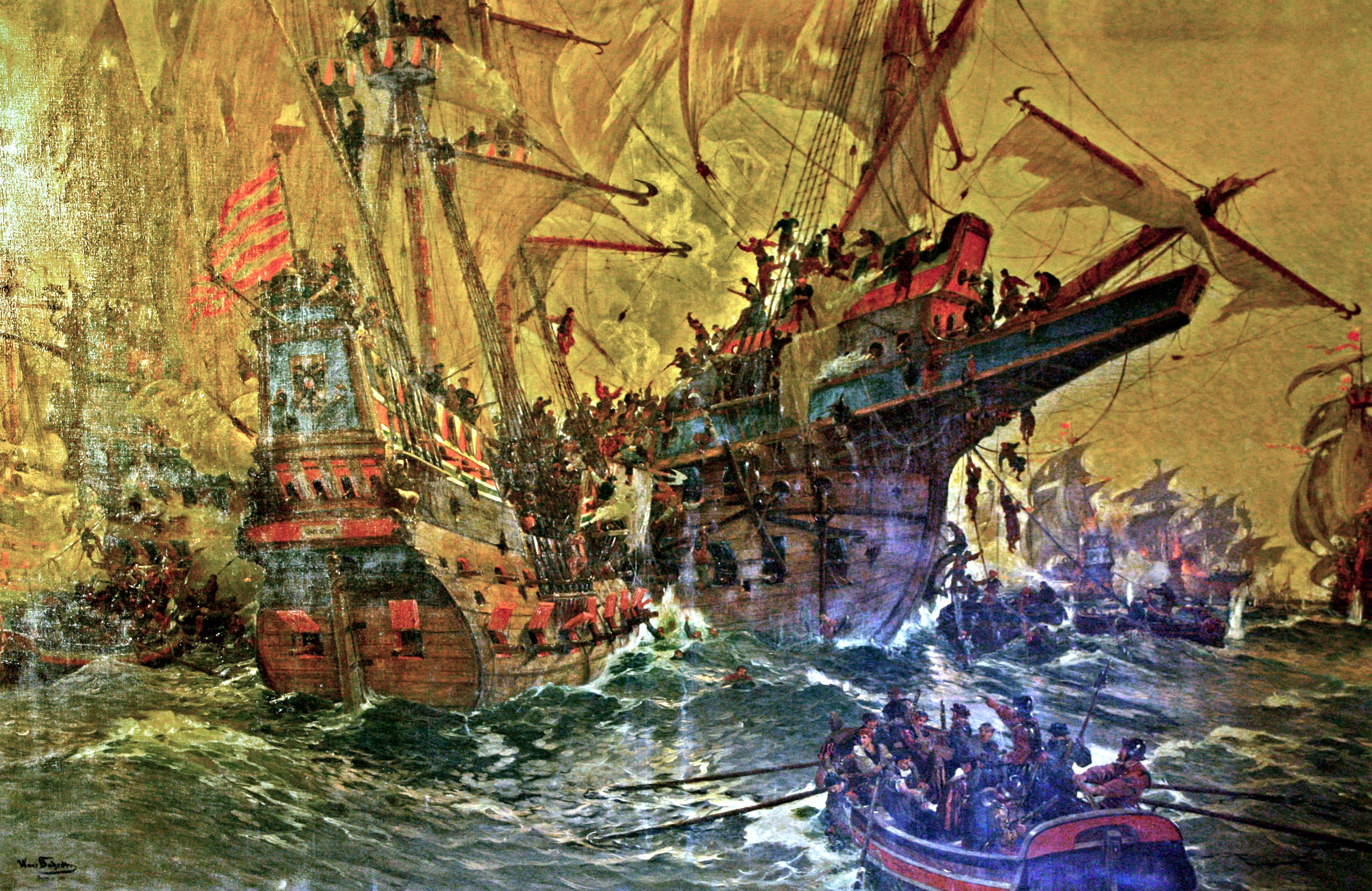
Bildliche Interpretation des Angriffs des Lübecker Flaggschiffs Der Engel auf das schwedische Flaggschiff Mars von Marinemaler Hans Bohrdt aus dem Jahr 1901 in der Ersten Seeschlacht vor Öland 1564 im Dreikronenkrieg. An dieser Seeschlacht nahm Lübeck auf der Seite Dänemarks mit 10 Schiffen und 2018 Mann Besatzung teil.

Das Ende der mittelalterlichen Staatswesen im Baltikum, den Livländischer Orden und den Deutschen Ordensstaat führte zur Destabilisierung des nordeuropäischen Mächtesystems und weckte Begehrlichkeiten der expansionistischen Nachbarn. Vor allem konkurrierende ökonomische und militärische Interessen sorgten für eine Intensivierung der militärischen Konflikte der Ostseeanrainer. Während Dänemark, Schweden und Polen um die Herrschaft über die Ostseeküsten kämpften und dieses dominium maris Baltici auch publizistisch begründeten, suchten die Niederlande die Interessen ihrer Kaufleute und die Schifffahrt allgemein zu schützen. Schon 1493 hatte ein Amsterdamer Kriegsschiff ein Hamburger Schiff aus den Händen von – wohl mit Schweden verbündeten – Kaperern gerettet. Daraufhin empfahl der starke Mann Schwedens, Sten Sture, den Amsterdamern, sie sollten ihn für den entgangenen Gewinn entschädigen, sofern sie künftig noch Interesse an der Ostseeschifffahrt hätten. In den nächsten Jahren war die niederländische Sorge um den Ostseehandel allgegenwärtig und führte zur Konstruktion von regional-strategischen Ansprüchen. Die Ostsee wurde nun als essentiell für die Wirtschaft Flanderns und Hollands gesehen. Angesichts der Auseinandersetzungen zwischen Dänemark und der Hansestadt Lübeck, die ein Ostsee-Handelsmonopol beanspruchte, schien der Zugang zur Ostsee für niederländische Kaufleute gefährdet.

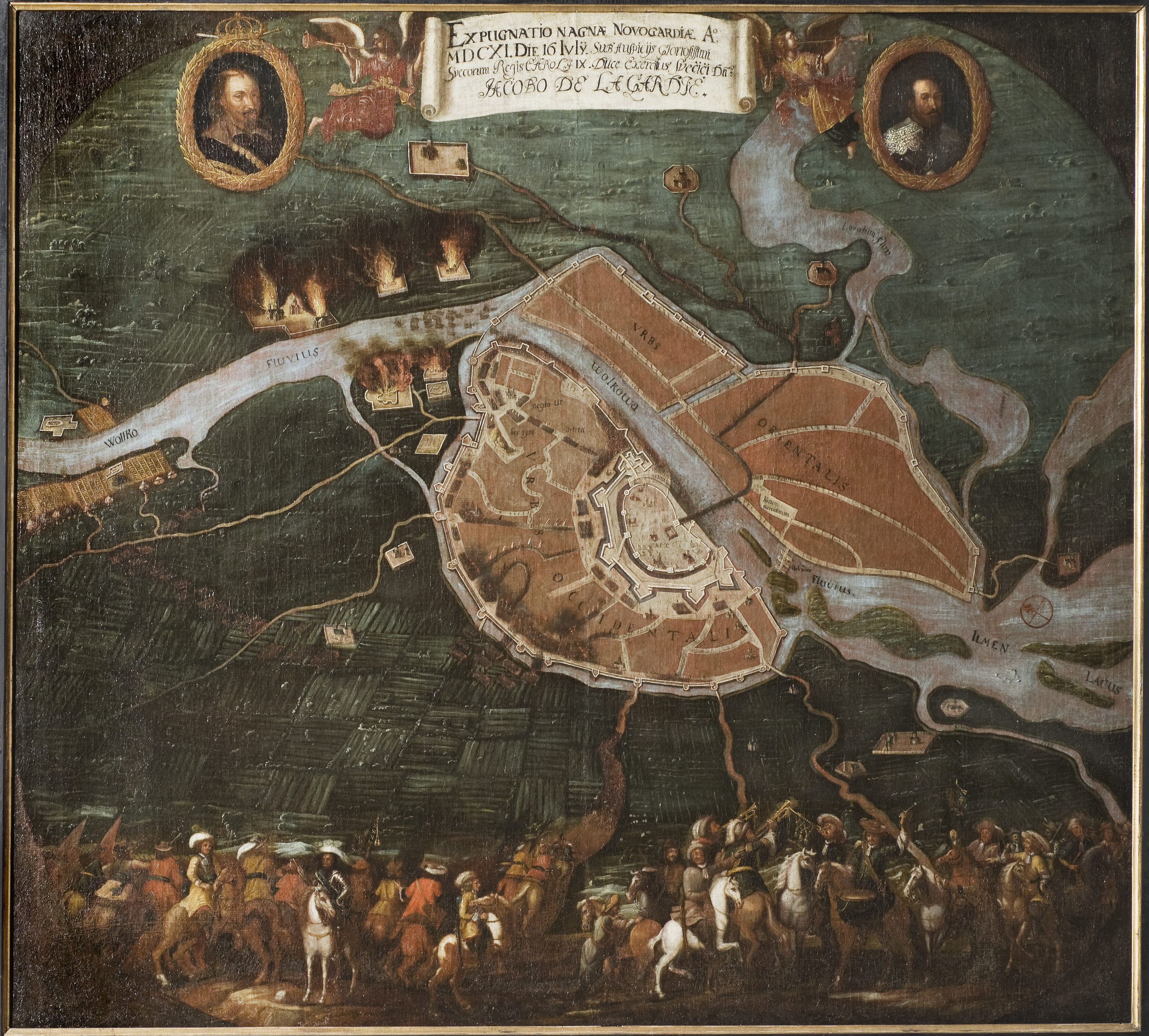
Eroberung von Nowgorod 1611

Vor allem Schweden konnte sich in vielfachen kriegerischen Konflikten mit Dänemark, aber auch mit dem erstarkten Großfürstentum Moskau und späteren Zarentum Russland in der Ostsee als mächtigstes Reich behaupten.
Das Siedlungsgebiet der Russen reichte ursprünglich nicht bis an die Ostsee. Unter Moskaus Herrschern bemühte sich Iwan III. als erster im späten 15. Jahrhundert, direkten Zugang zur Ostsee zu erlangen. Die Unterwerfung Nowgorods brachte zwar die Stadt in Moskauer Hände; der Westhandel, den Nowgorod betrieben hatte, verlief aber nur indirekt über den Ladogasee. Weitere russische Versuche im Livländischen Krieg, im Baltikum einen Zugang zur Ostsee zu erobern, scheiterten. Spätestens mit dem Frieden von Stolbowo, der den Ingermanländischen Krieg zwischen Schweden und Russland beendete, konnte Russland wieder für nahezu 100 Jahre durch Schweden von der Ostsee ferngehalten werden. Im 17. Jahrhundert konnte Russland so nur indirekt über schwedische Handelshäfen im Baltikum am Handel mit dem Westen teilnehmen. Schweden wurde ein Großabnehmer russischen Getreides und senkte die Zölle, um den Transithandel über die baltischen Häfen zu fördern. Neben die älteren Produkte Getreide, Flachs und Hanf trat Holz als neue Handelsware. Über Narwa kam seit der Mitte des 17. Jahrhunderts der russische Holzexport in Gang. Von allen baltischen Häfen hatte Narwa die größten Erfolge im Russlandhandel aufzuweisen. Der russische Handel hatte trotzdem seine Selbständigkeit verloren; denn die durch schwedisches Gebiet verlaufenden Handelsstraßen wurden vom schwedischen Zoll kontrolliert und konnten jederzeit willkürlich gesperrt und damit der Handel unterbrochen werden.

#### Strukturwandel des Ostseehandels und Verlagerung des Welthandels im 16. und 17. Jahrhundert

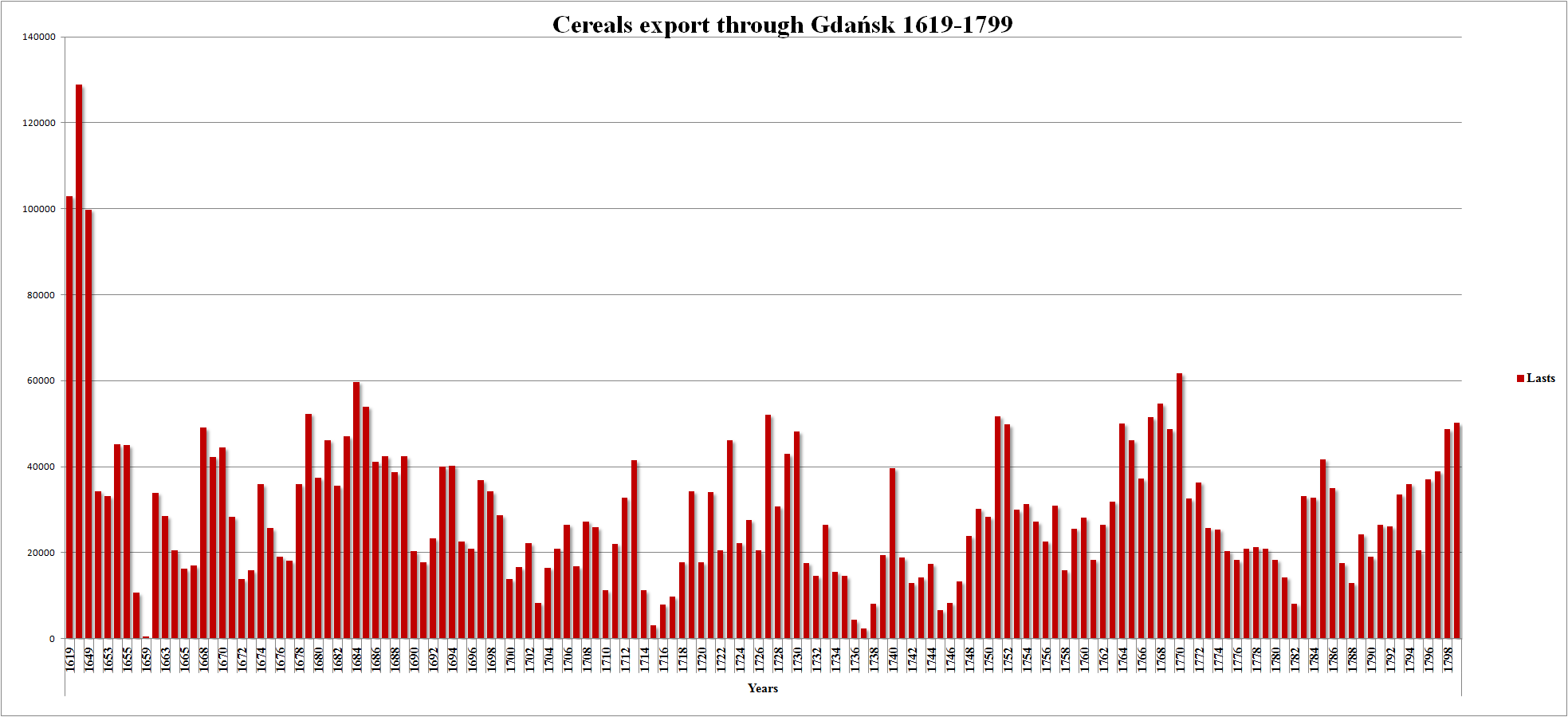
Getreideexport von Danzig von 1619 bis 1799

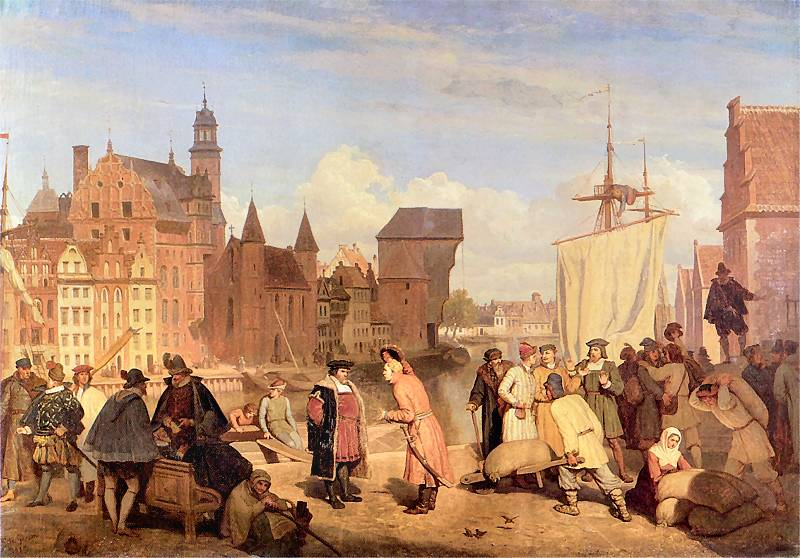
Wojciech Gerson – Danzig im 17. Jahrhundert, 1865

Global gesehen hatten sich die weltwirtschaftlichen Rahmenbedingungen seit der Entdeckung Amerikas durch Kolumbus stark verändert. Die globalen Handels- und Warenströme verlagerten sich in den Nordatlantik und bezogen nun auch Asien, China, Afrika sowie die Amerikas mit ein. Am Atlantik setzte ein europäischer Wirtschaftsboom ein. Die Ostseehäfen blieben demgegenüber zwangsläufig zurück. Von den globalen Handelsströmen profitierten im Norden fortan vor allem Hamburg und die englischen Häfen.
Im Ergebnis des Konkurrenzkampfs zwischen Hanse und den Niederlanden führte dies für den gesamten Ostseeraum zu einem Bedeutungsverlust. Vor allem Lübeck litt schwer unter den Verlusten der Hanse durch den Strukturwandel im skandinavisch-baltischen Raum. Hinzu kam die rasch anwachsende Konkurrenz der Niederländer, Engländer und schließlich auch der Russen im Ostseehandel. Dennoch lässt sich auch für die Ostseehäfen nicht von einem generellen Niedergang sprechen. Denn die kommerzielle Revolution des 16. Jahrhunderts erfasste nicht nur den Atlantik, sondern auch und früher noch die Ostsee. Neben der traditionellen Versorgung der westlichen Gewerbezonen mit baltischem Korn ging es nun um die Lieferung der immer dringlicher benötigten Rohstoffe, vor allem für den Schiffbau (Holz, Teer, Hanf, Häute, Leder). Auf dieser Basis konnte Lübeck bis in das 17. Jahrhundert hinein seinen Handel mit Westeuropa ausbauen, und ebenso auch die Hansestädte Rostock, Wismar, Stralsund, Greifswald und Stettin, die allesamt durch den sich formierenden fürstlichen Territorialstaat beschränkt wurden. In den ostelbischen Gebieten setzte eine Refeudalisierung ein, in deren Folge die Städte immer mehr ihre Autonomie gegenüber den Fürsten verloren. Der hanseatischen Binnenstadt Berlin zum Beispiel wurde seit der Mitte des 15. Jahrhunderts die Teilnahme an den Hansetagen verboten. Trotzdem konnten die Häfen die Verluste aus dem älteren Hansehandel zumindest teilweise ausgleichen. Vor allem Stralsund gelang der Übergang vom mittelalterlichen Privilegiensystem zum neuen Modell von Handelsbeziehungen auf der Grundlage der Gleichberechtigung der Partner. Im Osten hatte sich Danzig seit dem Ende des 14. Jahrhunderts immer mehr zur Metropole entwickelt und im späten 16. und im 17. Jahrhundert die absolute Dominanz im Ostseehandel erreicht. Im 16. und in der ersten Hälfte des 17. Jahrhunderts wickelte Danzig allein 75 Prozent des polnischen Außenhandels ab. In diesem Zeitraum betrug der Anteil Danzigs am Getreideexport aus dem Ostseeraum mehr als 60 Prozent. Nach 1650 musste der Ort aber deutliche Einbußen im Handel hinzunehmen. Bis 1700 verlor der Hafen zwei Drittel des Seehandels, den Danzig um 1600 erzielt hatte. Die Hauptursache hierin war der englische Getreideexport, der die Nachfrage nach englischem Kornexport zurückgehen ließ.
Auch Auseinandersetzungen zwischen Danzig und Polen hatten eine große Bedeutung. Elbing, das bis in die 1370er Jahre unter den preußischen Städten die beherrschende Stellung im Großhandel zur See hatte, verfolgte eine eigene Handelspolitik. König Stephan Bathory übertrug Elbing den bisher von Danzig innegehabten Stapel für alle von Polen seewärts zu übersendenden Waren. Elbing erlaubte in der Konkurrenzsituation zu Danzig 1579 die Niederlassung der englischen Eastland Company, die diese Stadt zu ihrem einzigen Handelsplatz in Preußen erklärte. Der mit dem Elbinger Rat vereinbarte Vertrag sicherte ihr außer dem Recht des freien Großhandels eine privilegierte Fremdenkolonie mit weitgehender Selbstverwaltung ihrer inneren Angelegenheiten und eine ganze Reihe weiterer Vorteile. Erst 1628 gelang es den Danziger und preußischen Landboten, König und Reichstag von Polen zur Aufhebung der englischen Handelssozietät in Elbing zu bewegen.
Seitdem stand der Handel mit England und Schottland für diese Stadt an erster Stelle, und im ausgehenden 16. und beginnenden 17. Jahrhundert segelte mehr als die Hälfte aller Schiffe Elbings nach England. Sofort entstand in Elbing eine blühende englische Handelsniederlassung. Die hansischen Vertreter zogen im Kampf gegen die Engländer alle Register und versuchten von Kaiser und Reichstag eine Ausweisung der Engländer aus dem Reich zu erlangen. Der Kaiser genehmigte das Votum des Reichshofrats, und am 1. August 1597 wurde das Mandat, das die Merchant Adventurers vom Boden des Reiches verwies, unterzeichnet.
Einen Konjunkturaufschwung erlebten die teilweise mit Deutschen besiedelten Städte Riga und Narwa, weil sie in erster Linie Rohstoffe für den Schiffsbau ausführten.

#### Vorherrschaft der Niederländer im Ostseehandel (1550–1700)

Niederländische Schiffe ankern vor einer befestigen skandinavischen Stadt, Adam Willaerts, 1625

Der Dänisch-Hanseatische Krieg von 1509 bis 1512 führte dazu, dass die Hanse die Herrschaft des dänischen Königs über die Schlüsselposition der Ostsee, den Öresund, anerkennen und den Niederländern den Zugang zur Ostsee gewähren lassen musste. Holländer und Seeländer fungierten mehr und mehr als die Nachfolger der Hanse und als neue gewichtige Vermittler zwischen der Ost- und Nordsee.
Durch das erfolglose Eingreifen Lübecks in der Grafenfehde 1534 bis 1536 verlor die Stadt endgültig ihren politischen und wirtschaftlichen Rückhalt im Ostseeraum und die Position einer nordischen Macht. Der weitere Zerfall des Deutschen Ordensstaates in den folgenden Jahrzehnten hinterließ ein Machtvakuum und führte zu politischer Instabilität und Kriegen. Auch die Kalmarer Union endete. Der Untergang der mittelalterlichen Mächte vollzog sich als Begleiterscheinung großer Umwälzungen des gesamten europäischen Systems.
Auf dem Reichstage zu Speyer 1544 kam es zum Frieden zu Speyer. Darin verbriefte die dänische Krone Karl V. für seine niederländischen Untertanen die Freiheit der Sunddurchfahrt. Damit war der Zugang der Niederländer zur Ostsee gesetzlich garantiert. Sie drangen jetzt auch verstärkt in den dänischen Wirtschaftsraum ein, der vorher einen Grundpfeiler der hansischen Vormachtstellung dargestellt hatte. Seit der zweiten Hälfte des 16. Jahrhunderts war nur noch die wendische Städtegruppe der Hanse mit dem Lübischen Quartier der Hanse im Kern erhalten geblieben. Nur diese kleinere Gruppe verfolgte weiter eine einheitliche Handelspolitik. Die absolute Vorherrschaft im Ostseehandel war an die Niederlande übergegangen. Im Vergleich zum niederländischen Handelsausmaß nahm der englisch-schottische Handel im Ostseehandel einen relativ kleinen Anteil ein. Der Ostseehandel spielte für den englischen Handel insgesamt nur eine untergeordnete Rolle. Das Ziel der englischen Kaufleute war darauf beschränkt, der Hanse die englische Tuchausfuhr aus der Hand zu nehmen, um selbst die Handelsprofite zu erzielen. Dänemark und Norwegen steigerten sukzessive ihren Eigenanteil am Ostseehandel dieser Zeit. Die Direktverbindungen Schwedens mit den Niederlanden blieb in der Hansezeit gering, da Schweden die von den Niederländern begehrten Waren nicht in größerem Umfang lieferte. Die Hauptströme des schwedischen Außenhandels gingen bis in die Zeit Gustav II. Adolfs vom schwedischen Handelszentrum Stockholm nach Lübeck und Danzig. Sie passierten daher nicht den Sund, sondern verliefen innerhalb der Ostsee.
| Zeitraum  | Niederlande | Lübisches Quartier | England | Schottland | Dänemark | Norwegen |
| --------- | ----------- | ------------------ | ------- | ---------- | -------- | -------- |
| 1560–1564 | 09.043      | 2.258              | 0.331   | 336        | 0.181    | 088      |
| 1565–1569 | 12.395      | 1.518              | 0.567   | 332        | 0.450    | 057      |
| 1575–1579 | 10.307      | 3.542              | 1.036   | 707        | 1.268    | 164      |
| 1580–1584 | 13.133      | 4.019              | 0.790   | 336        | 1.922    | 143      |
| 1585–1589 | 12.735      | 4.946              | 1.274   | 572        | 2.067    | 327      |
| 1590–1594 | 15.769      | 4.371              | 0.734   | 503        | 1.577    | 289      |
| 1595–1599 | 16.980      | 3.974              | 1.063   | 827        | 1.945    | 386      |

Die gesamte hanseatische Handelsflotte zählte Ende des 15. Jahrhunderts 1000 Schiffe und ihre Tragfähigkeit betrug 60.000 Bruttoregistertonnen. Ende des 16. Jahrhunderts war die Gesamttonnage der Hanse bereits auf 110.000 Tonnen angestiegen. 100 Jahre später war die Flotte geschrumpft. Die Niederländische Handelsflotte war zu Ende des 15. Jahrhunderts genauso groß wie hanseatische Flotte mit rund 60.000 Tonnen. Ihre Gesamttonnage stieg aber schneller an als die hanseatische; sie betrug Ende des 16. Jahrhunderts bereits 232.000 Tonnen und war damit mehr als zweimal so groß wie die hanseatische Flotte. 1670 zählte die niederländische Flotte 3510 Schiffe mit 600.000 Tonnen Traglast. Von diesen 3510 Schiffen entfielen noch 735 Schiffe auf den Ostseehandel. Diese hatten eine Traglast von 200.000 Tonnen; also befuhr rund ein Drittel der Flotte (nach Tonnage) vorrangig die Ostsee.
Getreide ging im 17. Jahrhundert wegen des anhaltenden Preisverfalls auch insgesamt am Anteil des Ostseehandels zurück.
Entsprechend der europäischen Entwicklung versuchten das Kurfürstentum Brandenburg (Brandenburgisch-Afrikanische Compagnie) und Kurland (Kurländische Handelskompagnie) durch Aufbau eigener Handelskompanien am Transatlantischen Handel teilzunehmen. Ausgerichtet auf den ostseeexternen Handel, konnten sie wie auch die Schwedische Ostindien-Kompanie keine nennenswerte Wirkung auf den internen Ostseehandel entfalten. Brandenburg-Preußen fokussierte sich nach 1700 stärker auf die Binnenentwicklung und vertraute darauf, die notwendigen seeseitigen Importwaren über die Hansestädte abwickeln zu können.
Im 16. Jahrhundert entwickelten niederländische Schiffskonstrukteure mit der Fleute einen neuen Schiffstypus. Ein solches Schiff war vier- bis sechsmal so lang und breit wie bisherige Schiffstypen der Ostsee und konnte daher mehr Ladung aufnehmen als alle anderen bekannten Modelle. Zudem benötigte es weitaus weniger Besatzungsmitglieder als andere Schiffe. Dadurch konnten die Niederländer die gesamte Konkurrenz im Ostseeraum hinter sich lassen. Der Ostseehandel, der das Rückgrat des niederländischen Wirtschaftswunders bildete, wurde von den Zeitgenossen als „moedercommercie“ („Mutter aller Commercien“) bezeichnet.
In den 1580er Jahren wurde ungefähr die Hälfte der Danziger Im- und Exporte über niederländische Schiffe abgewickelt. Der Anteil stieg später noch weiter auf 60 bis 70 Prozent an.
Als Oostland wird in den niederländischen Quellen dieser Zeit die Interessensphäre des niederländischen Handels definiert. Der Ablauf des Waffenstillstands mit Spanien 1621 brachte eine schwere Krise für den niederländischen Ostseehandel mit Getreide. Wallenstein erließ im November 1621 ein Ausfuhrverbot, um den holländischen Ostseehandel zu vernichten. Die Hansestädte folgten dem aber nicht. Die Waren aus Indien, mit denen die Holländer das Getreide bezahlten, nahmen mit der Zeit zu. Dies führte zu Preisminderungen, und der Ostseehandel ging insgesamt zurück.
Neben dem Getreide, das an der südlichen Ostseeküste vor allem in Danzig gekauft wurde, wurden ebenso Schießpulver, Eichen, Masten, Stahl, Leinwand in Danzig erworben, aus Pommern und Preußen wurde Pottasche, Schiffsholz, Teer, Pech, Flachs und Wolle importiert. Königsberg und Riga, Reval, Narva verkauften vornehmlich Flachs und Hanf. Schweden erzeugte Fichten- und Tannenbretter, Masten, Harz, Steinkohlenteer, Holzteer (Schiffspech), Eisen, rotes Kupfer. 1617 erhielt Schweden die Erlaubnis, in den Generalstaaten Geld zu erheben, gegen Verpfändung der königlichen Kupferminen. Lodewijk de Geer war der Hauptgeber der Anleihegelder. Die Niederländer betätigten sich in der Folgezeit auch als Pächter der Erzminen in Schweden.
Etwa 300 bis 500 Schiffe der Holländer wurden in dieser Zeit für den Ostseehandel verwendet. Ein Schiff hatte etwa eine Besatzung von 14 Mann, die Tonnage lag bei 200 bis 400 Tonnen. Um die Kriegskosten bewältigen zu können, erhob der schwedische König Gustav II. Adolf in den von Schweden besetzten Ostseehäfen Zölle. Dies betraf Pillau, Memel und Danzig. Das Holz wurde ebenso wie die Nebenprodukte Pech, Teer und Asche für den Schiffbau und die gewerbliche Produktion genutzt. Die Heringsverarbeitung benötigte in großen Mengen vorfabrizierte Fassdauben, das sogenannte Klappholz aus dem Ostseeraum, während die Seifensieder Hauptabnehmer der Danziger und Königsberger Asche waren. Das importierte Getreide sicherte weiterhin die Ernährung der heimischen Bevölkerung.
Für den Ostseehandel konstituierte sich zu Beginn des 18. Jahrhunderts ein Direktorium, das aus drei Kaufleuten und drei Reedern bestand und die Republik der Sieben Vereinigten Provinzen in Sachen Ostseehandel und -schifffahrt beriet. Daneben vertrat ein Direktorium des Moskowitischen Handels die Russlandhändler. In England etablierten sich bereits im 16. Jahrhundert vergleichbare Strukturen. Dort widmete sich die 1579 gegründete Eastland Company (Merchants of Eastland) dem Ostseeraum und die Muscovy Company seit 1555 Russland, das sie über das Weiße Meer zu erreichen suchte.
Niederländische Politiker, wie Johan de Witt, Coenraad van Beuningen im 17. Jahrhundert und Anthonie Heinsius während des Großen Nordischen Krieges entsandten zum Schutz der eigenen Handelsinteressen Kriegsschiffe in die Ostsee.

#### Entwicklung des schwedischen Handels im 17. Jahrhundert
Nachdem der Dreißigjährige Krieg die Eisenlieferungen aus Norddeutschland unterbrochen hatte, blieb Schweden der größte und für die Niederlande und England am bequemsten zu erreichende europäische Eisenlieferant. Schweden trat zwar als Handelskonkurrent zu den Niederlanden auf, doch die Niederlande waren auf die Eisenimporte angewiesen und unterstützten ebenso wie England die schwedische Großmachtstellung.
Der schwedische Handel wurde im 17. Jahrhundert nur zu einem geringen Teil von Schweden selbst organisiert. Der Transport schwedischer Waren war Sache der Abnehmer. Diese waren vornehmlich Engländer und Niederländer, die die Rohstoffe vor Ort erwarben. Schwedens Handelsflotte war zu klein, um den beiden Großhandelsstaaten Konkurrenz zu machen. Mit dem Warentransport konnte die Exportnation Schweden daher auf Dauer keinen Gewinn machen. Sie verfügte allein über die Umschlagplätze. Hierzu richtete der Staat in der zweiten Hälfte des 16. Jahrhunderts königliche Warenhäuser ein, in denen die Einkünfte der Krone in Form von Eisen, Kupfer, Butter, Lachs und Häuten gestapelt wurden, um sie gegen Importwaren einzutauschen. Auf diese Weise wurde der Handel auf wenige Plätze im Reich konzentriert und so unter Kontrolle des Staates gehalten, mit dem Ziel der Einnahmemaximierung. In den großen Ausfuhrhäfen des schwedischen Reiches dominierten vor allem englische und niederländische Schiffe. Schweden fokussierte sich weiter auf die Kontrolle wichtiger Handelsknotenpunkte. Das Schwedische Reich sollte als Zwischenhändlerimperium fungieren, wozu die wichtigen Hafenstädte an den Mündungen der großen Ostseezuflüsse gesichert werden mussten, damit das Hinterland unter Kontrolle gehalten werden konnte. Gegenüber Dänemark trotzte Schweden die Befreiung vom Sundzoll ab. Der schwedische Staat verfolgte zeitgemäß eine merkantilistische Handelspolitik. Er richtete 1651 das bis heute fortbestehende Kommerzkollegium für den Handel, die Handelseefahrt und einige weitere Aufgaben ein. Trotzdem war der schwedische Staat am Ostseehandel insgesamt weniger beteiligt als die Engländer und die Niederländer. Der Schwerpunkt der schwedischen Handelskontrolle im Ostseeraum war die Zollpolitik gegenüber den Fernhandel treibenden Küstenstädten innerhalb des Reiches. Der Staat baute ein einheitliches Zollsystem auf und strebte eine maximale Ausbeute fremden Handelskapitals an. Eine typische Erscheinung des schwedischen Merkantilismus war die Gründung von Handelskompanien nach englischem und niederländischem Vorbild.

### Ostseehandel im Zeitalter der Aufklärung

#### Aufstieg Russlands zum bedeutendsten Export- und Importmarkt
| Jahr | Schiffspassagen |
| ---- | --------------- |
| 1634 | 1444            |
| 1635 | 4499            |
| 1636 | 4066            |
| 1637 | 3560            |
| 1638 | 3443            |
| 1639 | 3117            |
| 1640 | 3540            |
| 1641 | 4296            |
| 1642 | 4159            |
| 1643 | 4301            |
| 1644 | 2844            |
| 1645 | 875             |
| 1646 | 3450            |
| 1647 | 3514            |
| 1648 | 3630            |
| 1649 | 4647            |
| 1650 | 4411            |
| 1651 | 3437            |
| 1652 | 2779            |
| 1653 | 2248            |
| 1654 | 3459            |
| 1655 | 3208            |
| 1656 | 2689            |
| 1657 | 1855            |
| 1658 | 1405            |
| 1659 | 30              |
| 1660 | 1481            |
| 1661 | 2108            |
| 1662 | 2367            |
| 1663 | 2542            |
| 1664 | 2474            |
| 1665 | 1439            |
| 1666 | 1982            |
| 1667 | 2113            |
| 1668 | 3835            |
| 1669 | 3855            |
| 1670 | 3423            |
| 1671 | 3200            |
| 1672 | 1760            |
| 1673 | 1926            |
| 1674 | 3075            |
| 1675 | 2607            |
| 1676 | 2124            |
| 1677 | 2339            |
| 1678 | 2252            |
| 1679 | 2930            |
| 1680 | 3506            |
| 1681 | 3820            |
| 1682 | 3989            |
| 1683 | 4366            |
| 1684 | 4257            |
| 1685 | 4151            |
| 1686 | 4342            |
| 1687 | 4272            |
| 1688 | 4292            |
| 1689 | 3401            |
| 1690 | 3191            |
| 1691 | 3510            |
| 1692 | 4004            |
| 1693 | 4668            |
| 1694 | 3947            |
| 1695 | 3673            |
| 1696 | 2798            |
| 1697 | 2682            |
| 1698 | 4079            |
| 1699 | 4200            |
| 1700 | 2865            |
| 1701 | 3191            |
| 1702 | 2825            |
| 1703 | 2407            |
| 1704 | 2962            |
| 1705 | 2811            |
| 1706 | 2876            |
| 1707 | 2564            |
| 1708 | 2652            |
| 1709 | 2301            |
| 1710 | 1409            |
| 1711 | 1582            |
| 1712 | 1615            |
| 1713 | 2296            |
| 1714 | 2473            |
| 1715 | 1558            |
| 1716 | 1238            |
| 1717 | 1084            |
| 1718 | 1307            |
| 1719 | 1935            |
| 1720 | 2403            |
| 1721 | 2377            |
| 1722 | 3303            |
| 1723 | 3239            |
| 1724 | 3479            |
| 1725 | 4148            |
| 1726 | 4151            |
| 1727 | 3322            |
| 1728 | 3714            |
| 1729 | 5242            |
| 1730 | 4847            |
| 1731 | 4393            |
| 1732 | 4287            |
| 1733 | 3567            |
| 1734 | 4257            |
| 1735 | 4194            |
| 1736 | 3551            |
| 1737 | 3780            |
| 1738 | 4249            |
| 1739 | 4392            |
| 1740 | 5370            |
| 1741 | 4840            |
| 1742 | 4192            |
| 1743 | 4068            |
| 1744 | 3948            |
| 1745 | 3418            |
| 1746 | 3706            |
| 1747 | 3936            |
| 1748 | 3838            |
| 1749 | 4669            |
| 1750 | 5024            |
| 1751 | 5486            |
| 1752 | 6057            |
| 1753 | 5415            |
| 1754 | 5923            |
| 1755 | 5703            |
| 1756 | 4954            |
| 1757 | 4646            |
| 1758 | 4698            |
| 1759 | 4790            |
| 1760 | 5063            |
| 1761 | 5036            |
| 1762 | 5191            |
| 1763 | 6246            |
| 1764 | 6196            |
| 1765 | 6399            |
| 1766 | 6241            |
| 1767 | 6589            |
| 1768 | 6944            |
| 1769 | 7505            |
| 1770 | 7753            |
| 1771 | 6824            |
| 1772 | 7519            |
| 1773 | 7571            |
| 1774 | 8088            |
| 1775 | 8397            |
| 1776 | 7503            |
| 1777 | 9091            |
| 1778 | 8511            |
| 1779 | 8294            |
| 1780 | 8329            |
| 1781 | 8390            |
| 1782 | 8499            |
| 1783 | 11297           |
| 1784 | 10991           |
| 1785 | 10275           |
| 1786 | 9027            |
| 1787 | 9766            |
| 1788 | 9260            |
| 1789 | 8854            |
| 1790 | 9743            |
| 1791 | 10464           |
| 1792 | 12120           |
| 1793 | 9930            |
| 1794 | 10517           |
| 1795 | 7969            |
| 1796 | 12150           |
| 1797 | 9776            |
| 1798 | 9585            |
| 1799 | 7868            |

Der Ausbruch des Großen Nordischen Krieges um 1700 hatte nachhaltige negative Folgen für die Wirtschaftskonjunktur im Ostseeraum. Der Rückgang des Ostseehandels, der sich, mit gewissen Schwankungen, bis in das zweite und dritte Jahrzehnt des 18. Jahrhunderts fortsetzte, folgte der europäischen Konjunkturlage. Die Königsberger Kaufleute besaßen im Jahr 1704 kein einziges eigenes Schiff mehr. Die alten Verkehrsbeziehungen brachen vollständig ab. Indizien zeigen einen Zusammenhang zur kriegsbedingten niedergehenden Ostseekonjunktur. Vor allem 1709 und 1710 wurde die Getreideausfuhr aufgrund der von der Großen Pest verseuchten Ostseehäfen gesperrt. Dänemark und Schweden machten 1720 in der Präambel des Frederiksborger Vertrags auf den vorangegangenen großen Schaden für den Handel in der Ostsee aufmerksam. Schwedische Schiffe mussten fortan wieder Sundzoll zahlen und durften weiterhin Getreide in den baltischen Häfen kaufen.

Peter I. in Holland als Lehrling im Schiffbau

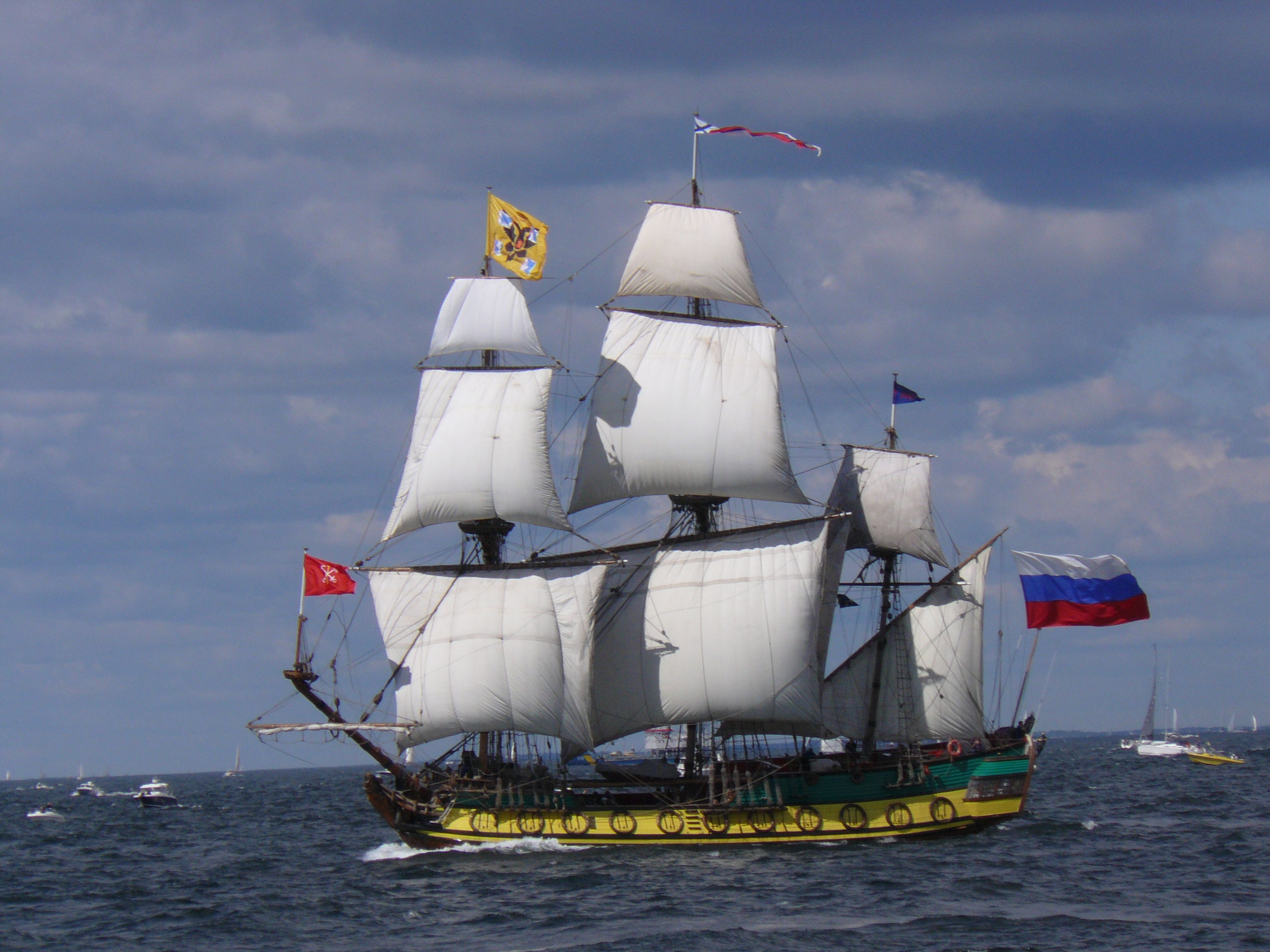
Um 1700 tauchte schlagartig und umfassend Russland als neuer Akteur in der Ostsee auf – hier der Nachbau der Shtandart, 2007 vor der polnischen Küste

Die erste Reise Zar Peters I. in den Westen, die Große Gesandtschaft, brachte den russischen Herrscherkreis in näheren Kontakt mit dem niederländischen Schiffbau. Der russische Zar erlernte dort beim Schiffbauer Gerrit Claesz Pool das Handwerk des Zimmermanns. Der auf diese Weise vermittelte Wissenstransfer wurde in der Folgezeit intensiviert, Experten und Fachleute aus dem Westen nach Russland angeheuert. Russland erbaute in wenigen Jahren eine russische Kriegsflotte, die es mit der bestimmenden schwedischen Kriegsflotte aufnehmen konnte.
Ab 1720 folgte eine neue Handelsblüte im Ostseehandel, angeschoben durch Russland, das als Kriegssieger die beherrschende Stellung im Ostseeraum von Schweden übernahm. Die Zahl der Handelsschiffe in der Ostsee wuchs nach 1720 kontinuierlich trotz der Kriege. Der Boom hatte eine doppelte Basis, teils ein allgemeines Wachstum der Weltwirtschaft, teils Kriege. Das Wirtschaftswachstum führte zu einer zunehmenden Arbeitsteilung zwischen den einzelnen europäischen Regionen, und der Wohlstand erhöhte auch die Nachfrage nach Konsumgütern aus Übersee. Das in der Kriegszeit gegründete Petersburg entwickelte sich als russisches „Fenster zum Westen“ in der Folgezeit kräftig. Die Förderung Sankt Petersburgs vollzog sich unter der Opferung des Außenhandelsplatzes Archangelsk, worüber bis dahin große Teile des russischen Handels mit dem Westen abgewickelt worden waren. Ein Edikt Zar Peters I. von 1713 lenkte die russischen Warenströme fortan nach Petersburg.
Da Russland zwar eine starke Kriegsmarine besaß, aber keine eigene Handelsflotte aufgebaut hatte, blieb es auf englische Schiffe angewiesen, die die russischen Waren in den Westen transportierten und im Gegenzug englische Textilien und Kolonialwaren nach Russland einführten.
Russlands Schutzzölle waren akzeptabel, Handelsverbote wurden westlichen Kaufleuten nicht auferlegt. Die russische Kaufkraft stieg deutlich an. Nach dem Niedergang von Danzig als Handelszentrum wurde Russland Großabnehmer von Kolonialwaren.
Eisen gewann im 18. Jahrhundert immer mehr an Bedeutung im Ostseehandel. Seit den 1730er Jahren erschien mit Sankt Petersburg als bedeutendem Eisenexporteur ein starker Handelskonkurrent zu Schweden. Seit den 1760er Jahren waren die russischen Eisenexporte den schwedischen, die nahezu im gesamten 18. Jahrhundert stabil blieben, deutlich überlegen. Besonders für England war der Eisenhandel mit Russland wichtig. Den Ostseehandel beherrschte im 18. Jahrhundert Russland. Daneben waren Segeltuch und Juchten (Rindsleder) typisch russische Produkte. Diese Waren wurden über Petersburg–Lübeck–Hamburg nach Westeuropa vertrieben und bildeten eine der Hauptkomponenten des russischen Außenhandels der Frühen Neuzeit, obwohl die Bedeutung im russischen Außenhandel im 18. Jahrhundert sank. Hanf wurde vornehmlich über Sankt Petersburg, Riga, Libau und Königsberg nach Riga importiert. Bei der Flachszufuhr hatten die baltischen Häfen den Vorrang. Die meiste Menge an Leinsaat, die Lübeck vor allem aus Riga und Libau beschaffte, zog Hamburg an sich.

#### Ersetzung der Niederländer als vorherrschende Transportdienstleister durch Briten und Dänen
Die Kriege zwischen den großen Seemächten führten zu einer Transportlücke, die neutrale Staaten wie Dänemark ausnutzen konnten. Dessen „florissanter“ Handel blühte in der Hauptstadt Kopenhagen und in den Provinzstädten. Als neutrale Macht konnte Dänemark während des Amerikanischen Unabhängigkeitskriegs ungehindert seinen Geschäften nachgehen und eine Nische aufbauen. Die Dänen bezogen mittels der Dänischen Asiatischen Kompanie ebenso chinesischen Tee aus Kanton, der dann über Kopenhagen nach Lübeck und anderen Ostseehäfen verschifft wurde. Gleiches gilt für den Handel mit Kattun, einem baumwollenen Stoff aus Indien. Nach 1790 versiegte dieser Produkthandel wieder.
Schwedische Schiffe übernahmen den Holz- und Waldwarentransport aus dem Ostseeraum nach Großbritannien. Der Ostseehandel mit den Niederlanden blieb bedeutsam und Amsterdam dominierte als Bestimmungshafen für den ostseeexternen Handel vor allen anderen westeuropäischen Häfen.
Die durch den Sund auf Schiffen aus den Niederlanden exportierten Mengen hatten in den Jahren 1681–1690 ihren Höhepunkt mit 373.000 Last Roggen und 164.000 Last Weizen erreicht. Diese Menge ging im Jahrzehnt 1741 bis 1750 bis auf 90.000 bzw. 52.000 Last zurück. Eine Erklärung dafür liefert der Rückgang des niederländischen Gesamthandels in diesem Zeitraum. In absoluten Zahlen konnte dieser zwar um 1750 im Vergleich zur Klimax um 1690 stabil gehalten werden; doch im relativen Verhältnis machte der niederländische Handel im Welthandel einen deutlich geringeren Anteil aus. Die Briten konnten auch in der Ostsee die Niederländer verdrängen und den russischen Warentransport fest an sich reißen. Die Niederländer hielten mit der britischen Tonnageexpansion nicht mehr mit.
Ende des 18. Jahrhunderts verringerte sich der niederländische Ostseehandel, insbesondere der Handelsverkehr mit Russland, infolge der steigenden Teilnahme Großbritanniens und der skandinavischen Länder bedeutend. Der zwischen 1780 und 1783 geführte Seekrieg mit Großbritannien untergrub vollends die Handelsmacht der Niederlande.
Der britische Ostseehandel hatte von 1700 bis 1720 einen Anteil von 10 bis 12 Prozent am gesamten britischen Import. Britische Händler gehörten nun nach den Holländern zur bedeutendsten Handelsnation im Ostseehandel. Ihr relativer Anteil am Gesamthandel stieg das gesamte 18. Jahrhundert über an. Das Monopol, das die Eastland Company in einigen Regionen der Ostsee hatte, hielt sie nur bis in die 1670er Jahre aufrecht. Seit 1672 wurde Händlern der Zugang zu dieser Gesellschaft vereinfacht ermöglicht. Das Gleiche vollzog sich in 1699 in der Muscovy Company, das innerhalb seines monopolisierten Handelsgebiets den Zugang für fremde Händler öffnete. Briten handelten neben Sankt Petersburg regelmäßig mit Danzig und Stockholm und Riga aber britische Schiffe suchten darüber hinaus auch viele weitere Ostseehäfen auf. Der Britische Handel fokussierte sich auf den Export von Kolonialwaren und Ostindischen Waren und importierten im Gegenzug Eisen, Kupfer, Holz- und Waldprodukte, Terpentin, Teer, Pech, Hanf und Flachs. Die schifffahrtsbezogenen Rohstoffe waren für die britische Schiffbauindustrie als auch die Royal Navy grundlegend bedeutend. Britische Versuche sich dieser Produkte durch An- und Ausbau der Produktion in den 13 Kolonien zu bedienen wurden zwar unternommen, doch war die Qualität der Ostseeprodukte denen der Kolonien weit überlegen. Die britische Handelsbilanz mit der Ostsee war negativ und das Verhältnis von britischem Import zu Export betrug wertmäßig etwa 2:1. Folglich mussten britische Händler mit in London erworbenen Banknoten bezahlen oder bei Niederländischen Händlern, die wiederum eine positive Handelsbilanz mit der Ostsee aufwiesen, Wertpapiere zeichnen lassen, um die Waren vor Ort begleichen zu können.
Die Briten reagierten negativ auf den russischen expansiven Großmachtkurs in Nordeuropa. Die Briten sandten daher mehr als einmal die Royal Navy in die Ostsee um die bedrängten Schweden gegen russische Angriffe auf schwedisches Festland zu beschützen. Dazu versuchten sie eine europäische proschwedische Koalition gegen Russland zu formen. Als schwedische Kaperer den Handel in der Ostsee zu stören begannen, formten die Briten Konvois, die von Schiffen der Royal Navy beschützt wurden.
Die Südseeblase von 1720 hatte zwar Einbrüche in der europäischen Wirtschaft zur Folge, verringerte aber den Ostseehandel nur kurzzeitig.

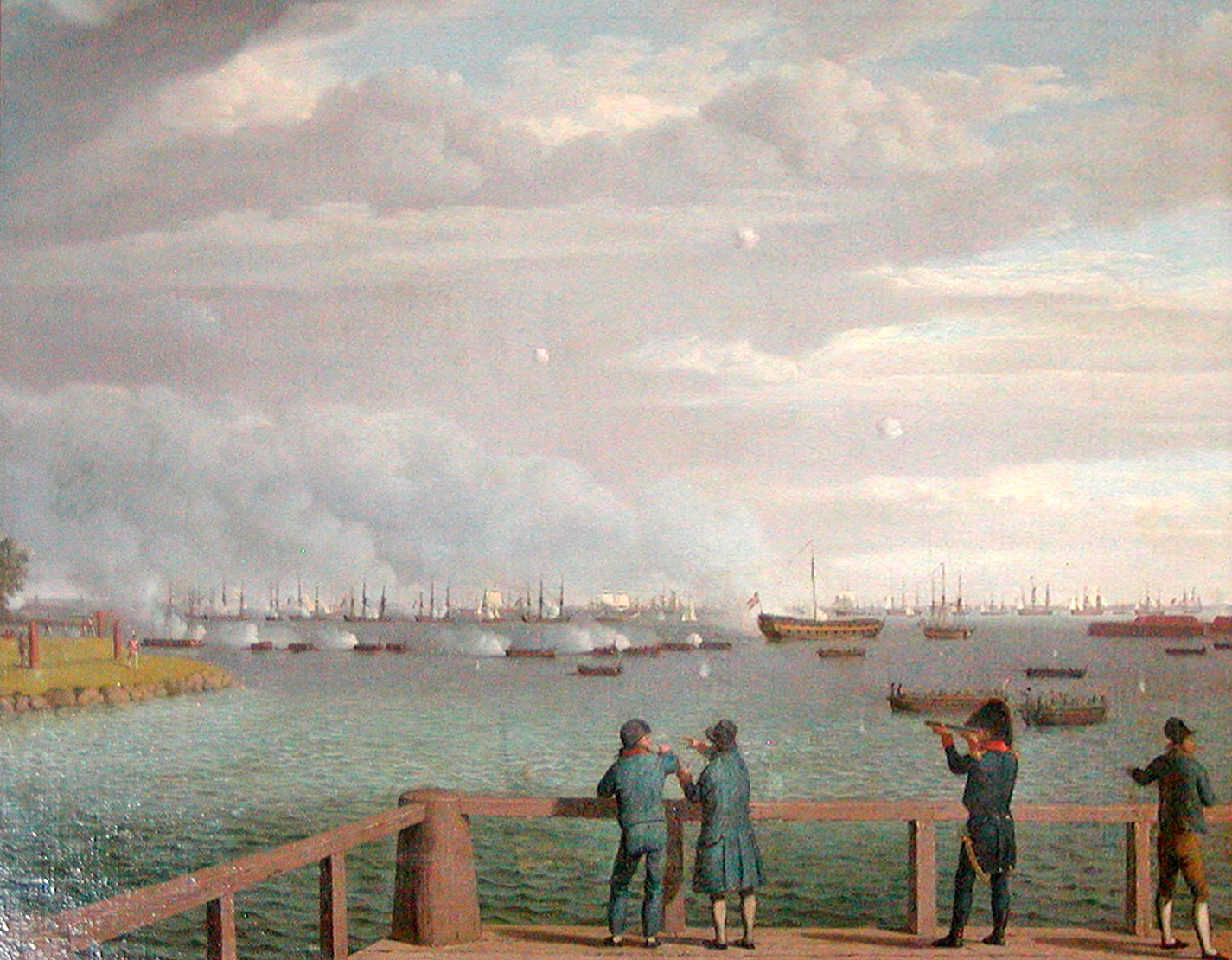
Die Royal Navy vor Kopenhagen 1807

Seit den 1740er Jahren versuchten die Ostseeanrainer die Ostsee durch wechselseitige Verträge in ein Mare Pacificum zu verwandeln. Die Einigungspolitik wurde von Großbritannien durchkreuzt, da es fürchtete das eine zu friedliche Ostsee ihren Ostseehandel stören könnte und sie ihre Stellung als mitführende Handelsnation verlieren würden. Um sie zu erhalten, führten die Briten eine Politik des Divide et impera und eine daraus abgeleitete Konzeption des Balance of Power. Die Beziehungen Russlands und Großbritanniens verschlechterten sich in den 1780er Jahren. Zwischen den beiden Großmächten konnten die kleineren Staaten des Ostseeraums nur versuchen zu lavieren. Dänemark und Schweden erklärten ihre bewaffnete Neutralität. Durch weitere internationale Verwicklungen geriet Dänemark in den Strudel der Großmachtpolitik mit dem Ergebnis, das 1801 eine britische Flotte vor Kopenhagen erschien und die Schlacht von der Reede anzettelte. Die Situation wiederholte sich 1807 erneut, Kopenhagen wurde durch Britische Schiffe bombardiert. Im Ergebnis wurde Dänemark wirtschaftlich geschwächt. Großbritannien hatte im Rahmen seiner Balance of Power sein Handelsinteresse im Ostseeraum durchsetzen und weiter konsolidieren können. Es galt als Sieger der nachnapoleonischen Epoche im Ostseeraum.

#### Kolonialwarenhandel statt Getreidehandel
Seit der zweiten Hälfte des 17. Jahrhunderts ging die Getreidezufuhr aus dem Ostseeraum nach Westeuropa deutlich zurück; diese Tendenz setzte sich in der ersten Hälfte des 18. Jahrhunderts fort. Sie wurde verursacht durch eine stagnierende Bevölkerungsentwicklung und die Zunahme eigener Getreideproduktion in Westeuropa.

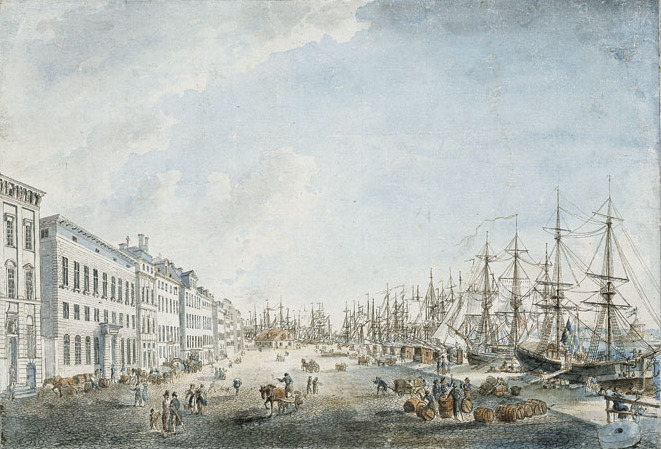
Skeppsbron, Stockholm, 1790er Jahre

Insbesondere der Handel mit Zucker über Hamburg gewann im Ostseehandel an Bedeutung. Zu den Kolonialwaren zählten neben Zucker (meist über Hamburg raffinierter Zucker) und Sirup Reis, der auch amerikanischer oder italienischer Herkunft sein konnte, Farbhölzer, Tabak, Kaffee, Indigo, Ingwer und Pfeffer allerdings in viel kleineren Mengen.
Vor allem bei der Lieferung der ost- und westindischen Waren spielte neben Lübeck auch Kiel eine Rolle. Der Kolonialwarenhandel war auch der führende Sektor des dänischen Handels mit Lübeck, dessen Höhepunkt 1783 erreicht wurde (1765: 934 Tausend Pfund Zuckerlieferung von Kopenhagen nach Lübeck). Kopenhagen wurde der größte Verteiler von Zucker im Ostseeraum. Der Sundverkehr wurde im 18. Jahrhundert trotz der Zollbelastung für Zucker zunehmend genutzt.
Insgesamt nahmen im 18. Jahrhundert 82 Ostseestädte am Fernhandel außerhalb der Ostsee teil. Davon waren aber nur 24 Städte regelmäßige Handelsorte, während 11 Städte nur zu einzelnen Zeitpunkten im Fernhandel aktiv waren. Die Gruppe der aktivsten Häfen blieb zeitweilig konstant. Dies waren Danzig, Riga, Königsberg, Stockholm, Kopenhagen, Lübeck, Sankt Petersburg und Stettin. Die östliche Ostseeküste nahm am Handel an Bedeutung zu. Im Vergleich von 1721 bis 1763 nahm die jährliche Anzahl der Schiffe, die den Sund passierten, von 2781 auf 5267 zu und verdoppelte sich damit.
Beträchtlich waren auch die Handelsmengen von Teer und Pech. Allein Lübeck importierte 1780 8791 Tonnen Teer und Pech aus Schweden, wovon wiederum 62 Prozent nach Hamburg gingen. Die Handelslinie Finnland–Schweden–Lübeck–Hamburg hatte sich neu etabliert. Die zuvorigen Ausfuhrgebiete, das Danziger und Königsberger Hinterland, hatten sich im 17. Jahrhundert durch Ressourcenerschöpfung und Handelszölle marginalisiert. An ihre Stelle waren nun Schweden, Finnland und Livland getreten.
Angeheizt durch eine vom Kolonialhandel profitierende gute Konjunktur in ganz Europa und durch den Bau des Nord- und Ostsee verbindenden Eiderkanals erlebte der Ostseehandel im ausgehenden 18. Jahrhundert, etwa seit 1776, eine neue Blütezeit. Die Blütezeit des 18. Jahrhunderts endete abrupt mit dem Beginn der Napoleonischen Kriege.
Bis dahin hatten die deutschen Ostseehäfen im Vergleich zu den deutschen Nordseehäfen einen größeren Umschlagsverkehr aufzuweisen. 1791 liefen in Bremen und Hamburg insgesamt 1972 Schiffe ein. Demgegenüber passierten allein 3539 Schiffe der deutschen Ostseehäfen den Sund. Fast die Hälfte der Ladungen war für Großbritannien bestimmt. Königsbergs Schiffsverkehr übertraf zu der Zeit den bremischen um das Dreifache, selbst Stettin hatte noch den doppelten Verkehrsumfang gegenüber Bremen aufzuweisen. Der gesamte Sundverkehr betrug in diesem Zeitraum rund 10.000 Schiffe jedes Jahr.

### 19. Jahrhundert
| Jahr | Schiffspassagen |
| ---- | --------------- |
| 1800 | 9213            |
| 1801 | 9083            |
| 1802 | 12250           |
| 1803 | 11688           |
| 1804 | 10742           |
| 1805 | 11892           |
| 1806 | 7386            |
| 1807 | 4233            |
| 1808 | 134             |
| 1809 | 401             |
| 1810 | 2747            |
| 1811 | 2623            |
| 1812 | 2585            |
| 1813 | 2031            |
| 1814 | 7775            |
| 1815 | 8952            |
| 1816 | 8966            |
| 1817 | 13272           |
| 1818 | 12816           |
| 1819 | 10956           |
| 1820 | 11133           |
| 1821 | 9377            |
| 1822 | 8662            |
| 1823 | 9407            |
| 1824 | 10775           |
| 1825 | 13386           |
| 1826 | 11421           |
| 1827 | 13322           |
| 1828 | 13509           |
| 1829 | 13728           |
| 1830 | 13395           |
| 1831 | 13181           |
| 1832 | 12396           |
| 1833 | 11252           |
| 1834 | 10939           |
| 1835 | 10680           |
| 1836 | 12207           |
| 1837 | 13515           |
| 1838 | 14379           |
| 1839 | 16649           |
| 1840 | 16173           |
| 1841 | 15382           |
| 1842 | 14719           |
| 1843 | 15969           |
| 1844 | 18781           |
| 1845 | 17665           |
| 1846 | 20609           |
| 1847 | 23307           |
| 1848 | 18366           |
| 1849 | 20401           |
| 1850 | 20106           |
| 1851 | 21455           |
| 1852 | 19757           |
| 1853 | 24108           |
| 1854 | 19878           |
| 1855 | 18719           |
| 1856 | 23560           |
| 1857 | 1182            |

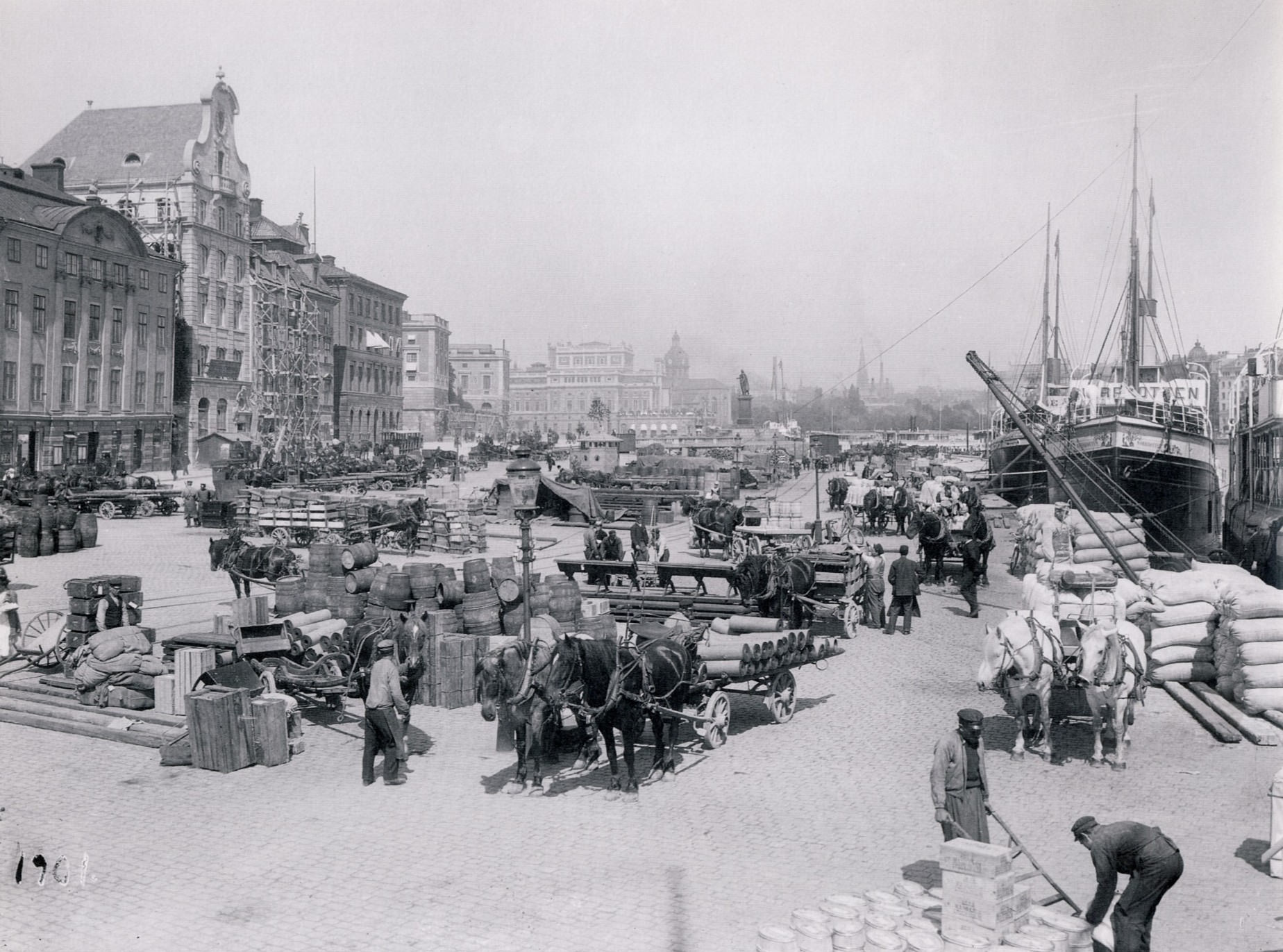
Skeppsbron, Stockholm, 1901

Bis 1835 waren zwei Drittel der deutschen Schiffstonnage in Ostseehäfen beheimatet. Preußen dominierte hier als Handelsmacht und versuchte, die eigene Schifffahrt zu fördern. Im mittleren Drittel des 19. Jahrhunderts stieg der Nordseehandel stärker an als der Ostseehandel, auch wenn der preußische Handel über die Ostsee weiterhin zunahm. Die geografische Nähe der Nordsee zum Transatlantikhandel wirkte sich für die Folgeentwicklung günstiger aus, so dass bis zum Ende des 19. Jahrhunderts die Nordsee den Großteil der atlantischen Handelsbeziehungen auf sich zog. Der Ostseehandel ging in der Bedeutung zurück. Durch den Bau des Nord-Ostsee-Kanals wurde Hamburg der bedeutendste Umschlagshafen des Ostseehandels.
1838 wurden über die russischen Ostseehäfen (primär Sankt Petersburg, sekundär Riga und weitere kleinere Häfen wie Libau, Pernau, Reval, Narva) insgesamt 190 Millionen Rubel exportiert und 170 Millionen Rubel importiert. Das Handelsvolumen betrug folglich 360 Millionen Rubel. Das Gesamthandelsvolumen Russlands betrug 543 Millionen Rubel. Folglich betrug der Anteil des russischen Ostseehandels am Gesamthandel etwa zwei Drittel.
Nach der Reichsgründung 1871 erfolgte keine spezifische Ausrichtung des Deutschen Kaiserreichs auf die Ostsee. Die Ansprüche waren größer, globaler, und für das kleine Binnenmeer vor der eigenen Haustür gab es kaum Aufmerksamkeit.

### 20. Jahrhundert
Russland stand an erster Stelle der Getreidelieferanten Deutschlands. Der Transport vollzog sich überseeisch über die Ostseehäfen. 1890 bezog Deutschland noch 85,3 % seines gesamten Roggenbedarfs aus Russland, 1891 73,5 %, 1892 nur noch 22,5 %. So bedeutete der Rückgang der deutschen Getreideeinfuhr eine weitere Schädigung des deutschen Ostseehandels.
Der für Deutschland wichtige Seehandel zur Einfuhr schwedischen Erzes konnte während des gesamten Ersten Weltkriegs beinahe ungestört weitergehen. Deutschland hatte die Seeherrschaft inne. 1920 entstand der Seedienst Ostpreußen, eine regelmäßige Schiffsverbindung zur Umgehung des Polnischen Korridors, durch den infolge des Versailler Vertrags Ostpreußen zu einer deutschen Exklave geworden war.
Der Ostseehandel erreichte erst Ende der 1920er Jahre wieder das Vorkriegsniveau, wurde dann aber erneut durch die Weltwirtschaftskrise stark in Mitleidenschaft gezogen. Die deutschen Ostseehäfen wurden sowohl durch den Hamburger und Danziger Hafen als auch in Konkurrenz zum Hafen Gdingen marginalisiert.
Im Zweiten Weltkrieg konnten die deutschen Streitkräfte die Sicherheit der Handelsschifffahrt in den ersten Kriegsjahren gewährleisten, auch weil sie die Zugänge der Ostsee seit 1940 kontrollierten. Im Oktober 1944 kam es zur formellen Anerkennung der Ostsee als Kriegsgebiet. Die verbliebenen deutschen Seestreitkräfte wurden zum Schutz der deutschen Häfen und zur Sicherung der Nachschubkonvois für die Ostfront eingesetzt. Später griffen deutsche Kriegsschiffe mit ihrer Bordartillerie auch direkt in die Kämpfe ein. Zivilschiffe wurden für die Evakuierung der deutschen Zivilbevölkerung und kämpfender Einheiten in der Ostsee eingesetzt. Der sowjetische U-Bootkrieg in der Ostsee wurde intensiviert. Die Gustloff wurde mit Tausenden von Zivilisten an Bord torpediert und versenkt.
Vor dem Zusammenbruch der Sowjetunion fuhren lediglich 800 Lastwagen im Monat über die russisch-finnische Grenze. Dieser Austausch erhöhte sich nach 1990 explosionsartig und erreichte 1998 600 Lastwagen täglich. 1988 betrug das Umschlagsniveau der Häfen Lettlands, Litauens und Estlands etwa 135 Millionen Tonnen Güter. Nach einem Einbruch in Folge der Transformation wurde dieses Niveau 1995 wieder erreicht.

### 21. Jahrhundert
| Land                      | 2003 in 1000 t | 2004 in 1000 t | 2005 in 1000 t | Veränderung in % |
| ------------------------- | -------------- | -------------- | -------------- | ---------------- |
| Estland                   | 047.048        | 044.808        | 046.546        | −1,00            |
| Litauen                   | 054.652        | 054.829        | 059.698        | +1,10            |
| Lettland                  | 030.242        | 025.842        | 026.146        | −1,15            |
| Polen                     | 051.020        | 052.272        | 054.769        | +1,07            |
| Finnland                  | 104.439        | 106.524        | 099.577        | −1,00            |
| Schweden gesamt           | 161.454        | 167.350        | 178.122        | +1,00            |
| Norwegen                  | 186.781        | 198.199        | 201.379        | +0,90            |
| Deutschland (Ostseehäfen) | 049.789        | 051.070        | 052.121        | +0,90            |

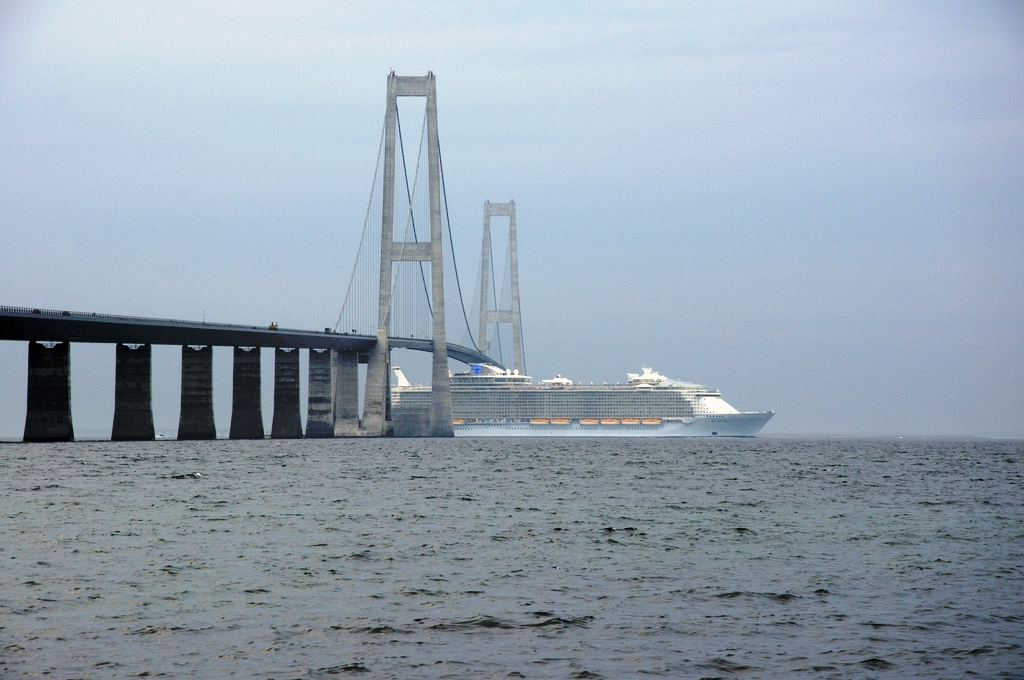
Die Allure of the Seas unter der Storebæltsbroen

Der Grad der Verflechtungen der Volkswirtschaften in und außerhalb des Ostseeraums hat sich erheblich verstärkt. Diverse Kooperationsmodelle führen zu stetig steigenden arbeitsteiligen Prozessen und zur Bildung von Netzwerken in nahezu allen Segmenten der Wirtschaft und Gesellschaft. Bedeutende Kooperationsansätze sind:
- Baltic Sea States Subregional Cooperation
- Baltic Development Forum
- Baltic Sea Forum

Eine sich immer weiter verstärkende innere Ostseekooperation wirkte und wirkt sich positiv auf den Ausbau der Handelsverflechtungen der einzelnen Ostseeökonomien aus. Vermehrten Fokus der Ostseestaaten haben inzwischen die stärkere Verknüpfung von Forschung und Wissenschaft zur Wirtschaft. Es sollen vermehrt Großforschungseinrichtungen im Ostseeraum angesiedelt werden und den Unternehmen damit Zugang zu Spitzenforschungseinrichtungen erleichtert werden.
Im 21. Jahrhundert hat vor allem der Energiehandel stark an Bedeutung zugenommen. Der Bau der Erdgaspipeline Nord Stream und Nord Stream 2 führte zu einer Intensivierung der Austauschbeziehungen zwischen Russland und Deutschland.
Auch die skandinavischen Länder erleben durch die Öffnung nach Osten einen Anstieg des Handelsvolumens mit den Ländern Osteuropas. Die wirtschaftliche Dynamik der baltischen und osteuropäischen Staaten förderte den Ostseehandel. Ein Viertel aller in Hamburg umgeschlagenen Container entfällt auf den Ostsee- und Osteuropahandel. Damit besitzt der Hamburger Hafen die Stellung als Drehscheibe und Vorreiter im Ostseehandel. Durch den Lübecker Hafen samt Containerterminal (CTL) laufen alle Waren, die über Hamburg nach Osteuropa verschickt werden. Der Großteil des Containertransports wird über die Bahnverbindung zwischen Hamburg-Hafen und Lübeck-Siems abgewickelt. Bedeutend auch für den Ostseehandel waren die festen Querungen über den Großen Belt (1997/1998) und der Bau der Öresundbrücke, der Schweden und Dänemark auch per Land verband und bedeutende Passagier- und Güterströme nach sich zog. Das Vorhaben einer festen Fehmarnbeltquerung wäre für den Ostseehandel eine nochmalige bedeutende infrastrukturelle Verbesserung. Bedeutsam war auch der Wegfall des Duty-free-Verkaufs an Bord der Schiffe im Verkehr zwischen den EU-Ländern, der die Reedereien zwang, sich stärker auf den weiter wachsenden Frachtverkehr zu konzentrieren.
Insgesamt ist die Bedeutung deutscher Ostseehäfen im Gesamtkontext des Ostseehandels gering. Auch im Vergleich zu den deutschen Nordseehäfen sind diese umschlagsbezogen deutlich kleiner. Während deutsche Ostseehäfen 2017 54,4 Mio. Tonnen Güter umschlugen (2005: 52,121 Mio. Tonnen), verzeichneten die Nordseehäfen Deutschlands einen Umschlag von 244 Millionen Tonnen Güter im gleichen Jahr.

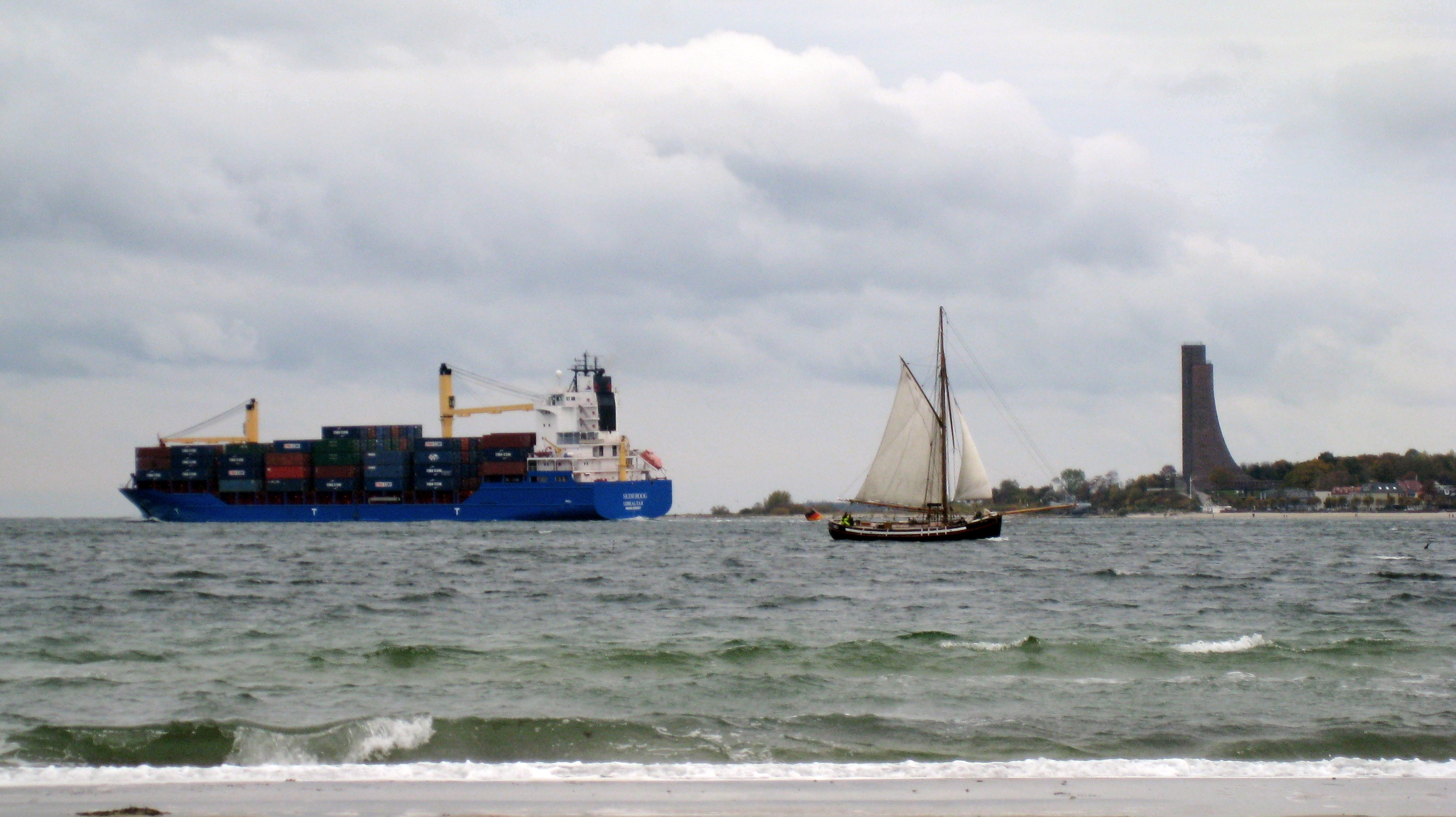
Handelsschiff vor Laboe nahe Kiel im November 2008

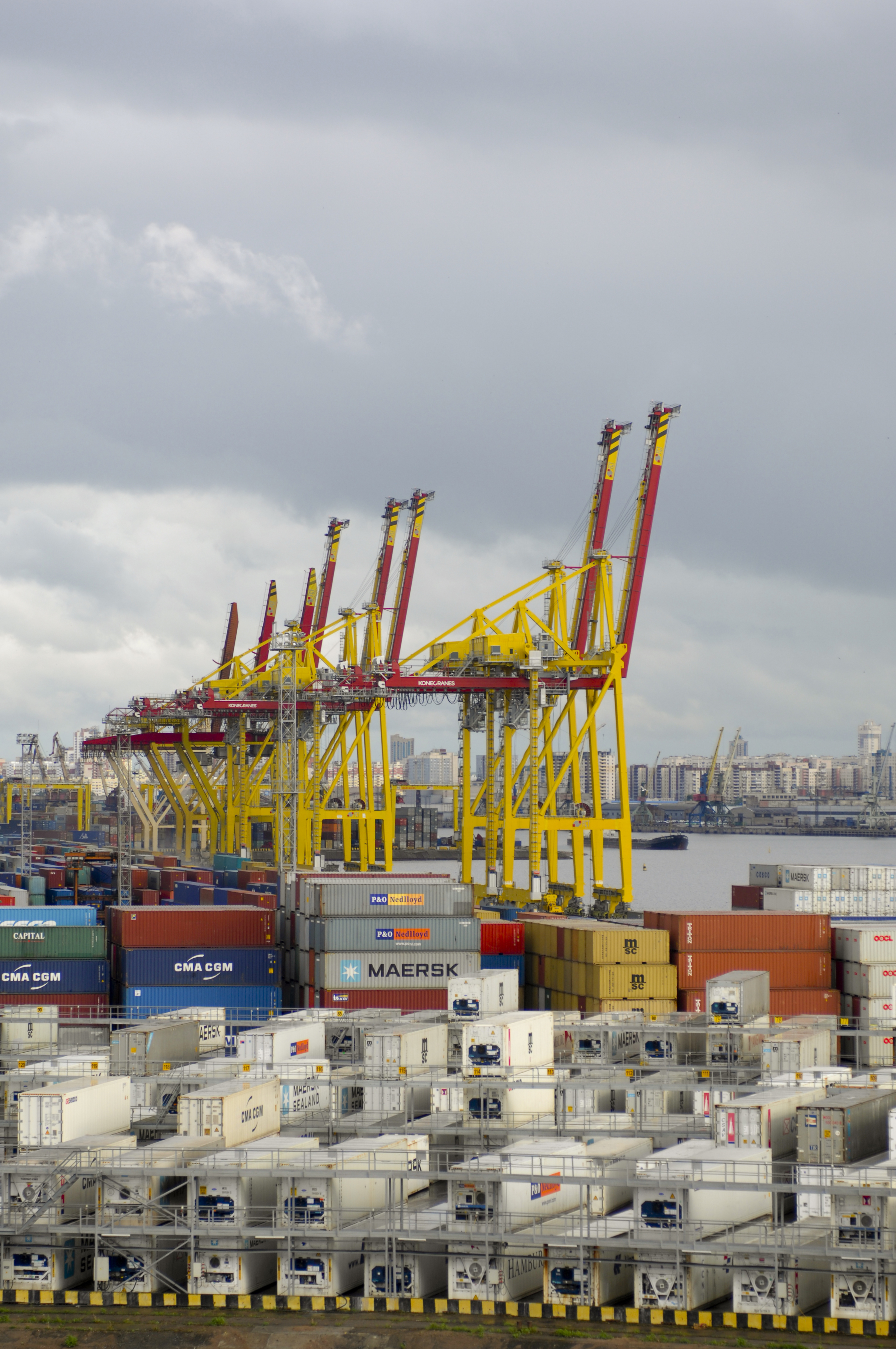
Hafenkräne im Hafen von Sankt Petersburg, 2009

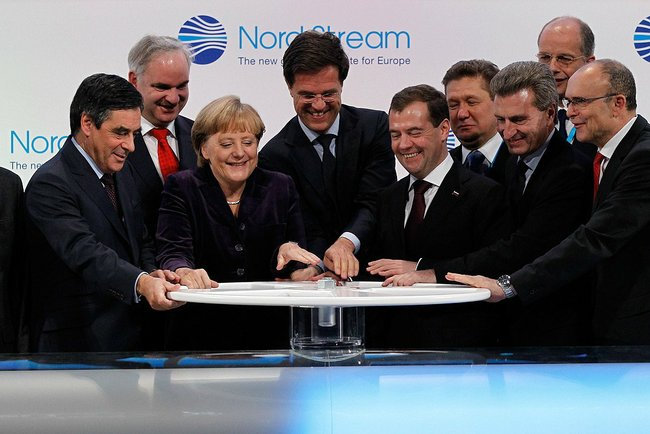
Eröffnungszeremonie der Nord-Stream Gaspipeline, 2011

#### Hafenumschlag
Aufgrund der Bestrebungen jedes einzelnen Landes, beste Hafenbedingungen anbieten zu können, sind entlang der gesamten Ostseeküste Überkapazitäten geschaffen worden. Der umschlagsintensive Ost-West-Handel geht an den deutschen Küsten zu einem Großteil vorbei. So konnte sich lediglich der Hafen Rostock als ein vergleichsweise großer Universalhafen mit einem sehr großen Anteil am Ölumschlag entwickeln. Lübeck profitiert von der Landbrücke zum Hamburger Hafen, die die Frachtzeiten gegenüber dem Nord-Ostsee-Kanal bis auf die Hälfte verringert.
Im Zeitraum von 1995 bis 2007 nahm der Containerumschlag im Ostseeraum mit 11,0 Prozent pro Jahr zu. Dabei stieg der Umschlag in den traditionellen Marktwirtschaften um 7,4 Prozent, in den neuen Marktwirtschaften mit 18,8 Prozent wesentlich rascher. Insgesamt steigerte sich die Anzahl der auf Schiffen beförderten Standardcontainer von 2,1 Millionen TEU im Jahr 1995 auf 8,4 Millionen TEU 2011. 2017 wurden in den Ostseehäfen insgesamt 9,8 Millionen TEU umgeschlagen. Dabei dominieren die Häfen Sankt Petersburg mit 19,5 Prozent Anteil am Ostseecontainerumschlag und Gdansk (Direktanlauf durch Maersk) mit 16,1 Prozent. Unter den baltischen Häfen ist Klaipėda mit 473 Tausend TEU der wichtigste Containerhafen, gefolgt von Riga und Tallinn. Der Hafen von Kopenhagen hat an Bedeutung verloren. Das starke Wachstum der finnischen Häfen Helsinki, Kotka und Hamina hängt auch mit ihrer Rolle als Transithäfen im Russlandverkehr zusammen. In Świnoujście (Swinemünde) ist der Bau eines neuen Tiefwasser-Container-Terminals geplant, welches etwa 2025 eröffnet werden soll. Zwischen Ostseehäfen werden Container allgemein auf Fähr- und Ro-Ro-Schiffen befördert. Direkt aus Übersee angelaufen werden Göteborg, Aarhus, Gdansk, Gdynia und St. Petersburg. Feederschiffe werden von über 40 Häfen bedient, von denen mehr als die Hälfte in Schweden und in Finnland liegen. Nach der Zahl der wöchentlichen Anläufe ist St. Petersburg der bedeutendste Hafen, gefolgt von Gdynia, Göteborg und Helsinki. Wichtigster Umladehafen ist Hamburg, gefolgt von Rotterdam, Bremerhaven und Antwerpen.

#### Güterhandel
Die Exporte der Ostseeländer sind mengenmäßig deutlich höher als die Importe.
Auf der Ostsee wurden 2008 mit 620 Millionen Tonnen Güter etwa acht Prozent des Weltseetransportes bewegt. Ein Hauptgrund für diesen relativ hohen Anteil besteht in der hohen Transportintensivität der dominierenden Wirtschaftszweige der Ostseeregion. Die sieben führenden Exportcluster der Region machten 2006 zusammen 78 Prozent der Ausfuhren des Ostseeraumes aus.
Diese Exportcluster sind:
1. Öl und Chemikalien,
2. Maschinenbauerzeugnisse und andere Industriegüter,
3. Fahrzeuge,
4. Holzprodukte,
5. Erzeugnisse der Telekommunikation,
6. Metalle und Grundmaterialien sowie
7. Lebensmittel und Getränke.

Flüssige Massengüter (russisches Flüssiggas, Öl) stellen mit einem Anteil von 60 Prozent am Güterumschlag 2017 der größten 20 Ostseehäfen den größten Anteil am Ostseehandel dar. 78 Prozent des Seehandels von flüssigen Massengütern geht außerhalb der Ostsee ab. Insgesamt haben die Tankerladungen stark zugenommen, insbesondere aus dem Finnischen Meerbusen. Die wichtigsten Handelsrouten flüssiger Massengüter verlaufen von russischen Häfen sowie von Estland, Lettland und Litauen nach Rotterdam, von Russland zu den deutschen Nordseehäfen, nach Spanien, Großbritannien, Belgien, Finnland und Schweden, von Dänemark nach Schweden sowie innerhalb Dänemarks, Schwedens und Finnlands. Ostseeexterne Massengutverkehre werden mit Tankern und Bulkcarriern bis Suezmax-Größe (120.000–160.000 Deadweight-Tonnen) beziehungsweise voll abgeladenen Aframax/Panamax-Schiffen (80.000–120.000 Deadweight-Tonnen) abgewickelt. Die Anläufe großer Einheiten sind selten. Die Wassertiefen in den Ostseezugängen beschränke die Größe der Schiffe.
Russland ist der zweitgrößte Ölproduzent der Welt. Mehr als 80 Prozent der russischen Erdölexporte gehen nach Westeuropa. Ein bedeutender Teil wird über Pipelines gepumpt. Größere Mengen werden darüber hinaus über die Ostsee verschifft. Russland leitet gezielt höhere Anteile des seewärtigen Außenhandels über die eigenen Häfen. Daher wurden und werden zusätzlich zu St. Petersburg weitere Ölhäfen ausgebaut, so Primorsk als Neubau für Rohöl und Vysotsk als Produktenterminal, weitere Vorhaben bestehen in Kaliningrad und Ust-Luga, während in St. Petersburg künftig nur Erdölprodukte verschifft werden sollen. Wichtigste Ölexporthäfen für russische Transite sind Tallinn in Estland, Ventspils in Lettland sowie Klaipėda und Butinge in Litauen. Die wichtigsten Ölhäfen der skandinavischen Länder sind Göteborg und Brofjorden in Schweden, Fredericia und Statoil Port in Dänemark, Sköldvik und Naantali in Finnland.
Mit 162 Millionen Tonnen Umschlag in den Ostseehäfen machten schüttbare, feste Massengüter im Jahre 2017 37 Prozent des Gesamtumschlags der größten 20 Ostseehäfen aus.
Wichtige Güterarten sind:
- Kohleexporte aus russischen und polnischen Häfen, von denen die ersteren zunehmen und die letzteren rückläufig sind,
- schwedische Eisenerzexporte,
- Baustoffe hauptsächlich aus Norwegen und Schweden,
- Getreide,
- Düngemittel.

Massenstückgüter im Ostseeverkehr sind vor allem Forstprodukte und Metalle. Sie sind die Hauptexportgüter Schwedens, Finnlands, zunehmend auch Russlands und der baltischen Länder.
Die Exporte der Ostseeländer sind mengenmäßig deutlich höher als die Importe.

#### Ostseeexterner Handel
Der Anteil des ostseeexternen Seehandels zwischen den Häfen der Ostseeanrainer und außerhalb der Ostsee liegenden Häfen umfasst etwa zwei Drittel des gesamten maritimen Ostseehandels. Russland trägt etwa zur Hälfte zum Handel bei und ist damit die dominierende Handelsnation in der Ostsee. Ein großer Teil des Handelsstroms führt in deutsche Ostseehäfen.
- Import: hauptsächlich werden Container im Feederverkehr verschifft
- Export: Massengüter wie Öl und Ölprodukte dominieren

Der ostseeexterne Handel besteht aus europäischem Kurzstreckenhandel und aus Überseehandel. Eine Besonderheit des ostseeexternen Handels ist der hohe Anteil von Zubringerhandelsverkehr für die Überseehandelsdienste ab Hamburg und Rotterdam. Eine erste Überseehandelslinie aus Fernost läuft seit Anfang 2010 direkt den Tiefsee-Container-Terminal im Hafen Gdansk an.

## Geografie

### Auswirkungen der demographischen Situation auf den Handel
| Sub-Region                                                  | Einwohner in Mio. aktuell | Einwohner in Mio. 1989 | Einwohner in Mio. 1959 | Fläche in km² | Bev.-Dichte aktuell Ew/km² |
| ----------------------------------------------------------- | ------------------------- | ---------------------- | ---------------------- | ------------- | -------------------------- |
| Die neuen Bundesländer, Berlin, Hamburg, Schleswig-Holstein | 020,898                   | 023,057                | 23,526                 | 0.125.213     | 166,90                     |
| Polen                                                       | 038,427                   | 038,183                | 29,240                 | 0.312.696     | 122,88                     |
| Dänemark und Norwegen                                       | 011,038                   | 009,360                | 08,100                 | 0.366.524     | 030,11                     |
| Schweden und Finnland                                       | 015,433                   | 013,576                | 11,841                 | 0.785.890     | 019,64                     |
| Nordwestrussland und Belarus                                | 023,440                   | 025,387                | 19,559                 | 1.894.563     | 012,37                     |
| Baltische Staaten (Lettland, Estland, Litauen)              | 006,148                   | 007,905                | 06,019                 | 0.175.228     | 035,08                     |
| Summe:                                                      | 115,384                   | 117,468                | 98,285                 | 3.660.114     | 031,52                     |

Insgesamt ist das Gebiet seit jeher dünn besiedelt und weist im Vergleich zu südeuropäischen Regionen ein sehr weites und lockeres Städtenetz auf.
Die Bevölkerungsstruktur im Ostseeraum durchlief seit 1989 erhebliche Veränderungen. Wanderungen und abnehmende Geburtenraten führten zu einer Bevölkerungsabnahme in den östlichen Gebieten des Ostseeraums. Vor allem ländliche Räume wurden entsiedelt. Die westlichen Gebiete der Ostsee wiesen dagegen einen positiven Wanderungssaldo auf und gewannen leicht an Bevölkerung hinzu. Die großen Metropolen waren von den Wachstumsrückgängen bis auf die baltischen und nordwestrussischen Städte kaum betroffen.
Da seit dem Zweiten Weltkrieg das Bevölkerungswachstum in der Region nur noch marginal ausfiel, ist der Ostseeraum im globalen Vergleich aufgrund deutlich höherer Wachstumsraten Asiens, Afrikas als eigenständige Weltregion relativ in der Bedeutung zurückgefallen.
Die Bevölkerungsveränderungen haben auch Auswirkungen auf die Wirtschaftsstruktur und die Entwicklung der Nachfrage. Weniger arbeitsfähige Bevölkerung bedeutet geringere wirtschaftliche Dynamik. Weniger Bevölkerung bedeutet weniger Nachfrage nach Gütern.

### Schwerpunktregionen und Handelszentren im Ostseeraum
Die Region besitzt alte und hochentwickelte Siedlungskerne, die sich organisch hinweg über die Jahrhunderte immer wieder transformiert haben. Bis zum Ende des 20. Jahrhunderts wurde im Wesentlichen der Übergang von einer hochindustrialisierten Kultur zu einer Dienstleistungsgesellschaft vollzogen und im frühen 21. Jahrhundert setzte die Digitalisierung im Ostseeraum voll ein. Die Nachfrage- und Angebotsstrukturen, die Markt- und Austauschformen haben sich so immer wieder gewandelt. Seit den 1960er Jahren setzte der Trend einer raumgreifenden Suburbanisierung ein, seit den 2000er Jahren findet wiederum eine erneute Verdichtung der Siedlungszentren statt. Dadurch haben sich bis 2020 an verschiedenen Stellen der Ostsee bedeutende polyzentrische Siedlungs- und Wirtschaftsstrukturen gebildet, die Grundlage für den interregionalen Handel sind.
Der Handel im Ostseeraum wird von ausgeprägten Clustern bestimmt. Die Cluster sind in und um die führenden Metropolregionen verortet und beschäftigen 50 Prozent aller Erwerbstätigen des Ostseeraums. Es gibt zwei Arten von Clustern:
1. Cluster, die auf den natürlichen Ressourcen der Ostseeregion basieren: Forstwirtschaft, Möbelproduktion, Fischerei, Öl- und Erdgasindustrie, Schiff- und Metallbau
2. Kommunikations-, Medien-, Dienstleistungsgewerbe, Marketingdienstleistungen. Letztere Branchenschwerpunkte entspringen vor allem im Ergebnis der örtlich konzentrierten und fortgeschrittenen Kultur der Ballungszentren.[139]

Die einzelnen Cluster weisen horizontale und vertikale regionale Wertschöpfungsketten auf. Aufgrund der globalisierten Wirtschaftsstrukturen sind die Handelsbeziehungen immer komplexer geworden. Die Ausweitung der Wertschöpfungsketten führt zu immer komplexeren logistischen Prozessen. Dies soll am Beispiel vom Handel mit Anhydrit aus Schweden über den Seehafen Rostock zur Weiterverarbeitung nach Sachsen-Anhalt verdeutlicht werden: Die Fährreederei Stena Line, die Pressnitztalbahn und die Fachspedition DeuCon haben gemeinsam eine neue Bahnverbindung für Gütertransporte von Rostock ins mitteldeutsche Chemiedreieck geschaffen. Container aus Skandinavien und Mecklenburg gelangen dadurch schneller nach Halle und umgekehrt. Die Verbindung findet zweimal wöchentlich in beide Richtungen statt.
Von den Metropolen des Ostseeraums sind nur drei Seestädte an der Ostsee und der Rest Binnenstädte oder an der Nordsee gelegen.
Von den sekundären urbanen Zentren sind sieben Seestädte an der Ostsee und die anderen neun Zentren ebenso Binnenstädte oder an der Nordsee gelegen.
Die Mehrheit der Großstädte liegt im südlichen Ostseeraum, südlich der Küste.
Metropolen des Ostseeraums:
1. Sankt Petersburg: 5,383 Mio. Ew
2. Berlin: 3,644 Mio. Ew
3. Minsk: 1,981 Mio. Ew
4. Hamburg: 1,841 Mio. Ew
5. Warschau: 1,764 Mio. Ew
6. Tätort Stockholm: 1,515 Mio. Ew
7. Kopenhagen / Hovedstadsområdet: 1,320 Mio. Ew

Weitergehende Verdichtungszentren der Ostseeregion sind: für Kopenhagen: Metropolregion Malmö-Kopenhagen (Öresundregion), für Danzig: Dreistadt, für Helsinki: Hauptstadtregion Helsinki: 1,172 Mio. Ew. (2019); 770,26 km².
Weitere sekundäre, urbane Zentren mit mehr als 400.000 Ew.: insgesamt 16 Zentren zwischen 0,40 und 0,99 Mio. Ew
- Deutschland: Leipzig: 0,587 Mio. Ew., Dresden: 0,554 Mio. Ew
- Polen: Krakau: 0,765 Mio. Ew., Lodz: 0,696 Mio. Ew., Breslau: 0,637 Mio. Ew., Posen: 0,540 Mio. Ew., Danzig: 0,463 Mio. Ew., Stettin: 0,404 Mio. Ew
- Baltikum: Riga: 0,615 Mio. Ew., Vilnius: 0,570 Mio. Ew., Tallinn: 0,434 Mio. Ew
- Belarus und Nordwestrussland: Homel: 0,535 Mio. Ew., Kaliningrad: 0,482 Mio. Ew
- Skandinavien: Oslo: 0,690 Mio. Ew., Helsinki: 0,635 Mio. Ew., Göteborg: 0,572 Mio. Ew

Zahl der Großstädte: insgesamt gibt es 113 Großstädte im Ostseeraum
- Polen: 39
- Belarus: 15
- Neue Länder, Hamburg, Berlin, Schleswig-Holstein: 14
- Nordwestrussland: 11
- Schweden: 9
- Finnland: 9
- Norwegen: 6
- Baltikum: 6
- Dänemark: 4

### Verkehrssysteme
| Hafen      | Anteil in Prozent |
| ---------- | ----------------- |
| Rostock    | 39                |
| Lübeck     | 29                |
| Puttgarden | 10                |
| Kiel       | 10                |
| Wismar     | 06                |
| andere     | 06                |

Da nur ein Teil der Bevölkerung der Ostseeanrainer dem Wortsinn nach direkt an der Küste siedelt, die wirtschaftlichen Zusammenhänge des Ostseeraums (z. B. Zulieferindustrie, Produktionsort und Abnehmerort usw.) aber über hunderte Kilometer in das Binnenland hineinreichen können, sind offene Seehäfen zwar der nächstliegende Austauschort von Gütern; aber sie stellen nur eine mögliche Form des modernen Ostseehandels im 21. Jahrhundert dar.
Aus dem Städtenetz der Ostseeanrainer ergibt sich eine gestaffelte und heterogene Verkehrslandschaft mit diversifizierten Verkehrsträgern.
Dazu gehören Container- und Stückguthäfen, Landstraßensysteme für LKW-Transporte, Fährhäfen, Frachtflughäfen für Luftfracht, schienengebundener Güterverkehr aber auch die Binnenschifffahrt für Massenstückgüter (vor allem Elbe, Oder, Weichsel).
Die Routen zwischen den deutschen Häfen und dem Baltikum sowie zwischen Russland und Finnland sind einem starken Wettbewerbsdruck durch die landgestützten Handel ausgesetzt. Der Ausbau der Via Baltica und der deutschen A 20 sowie der geplante Lückenschluss zwischen diesen beiden Autobahnen in Polen führen vermutlich zu einer weiteren Verlagerung von Seehandelsverkehren auf die Straße. Der Außenhandel Polens mit Deutschland und den baltischen Staaten nutzt fast ausschließlich die Landwege.
Im Schienenverkehr besitzt Nordwestrussland zwei Eisenbahnfilialen der Russischen Staatsbahnen, die Sewernaja schelesnaja doroga mit 5.960 km Streckenlänge und die Kaliningradskaja schelesnaja doroga mit 963 km Netzlänge. Die belarussische Belaruskaja tschyhunka betreibt 5.491 km Streckenlänge. Die polnische Polskie Koleje Państwowe betreibt ein Streckennetz von 18.510 km. Die litauische Lietuvos geležinkeliai betreibt ein 1.998 km langes Netz. Die lettische Latvijas dzelzceļš betreibt ein 1.933.8 km langes Netz. Die estnische Eesti Raudtee und die Edelaraudtee betreiben ein 998 km langes Streckennetz. Die Danske Statsbaner betreiben ein 2.560 km langes Netz, die Finnische Transport Infrastruktur Agentur betreibt ein 8.816 km langes Netz, die norwegische Vy betreibt ein 4.087 km langes Netz. Das schwedische Eisenbahnnetz ist 12.821 km lang. DB Netz betreibt im deutschen Ostseeraum ein Streckennetz von insgesamt 13.821,5 km. Im Ostseeraum gibt es demnach aktuell ein Gesamtstreckennetz von 76.961,3 km, mit unterschiedlichen Spurweiten und insgesamt 11 Netzbetreibern.
Ungeachtet der großen Bedeutung der landgestützten Verkehrssysteme ist der seegestützte Handel weiter bedeutend. Zu jedem Zeitpunkt befinden sich derzeit 1800 Schiffe mit über 300 BRT in der Ostsee auf dem Weg zu einem Umschlagshafen. Die Ostsee gehört damit zu den meistbefahrenen Gewässern der Welt.
Sehr bedeutsam sind künstliche Wasserkanäle geworden, worunter der Nord-Ostsee-Kanal die stärkste künstliche Wasserfahrstraße ist. In Russland gibt es den Weißmeer-Ostsee-Kanal, den Wolga-Ostsee-Kanal. Die Ostsee ist somit mit der Barentssee und dem Nördlichen Eismeer, mit dem Schwarzmeer und dem Kaspischen Meer verbunden.
Die verschiedenen Verkehrssysteme transportieren Güter und Waren in die weiteren Ostseenetzknoten oder darüber hinaus zum Bestimmungsort auf den Märkten oder Endkonsumenten oder zur Weiterverarbeitung.
In den Großstädten gibt es neben den örtlichen Handelspunkten des allgemeinen Dienstleistungsgewerbes auch überregionale Handelsmessen: zum Beispiel die Leipziger Messe, Messe Berlin, Hamburg Messe und Congress.